# Grades des Forces armées des États-Unis
Sont énumérés ici les grades des Forces armées des États-Unis avec leur appellation en anglais et leur traduction en français.
Les insignes présentés ci-dessous sont ceux des forces armées d'active ; les insignes des candidats et officiers réservistes qui dépendent des Reserve Officers and Training Corps (ROTC) rattachés aux différentes composantes des Forces armées, sont différents et sont (ou seront) présentés dans un autre article.
Lorsqu'une illustration montre un insigne métallique porté au col, cet insigne est porté par un militaire exerçant des fonctions administratives ou disposant d'une tenue qui n'a pas encore été actualisée.
Dans les unités opérationnelles, les insignes de grades sont depuis les années 2000 en tissus synthétiques camouflés à dessins « numériques » pour lesquels les grades sont représentés en mode « faible visibilité ». Ces nouveaux insignes numériques sur les uniformes dénommés Army Combat Uniform (« ACU ») remplacent progressivement les insignes métalliques et ce dans toutes les composantes des Forces armées.

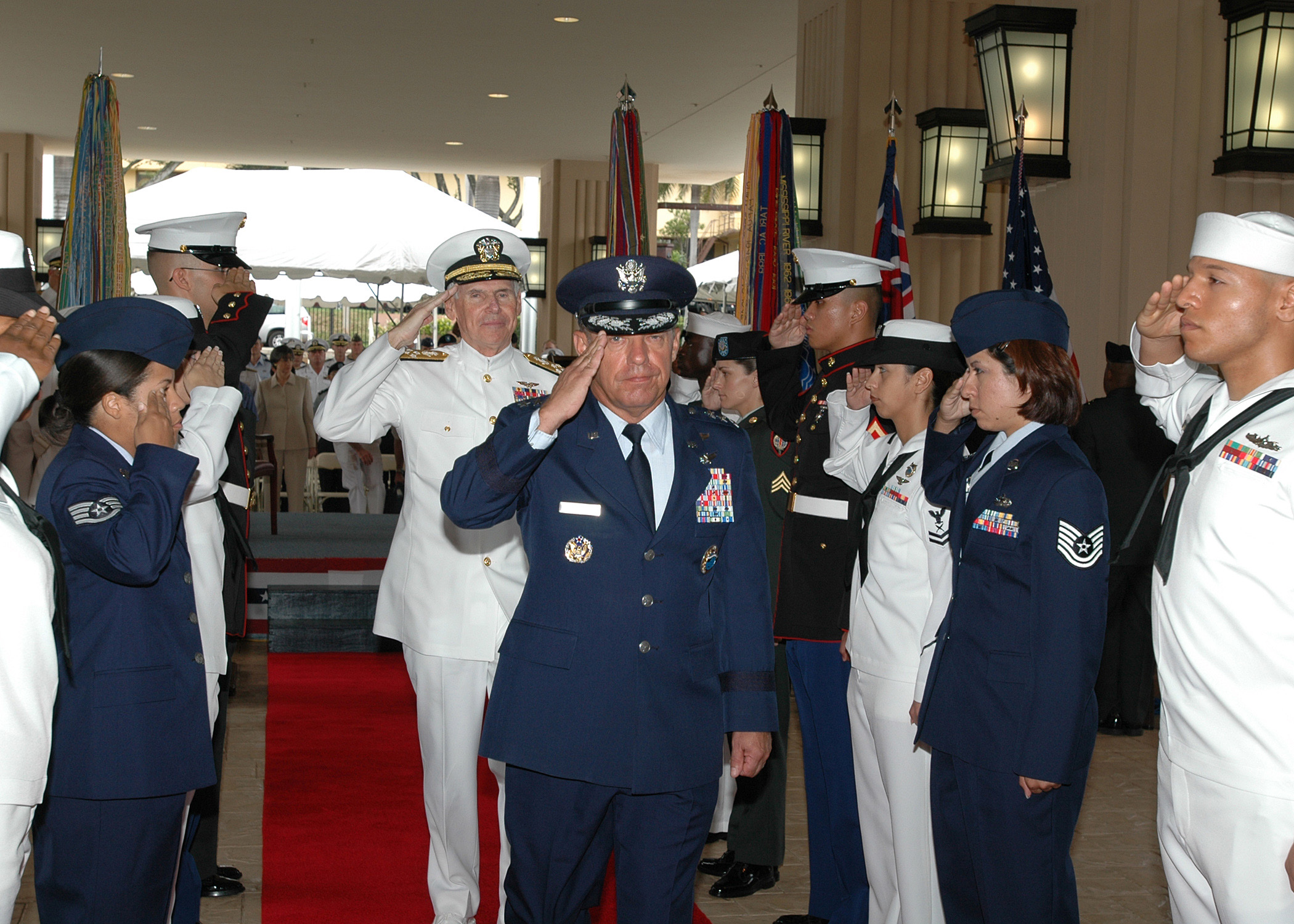
Membres des quatre services (i.e. armées) lors d'une passation de commandement du United States Pacific Command en 2007. De gauche à droite, on peut identifier : une staff sergeant de l'USAF, un marin de l'US Navy et un marine sans grade visible, au centre arrière, un admiral de la Navy, au centre devant, un lieutenant general de l'USAF, une sergeant de l'US Army, un marine vraisemblablement lance corporal d'après son insigne de manche à moitié cachée, une petty officer 2nd Class de la Navy, une technical sergeant de l'USAF et un marin dont le rang n'est pas visible.

## Historique
Jusqu'à la Première Guerre mondiale, les Forces armées des États-Unis ne sont pas structurées comme le sont les armées européennes se combattant sur le front de l'ouest. Dans la catégorie des sous-officiers, il existe des dizaines d'insignes de grades différents, variant d'un régiment à l'autre, voire d'un bataillon à l'autre. Le département de la Guerre des États-Unis n'autorise pas ces insignes « particuliers », mais ne fait rien non plus contre leur développement. Une des missions du général John J. Pershing est de structurer et d'uniformiser l'Armée des États-Unis, pour qu'elle puisse être d'un niveau de développement et de capacité égale aux armées européennes.
Les insignes de l'Armée américaine sont différents selon les époques, en ce qui concerne les sous-officiers, mais les grades des officiers sont quasiment restés inchangés de 1831 jusqu'au début du XXe siècle.

### La guerre avec le Mexique
Dans ce chapitre sont présentés les insignes de l'US Army lors des événements et de l'annexion du Texas, le siège de Fort Alamo et la guerre américano-mexicaine qui prirent fin par le traité de Guadalupe Hidalgo en 1848.

Insignes des sous-officiers de l'infanterie, de 1833 à 1847
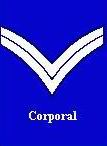
Corporal
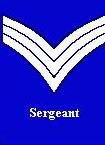
Sergeant
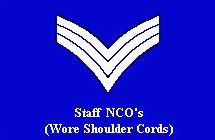
Staff NCO's
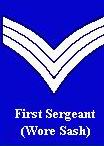
First sergeant

Insignes des sous-officiers de l'infanterie, de 1847 à 1848
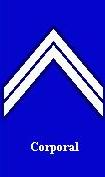
Corporal
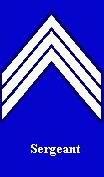
Sergeant
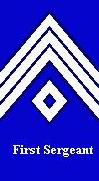
First sergeant
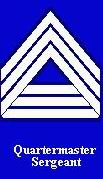
Quartermaster sergeant
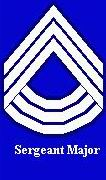
Sergeant major

Insignes des officiers de la même époque, corps de l'infanterie. Les grades des officiers généraux étaient alors de trois : Le brigadier general qui commandait une brigade, le major général commandait une division et d'autres unités plus grandes. Ces deux grades existaient depuis l'Armée continentale, lors de la guerre d'indépendance des États-Unis. Le grade de lieutenant general, créé en 1799, était à l'époque le chef militaire de l'Armée. L'aigle de l'insigne de Colonel était de couleur dorée dans l'infanterie uniquement, et argentée dans tous les autres corps de l'Armée. Aussi en 1851, l'aigle du grade fut prescrit d'être de couleur argentée.

Grade des Officiers de l'US Army durant le conflit avec le Mexique
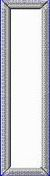
2nd lieutenant, ne porte pas d'insignes
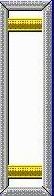
1st lieutenant
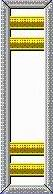
Captain
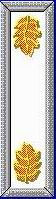
Major
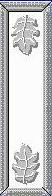
Lieutenant colonel
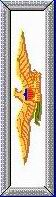
Colonel
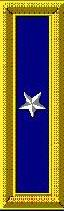
Brigadier general
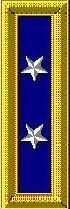
Major general

### La guerre de Sécession

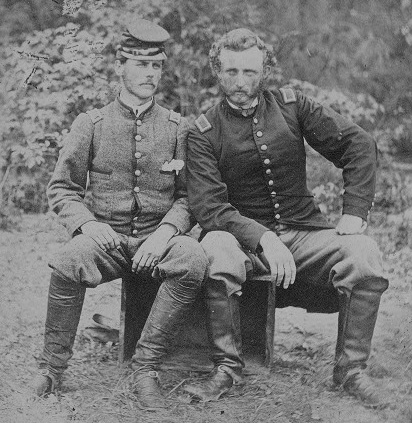
Un lieutenant confédéré prisonnier avec George Armstrong Custer alors capitaine.

Lors de la guerre de Sécession, les États loyaux au gouvernement fédéral et les États sécessionnistes regroupés dans les États confédérés d'Amérique ont constitué deux armées, avec des insignes de grades différents.

Insignes des sous-officiers de l'infanterie de l'Union (Nordistes) durant la guerre de Sécession
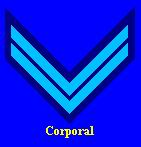
Corporal
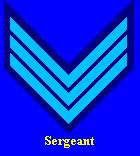
Sergeant
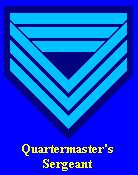
Quartermaster's sergeant
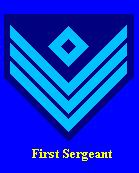
First sergeant
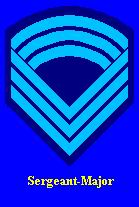
Sergeant major

Insignes des sous-officiers de l'infanterie des Confédérés (Sudistes) durant la guerre de Sécession
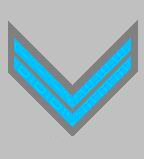
Corporal
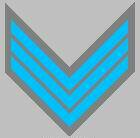
Sergeant
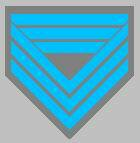
Quartermaster's sergeant
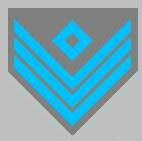
First sergeant
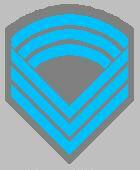
Sergeant major

Les insignes de grades des officiers de l'Union (« Yankees » durant le conflit) sont inchangés depuis 1831 au moins. C'est également au cours de ce conflit que le grade de Lieutenant General a pour la première fois été usité réellement, hors de tout contexte honorifique. Le Congrès des États-Unis nomma le Major General Ulysses Simpson Grant au grade de Lieutenant General en 1863, faisant de lui le chef militaire des armées de l'Union. Un fait qui a son importance dans l'apparition des premiers insignes métalliques était que les tireurs d'élite confédérés visaient en premier les officiers de l'Union, aisément reconnaissables à leur bande d'épaule. Ce qui a amené certains officiers de l'Union à porter l'insigne de leurs grades en métal, épinglé sur leurs uniformes durant les combats. En 1866, le Congrès créa pour Grant le nouveau grade de General, comprenant quatre étoiles.
Les insignes de grades des officiers de l'Armée des Confédérés étaient très différents, de plus, tous les officiers généraux portaient le même insigne, qu'il soit brigadier general ou lieutenant general. On peut remarquer une certaine similarité avec les grades des officiers français de la même époque.

Insignes des officiers Confédérés (Sudistes) durant la guerre de Sécession
2nd lieutenant
1st lieutenant
Captain
Major
Lieutenant-colonel
Colonel
General

### Fin duXIXesiècle-début duXXesiècle

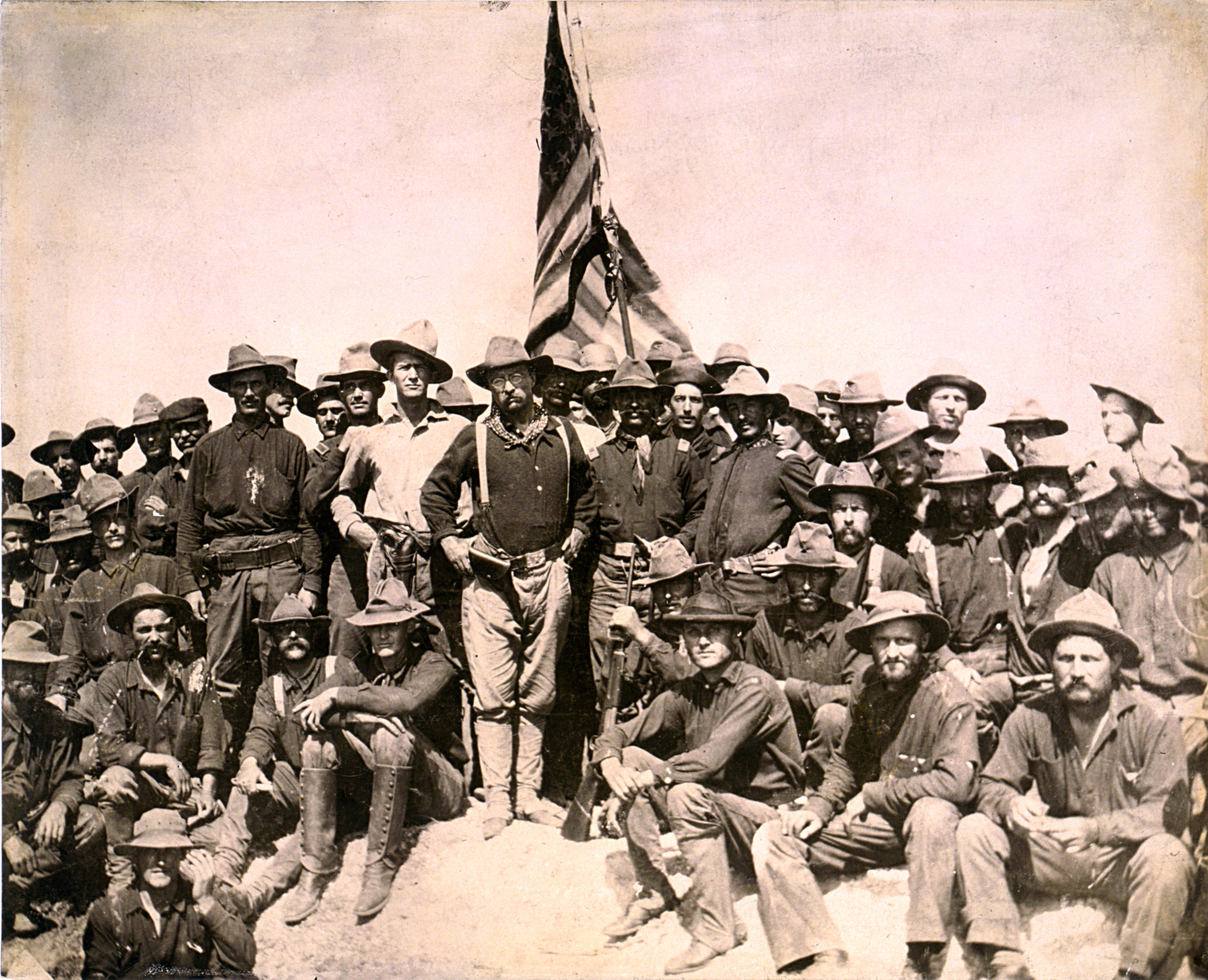
Durant la guerre hispano-américaine, l'immense majorité des combattants américains étaient des volontaires et leurs uniformes étaient très variés, car il n'existait pas d'uniformes d'été vraiment réglementaires comme le montre cette photo du futur président Theodore Roosevelt et de ses hommes après la victoire sur les collines San Juan (Cuba).

À la fin du XIXe siècle, eurent lieu les derniers soulèvements de ce que l'on a appelé les guerres indiennes. Deux des principaux évènements furent la défaite et la mort du général George Armstrong Custer à Little Big Horn, (État du Montana), le 25 juin 1876, par la coalition des Cheyennes et des Sioux, sous la direction de Crazy Horse. Et pour terminer, le massacre de Wounded Knee, où 200 Sioux et leur chef Big Foot ont été massacrés par les hommes du 7e régiment de cavalerie le 29 décembre 1890, qui marque la fin de ces affrontements.
Ci-dessous, les grades des sous-officiers en usages lors des guerres indiennes. Ici, ce sont les grades de l'infanterie qui sont représentés.

Insignes des sous-officiers de l'infanterie durant les guerres indiennes
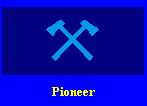
Pioneer
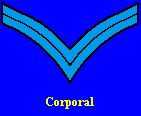
Corporal
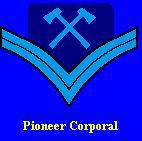
Pioneer corporal
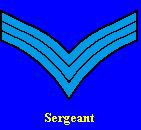
Sergeant
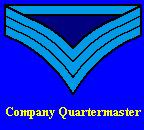
Company quartermaster
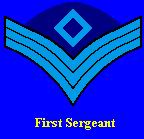
First sergeant
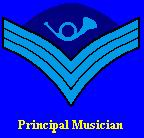
Principal musician
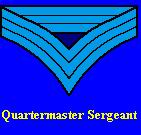
Quartermaster sergeant
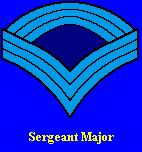
Sergeant major

En 1898, eut lieu la guerre hispano-américaine, la seule modification de grade d'importance relative depuis la fin des guerres indiennes fut l'apparition du color sergeant, situé juste au-dessus du 1st sergeant dans la hiérarchie. Son nom provient du fait qu'il était officiellement le porteur du drapeau ou de l'étendard de son unité (les « couleurs »).

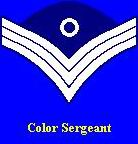
Color sergeant

Ci-dessous, un tableau représentant les insignes d'officiers de cette époque, peu d'évolution dans la forme et le dessin de ces insignes, si ce n'est la fixation de la couleur argent pour les grades de 1st lieutenant et captain prescrite dans cette couleur en 1872. À la suite de l'abolition des épaulettes dorées, le grade de colonel a été fixé dans la couleur argent dès 1851. Le port des insignes en métal a été autorisé en 1902.

Insignes d'épaule des officiers de l'US Army de 1872 à 1902
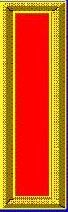
2nd lieutenant artillery
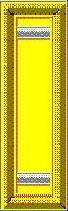
1st lieutenant cavalry
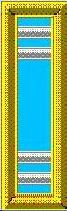
Captain infantery
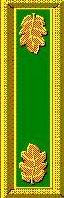
Major Medical Corps
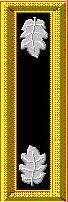
Lieutenant colonel staff officer
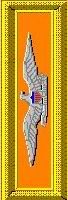
Colonel Signal Corps
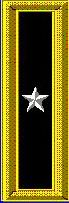
Brigadier general
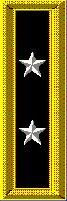
Major general
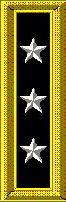
Lieutenant general
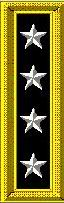
General

### La réforme de 1920
Lors de la Première Guerre mondiale, les unités du corps expéditionnaire américain comprenaient des dizaines d'insignes de sous-officiers et hommes du rang différents. Pratiquement tous les régiments et même certains bataillons possédaient leurs propres insignes, la plupart non autorisés par le gouvernement fédéral des États-Unis. En 1920, il fut décidé de simplifier ces dizaines de grades en sept niveaux de grades différents, appelés pay grade, qui correspondaient (encore de nos jours), à la solde qui y était attachée. Certains niveaux possédaient deux grades, dont la solde était la même. Par exemple, le grade de sergeant-technicien et le grade de sergeant non spécialisé étaient dans le même niveau.
Cet organigramme (à quelques nuances près) fut celui en fonction lors de la Seconde Guerre mondiale.
Les grades d'officiers, métalliques, de la Seconde Guerre mondiale avaient des dessins différents des grades métalliques actuels. Beaucoup étaient encore en argent massif, car les officiers issus de familles riches pouvaient se procurer dans les boutiques spécialisées des insignes de valeur. Les principaux fabricants agréés par le gouvernement pour fournir les officiers en insignes étaient, notamment : N.C. Meyer Inc., de New York, Hilborn & Hamburger, les joailliers Luxenberg et même Tiffany & Co. Il en existait bien d'autres, moins prestigieux. Beaucoup d'insignes étaient de fabrication locale, là où les troupes US stationnaient.

Exemples d'insignes anciens de grade de Colonel, 1re et 2e Guerre mondiale
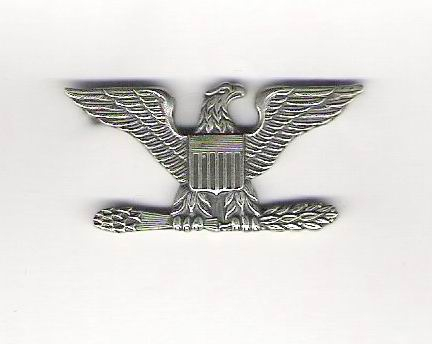
Insigne de grade de colonel, de la 1re Guerre mondiale.
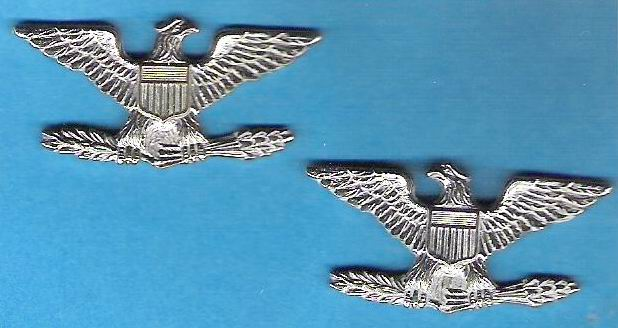
Insigne de grade de colonel, de la 2e Guerre mondiale, fabriquée par la firme Hilborn & Hamburger, en argent. L'Aigle de gauche est un War Eagle, étant donné qu'il regarde en direction du faisceau de flèches, symbole de guerre.
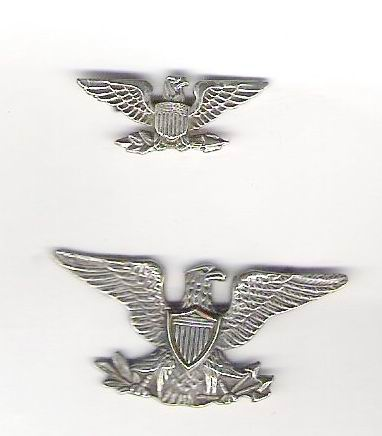
Ces deux insignes de colonel ont un dessin particulier, ce qui était encore possible à l'époque, le plus petit est un insigne de col en argent massif fabriqué par le joaillier Luxenberg.
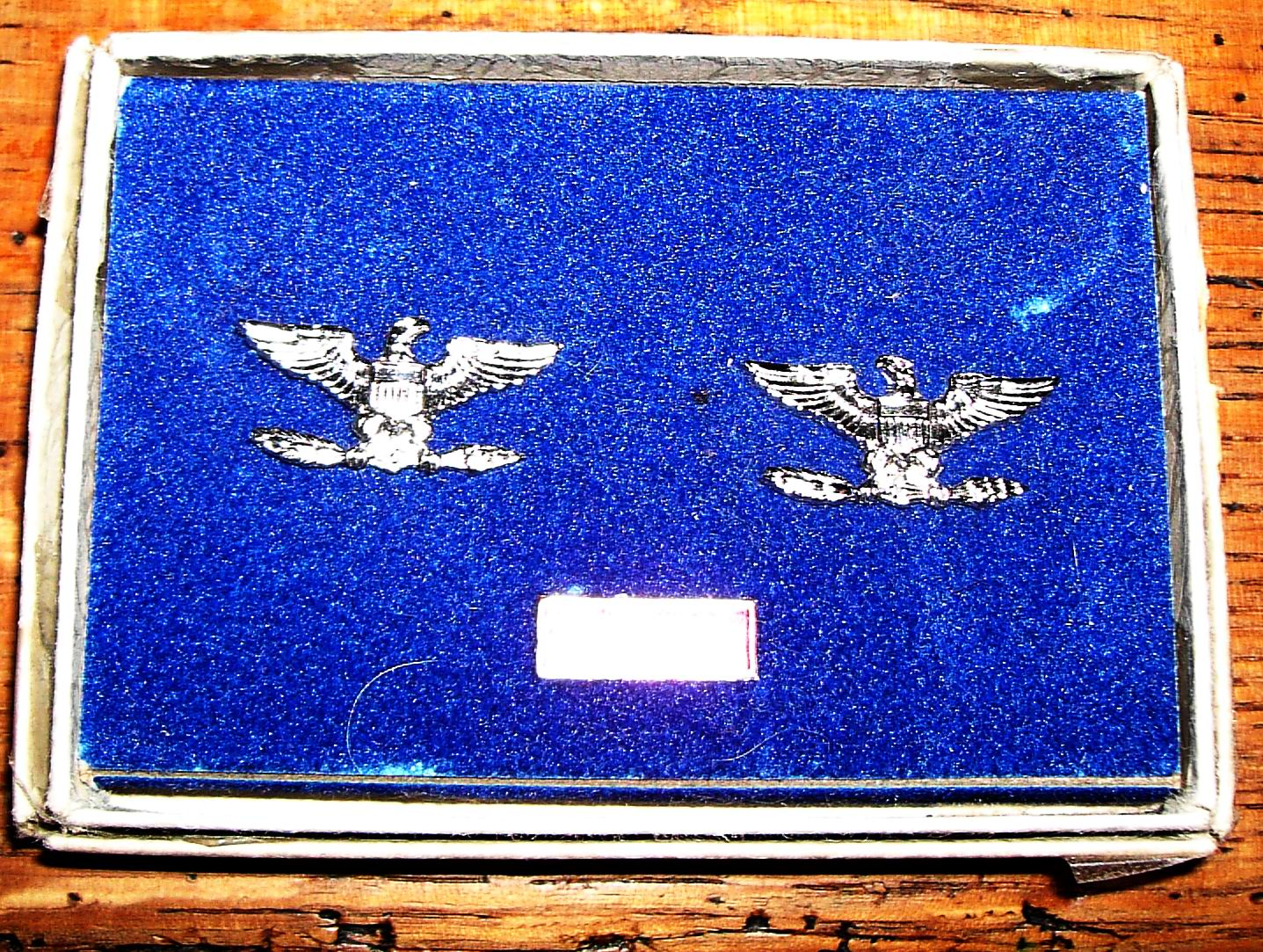
Paire d’insignes de captain de l'US Navy, équivalent du colonel de l'US Army, fabriqués par Hilborn & Hamburger, toujours dans leur boîte d'origine.

Exemples d'insignes anciens du grade de lieutenant colonel, Seconde Guerre mondiale
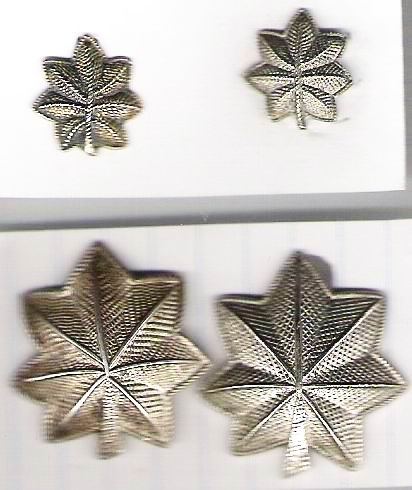
Insignes de lieutenant colonel, les deux grands sont pour l'uniforme, fabriqués par N.C.Meyer Inc., les deux petits sont des insignes de col.
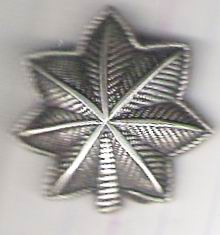
Insigne de lieutenant colonel, destiné à être porté sur le calot.
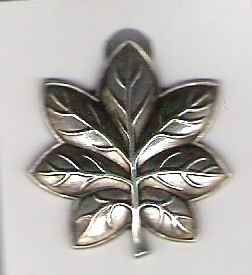
Insigne de lieutenant colonel du corps des Marines, ou de commander de l'US Navy ou des US Coast Guard.

Exemples d'insignes anciens du grade de major, années 1920 et Seconde Guerre mondiale
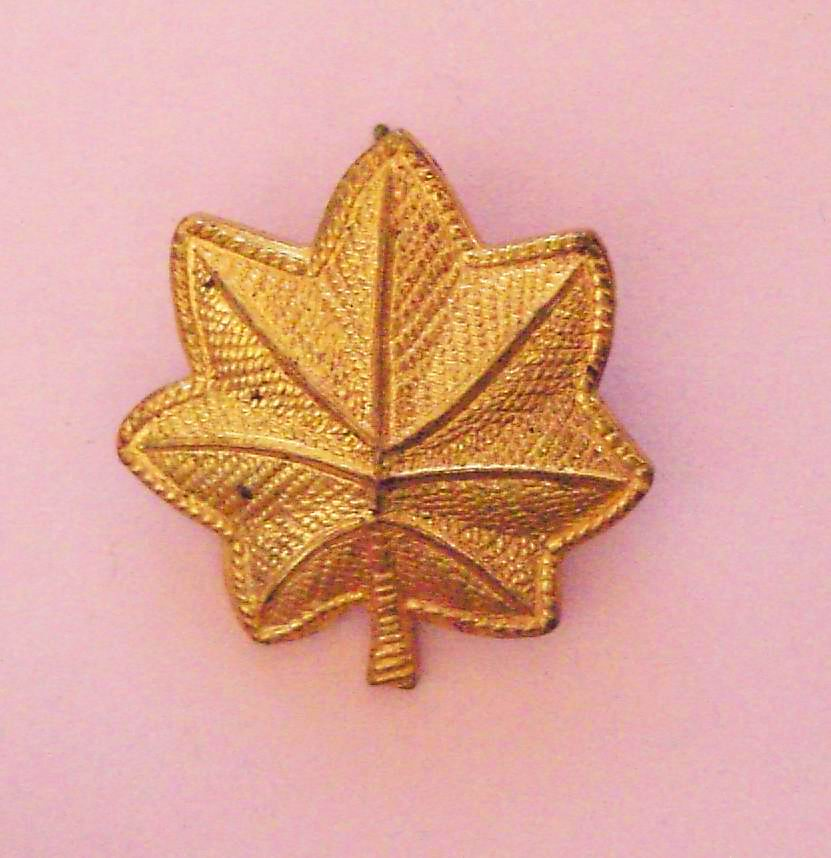
Insigne de major, grades d'épaule, fabriqués par UTICA, N.Y.
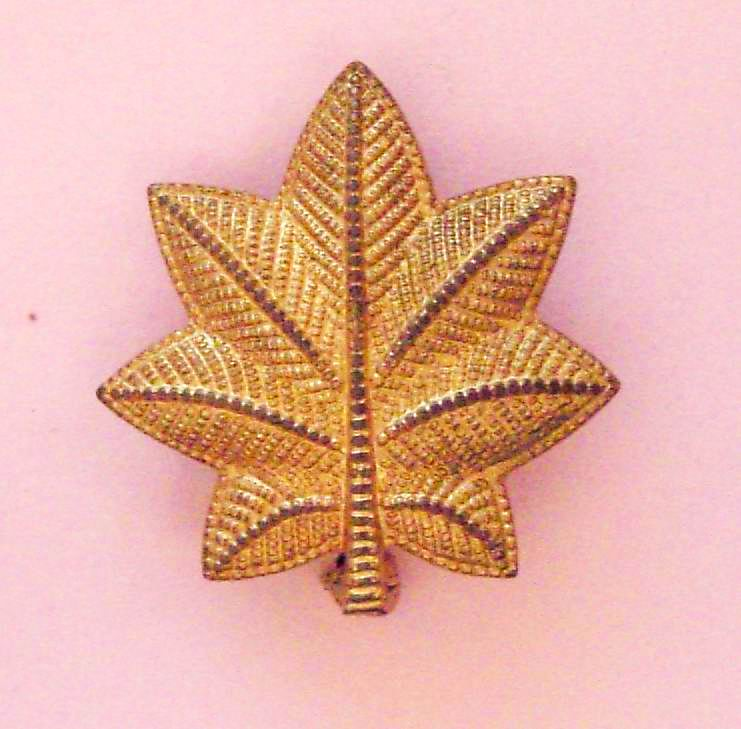
Insigne de major, grades d'épaule.
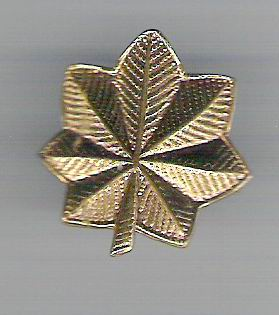
Insigne de major, 2e Guerre mondiale, marqué « Should-R-Form », cet insigne est cintré pour s'adapter à la forme de l'épaule.
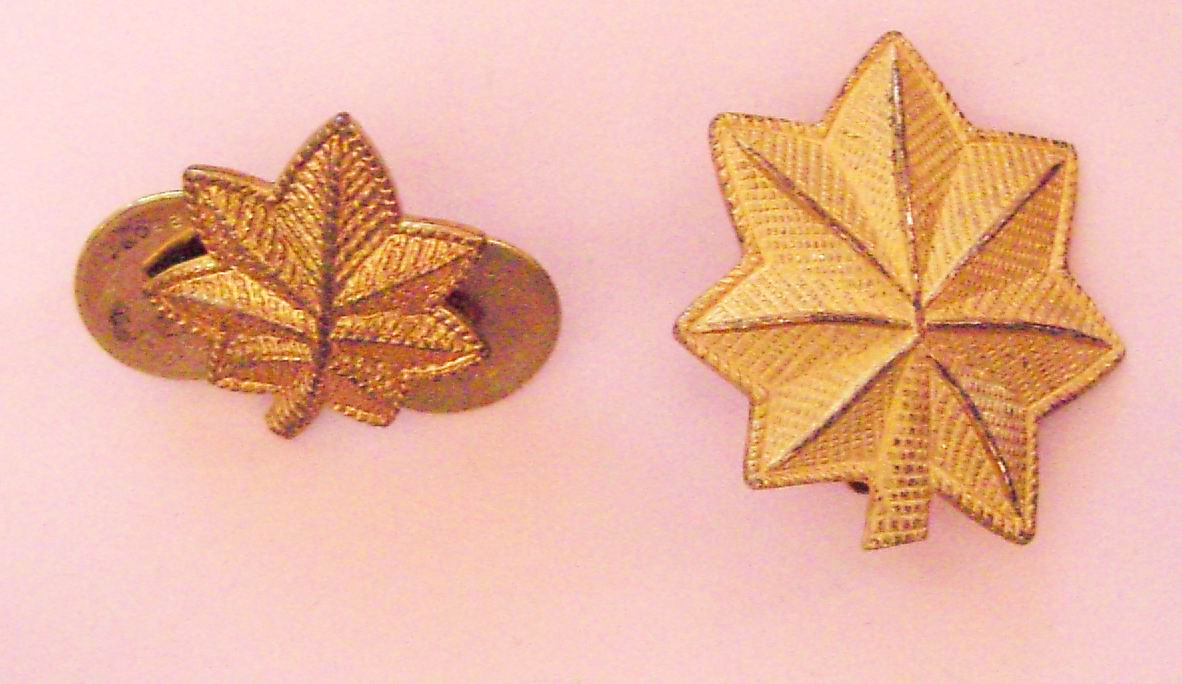
Insigne de major, 2e Guerre mondiale, fixation par clutch back (comme les pin's).

Exemples d'insignes anciens de captain, 1re et 2e Guerre mondiale
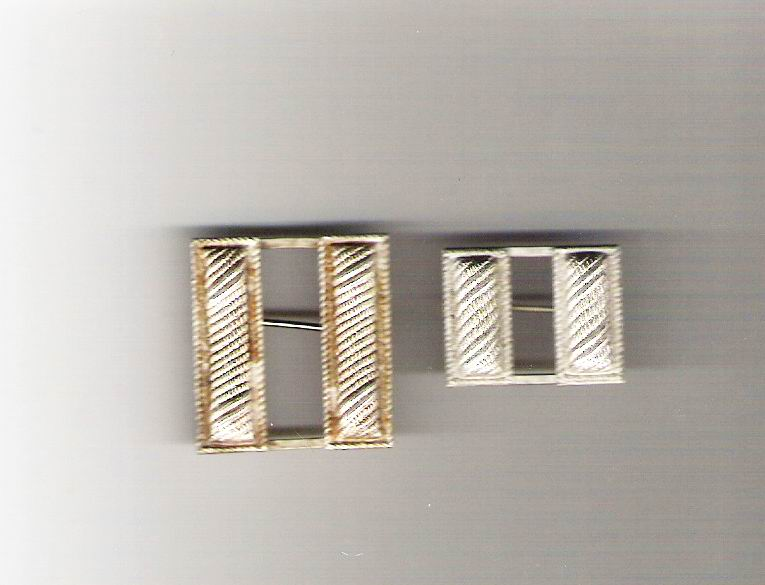
Insigne false bulionde captain, 1re Guerre mondiale, grades d'épaule et de col.
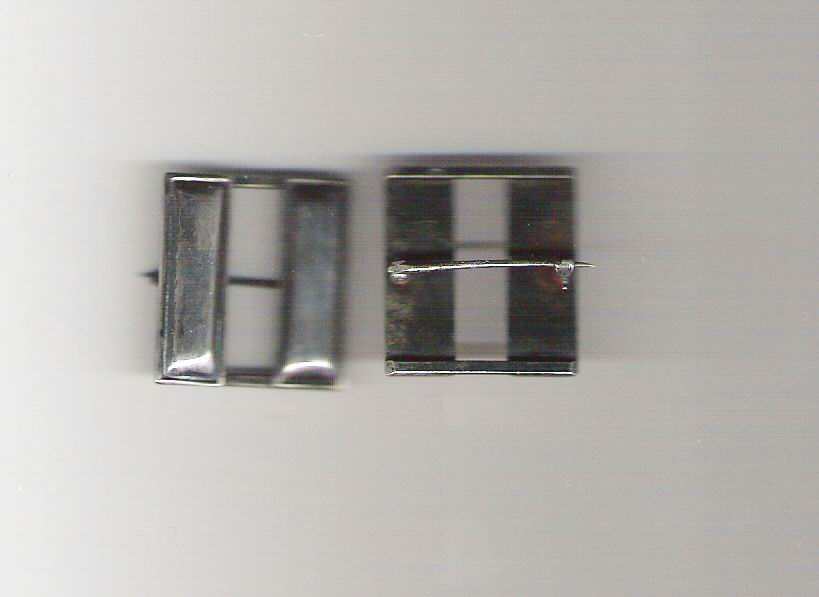
Insigne d'épaule type coffin de captain, en argent, 1re Guerre mondiale.
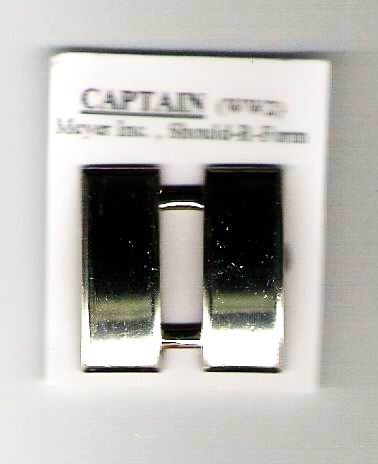
Insigne d'épaule de captain, 2e Guerre mondiale, cet insigne est cintré pour s'adapter à la forme de l'épaule, fabrication N.C.Meyer Inc.
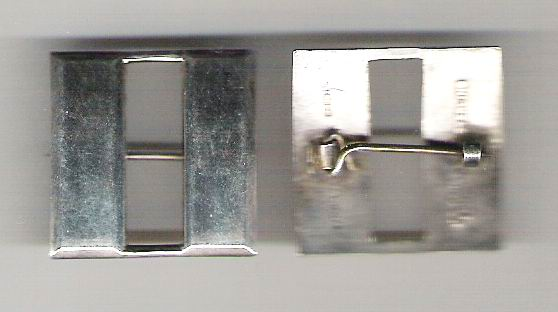
Insigne d'épaule de captain en argent, 2e Guerre mondiale, fabrication anglaise, J.R. Gaunt.
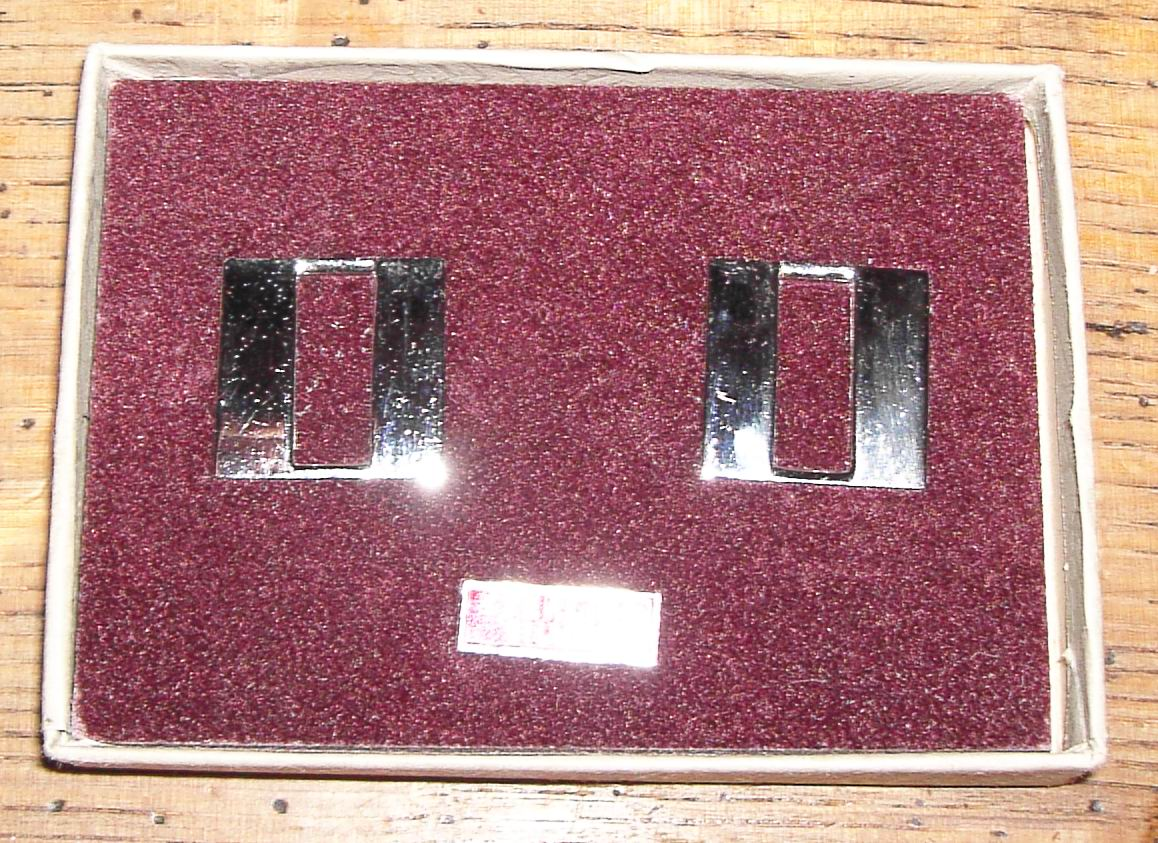
Paire d'insignes de lieutenant de l'US Navy, équivalent du captain de l'US Army, fabrication de Hilborn & Hamburger dans leur boite d'origine.

- Exemples d'insignes anciens de 1st Lieutenant

"Exemples
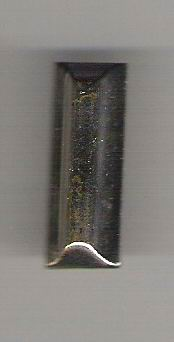
Modèle d'insigne de 1st lieutenant type coffin, Première Guerre mondiale.
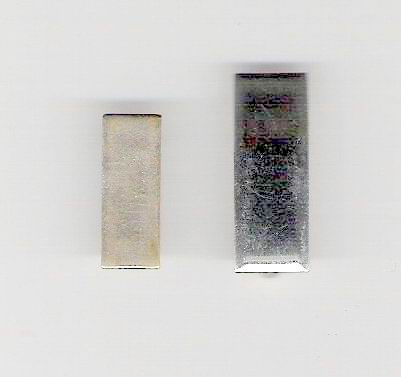
Modèle d'insigne de 1st lieutenant type année 30, le plus petit est un insigne de col de l'Air Corps, Seconde Guerre mondiale.

Exemples d'insignes anciens de 2nd lieutenant
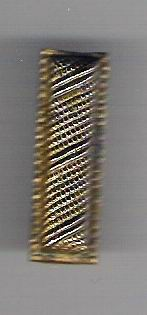
Un des premiers insignes de 2nd lieutenant, crée en 1917. Ce modèle est dit false bulion (fausse broderie), en souvenir des anciens grades..
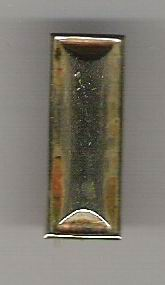
Ce modèle d'insigne de 2nd lieutenant, était surnommé coffin (cercueil) en raison de sa forme.
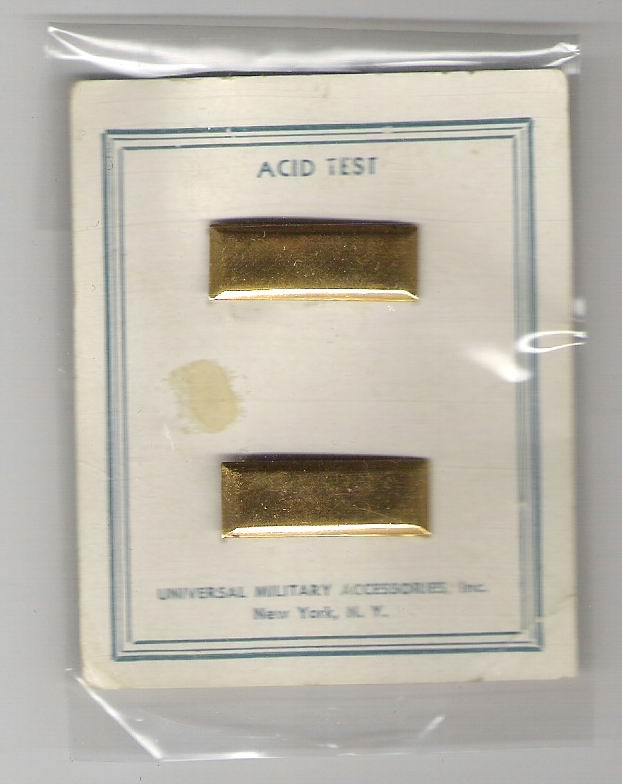
Modèle d'insignes de 2nd lieutenant des années 1930-1945, sur sa carte et sous sa cellophane d'origine.

Les insignes de warrant officers durant la Seconde Guerre mondiale
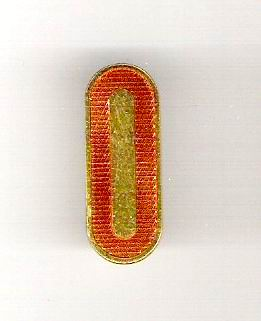
Insigne de chief warrant officer de la 2e Guerre mondiale. Ce grade et son insigne ont été créés en septembre 1942, usités jusqu'en mai 1947.
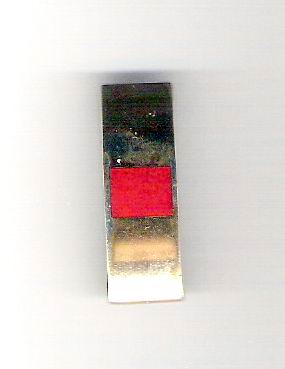
Insigne de commissioned warrant officer du corps des Marines pendant la 2e Guerre mondiale. Ce grade et son insigne ont été créés en 1943, en remplacement de quatre grades plus anciens.
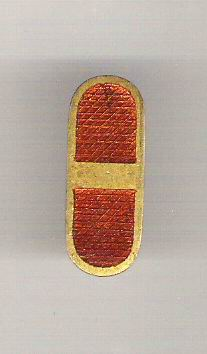
Insigne de warrant officer junior pendant la 2e Guerre mondiale. Ce grade et son insigne ont été créés en même temps que le grade immédiatement supérieur de chief warrant officer
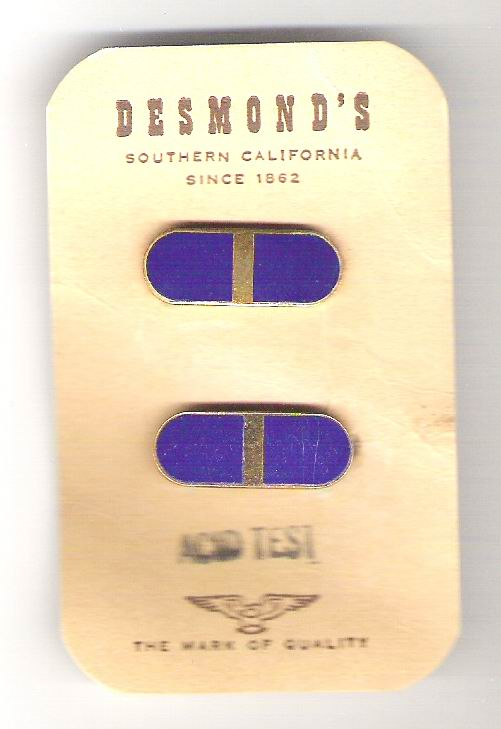
Insigne de flight officer pendant la 2e Guerre mondiale. Ce grade et son insigne ont été créés en novembre 1942 pour l'Army Air Force et est l'équivalent du warrant officer junior. Il a été supprimé dès 1945. Ceux présentés ici sont encore sur la carte d'origine du fabricant.
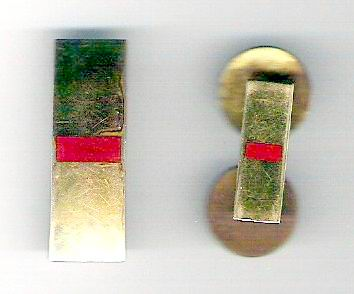
Insigne de warrant officer du corps des Marines pendant la 2e Guerre mondiale. Ce grade et son insigne ont été créés en 1943, en remplacement de trois grades plus anciens. Un insigne d'épaule ou de calot et un insigne de col.

Les insignes de sous-officiers et hommes du rang ont varié selon la disponibilité des matériaux et l'époque. Le tableau ci-dessous n'est donc pas exhaustif. Il existe des insignes fabriqués sur le terrain, à la main, dans des matériaux improvisés, et de plus, chaque fabricant avait son propre style. Pour garder la clarté du tableau, les insignes sont limités à quatre par grade. Les insignes jaune-ocre étaient utilisés sur les fronts méditerranéen et du Pacifique.
| Pay grade | Insigne | Description |
| --------- | --- | --- |
| 1         | | Technical sergeant |
| 1         | First sergeant (avant septembre 1942)                                                                                | |
| 2         | | Master sergeant, remplit les fonctions d'adjudant-chef de compagnie dans les unités non combattantes de l'Air Corps et de l'Armée |
| 2         | First sergeant (après septembre 1942), remplit les fonctions d'adjudant-chef de compagnie, dans les unités de combat | |
| 3         | | Technician staff sergeant (T3) |
| 3         | Staff sergeant | |
| 4         | | Technician sergeant (T4) |
| 4         | Sergeant | |
| 5         | | Technician corporal (T5) |
| 5         | Corporal | |
| 6         | | Bandes de « Service honorable », chaque bande (strip) représente trois ans de service parfait                                     |
| 6         | Private first class                                                                                                  | |

## Grades de nos jours

### US Army(Armée de terre)

#### Officers(Officiers)

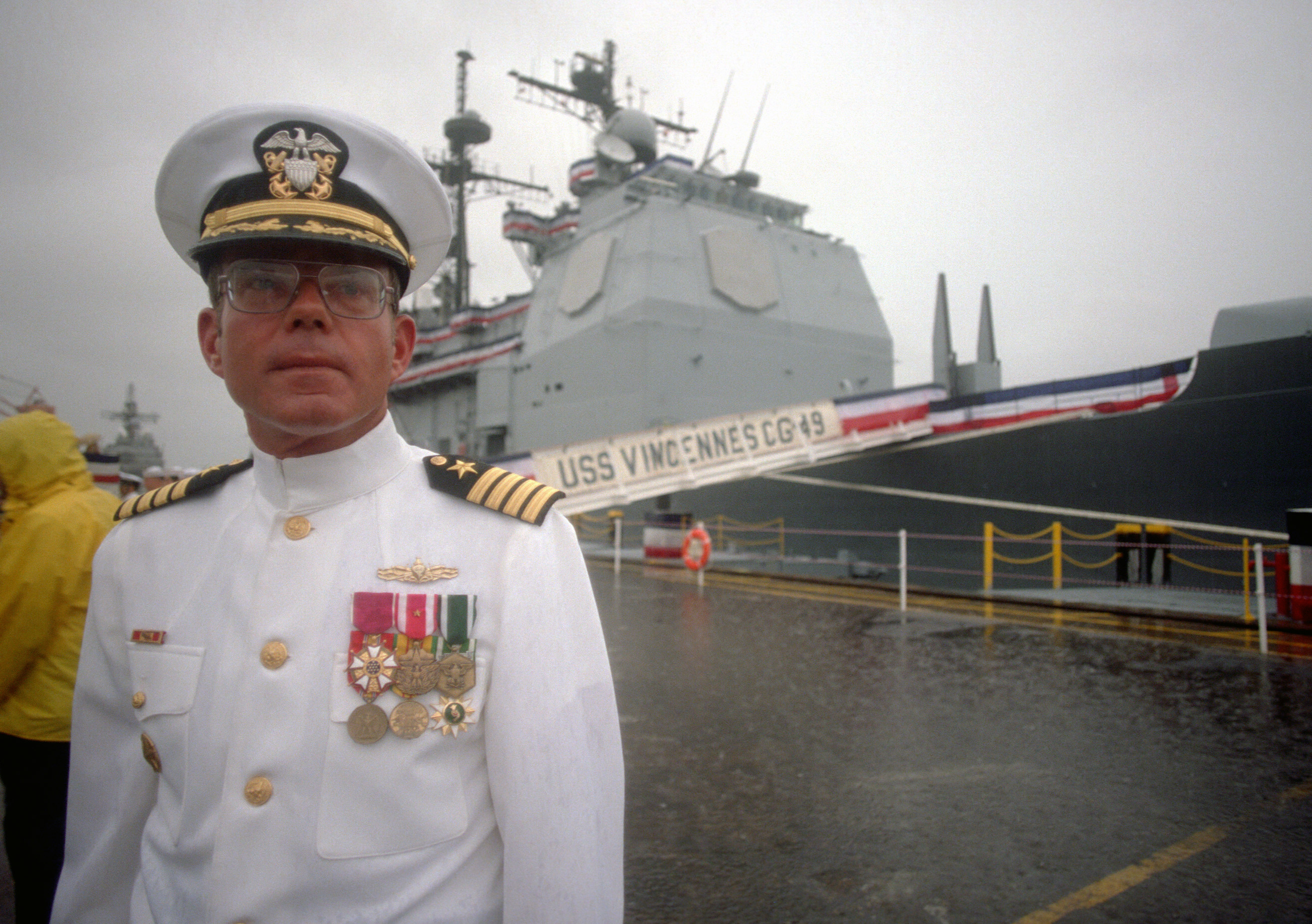
Captain George Gee en 1985.

Les officiers sont répartis en trois catégories :
- les flag officers, qui sont les officiers généraux, à partir de brigadier général ;
- les field officers ou officiers supérieurs, qui sont les grades de major, lieutenant colonel et colonel ;
- Les junior officers ou officiers subalternes, qui sont les 2nd lieutenant, 1st lieutenant et captain.

##### Flag officers

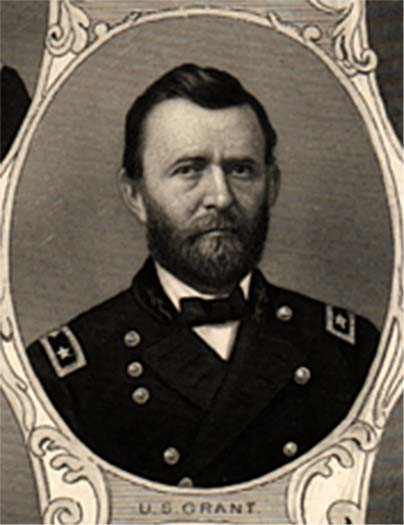
General Ulysses Simpson Grant.

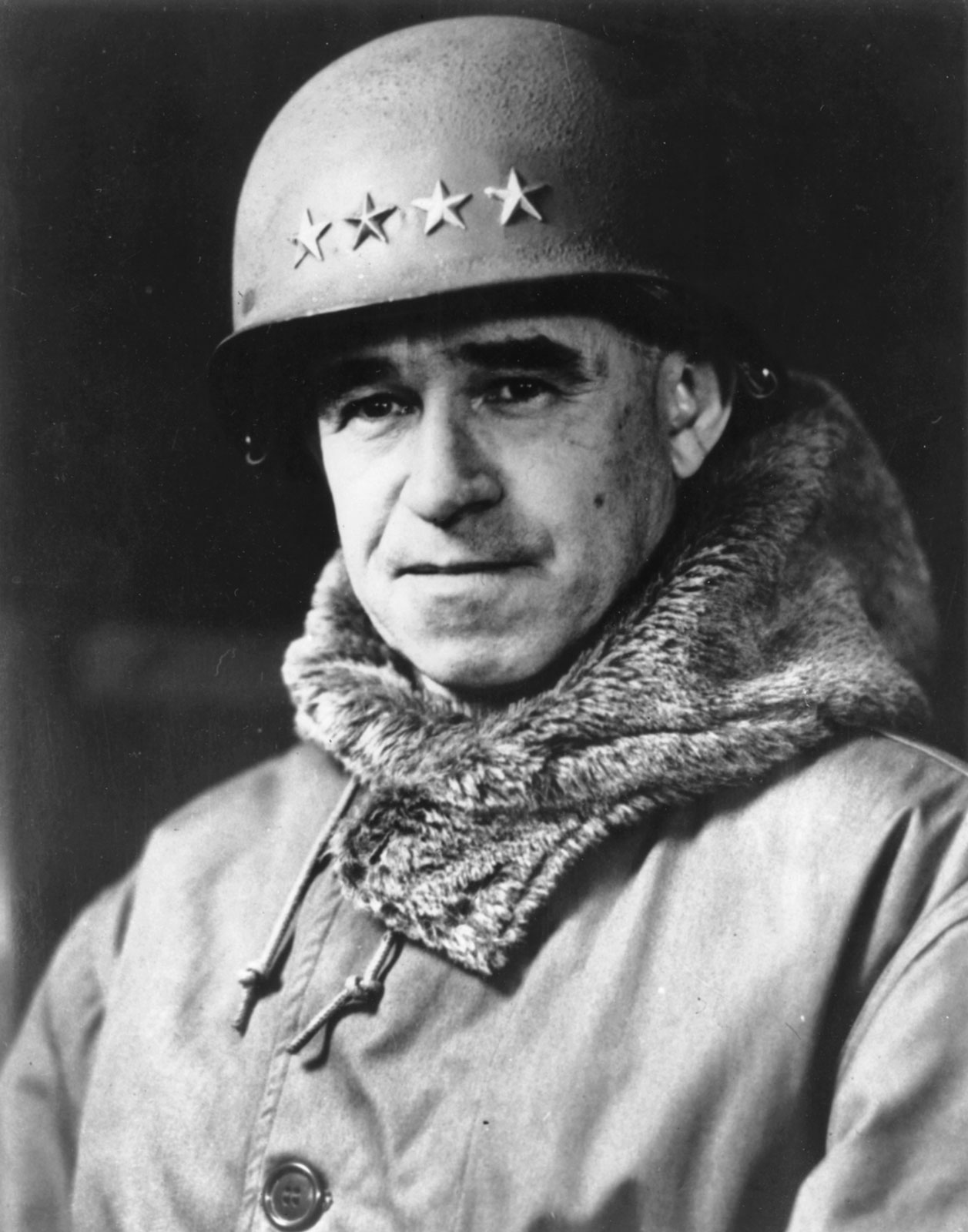
General Omar Bradley.

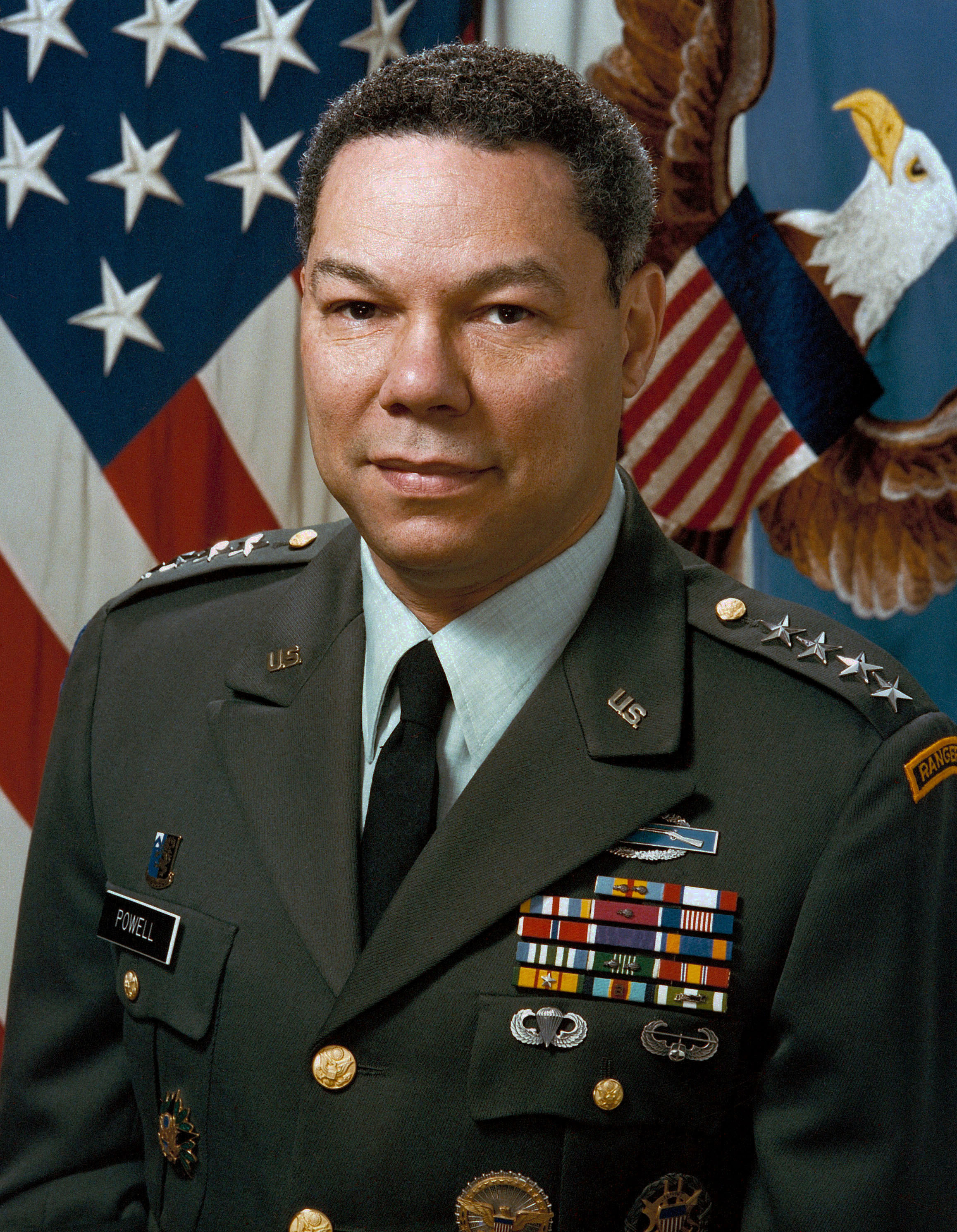
General Colin Powell.

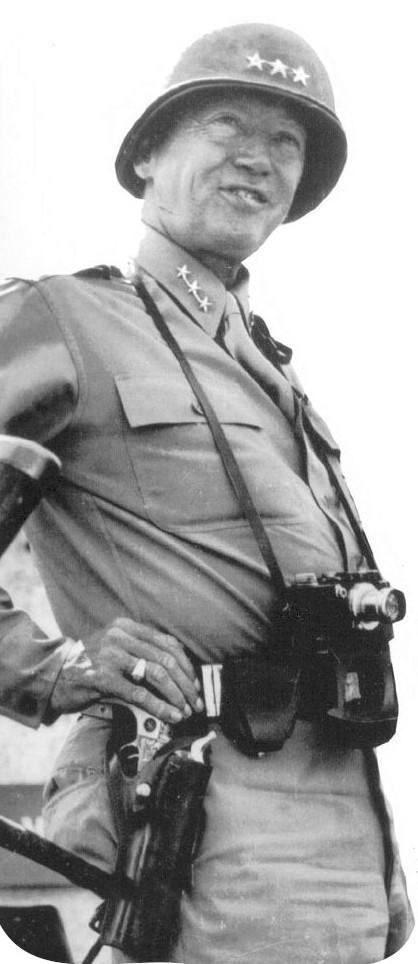
George Patton, en uniforme de lieutenant general.

General of the Armies of the United States (Généralissime des Forces armées des États-Unis)
Grade créé et accordé en 1976 par le Congrès des États-Unis à George Washington (à titre posthume), le désignant comme étant le supérieur de tous les généraux et amiraux des Forces armées passées, présentes et à venir. George Washington est devenu de facto « général et amiral à sept étoiles » et le seul à porter ce grade, ce qui incluait la supériorité de rang sur tous les généraux et tous les amiraux des Forces armées américaines, fait unique dans l'histoire militaire des États-Unis.
General of the Armies (Général des armées)
Grade accordé deux fois dans l'histoire des États-Unis :
- En 1919 au général John J. Pershing (1860-1948), dit « Black Jack Pershing » en raison de son éternel uniforme noir. Commandant le corps expéditionnaire des États-Unis en Europe pendant la Première Guerre mondiale, et devenu de facto « général à six étoiles » (de l'Armée de terre) en décembre 1944, lors de la création du grade de general of the Army. Le Congrès des États-Unis laissa à Pershing « le libre choix de la forme de l'insigne de son rang », mais celui-ci refusa de porter plus de quatre étoiles, qui étaient cependant dorées au lieu d'être argentées.

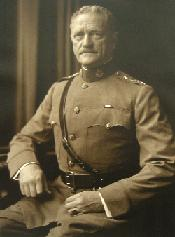
General of the Armies John J. Pershing.

- En 2022 au général Ulysses S. Grant à titre posthume pour le bicentenaire du premier général quatre étoiles des États-Unis[4],[5], la loi votée par le Congrès lui donnant préséance sur Pershing[6].

General of the Army
Insigne : cinq étoiles d'argent assemblées en pentagone, de manière à former une grande étoile, et au-dessus, sur l'épaule, le blason des États-Unis.
Remarque : à ce grade ont été nommés, en 1944, par ordre de préséance, George Marshall, Douglas MacArthur, Dwight Eisenhower et Henry Arnold. Il n'y eut qu'une seule nomination après 1945, celle d'Omar Bradley en 1950. Aucune nomination n'est intervenue ultérieurement.

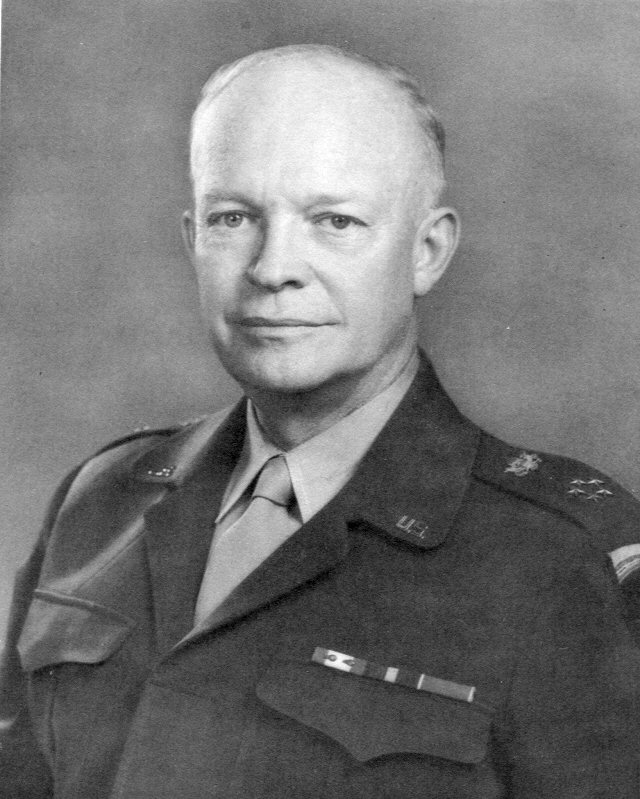
General of the Army Dwight David Eisenhower.

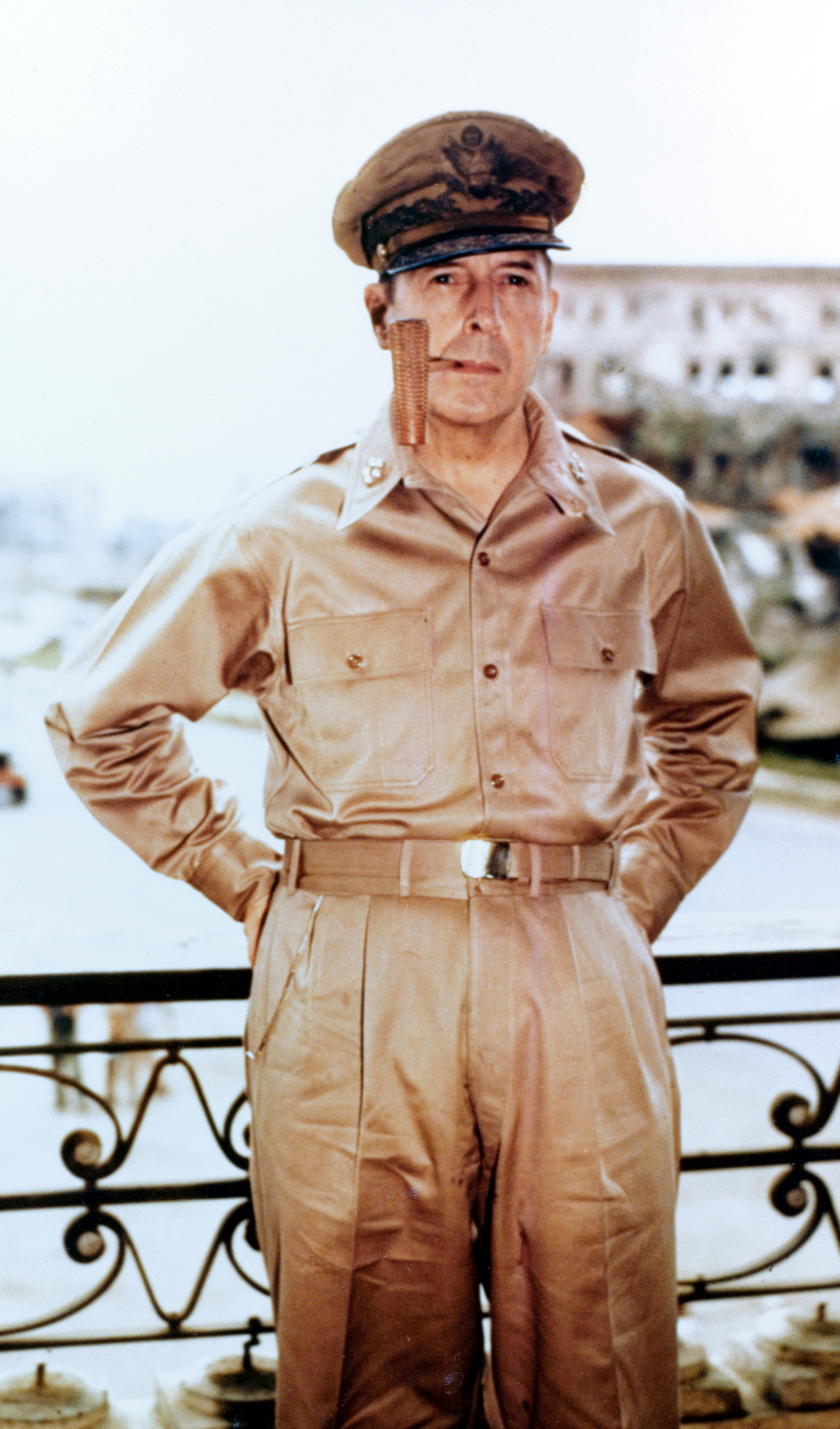
General of the Army Douglas MacArthur.

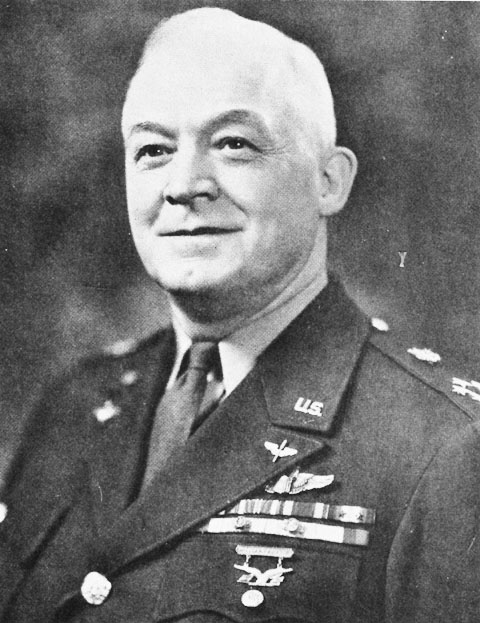
General of the Army Henry Arnold.

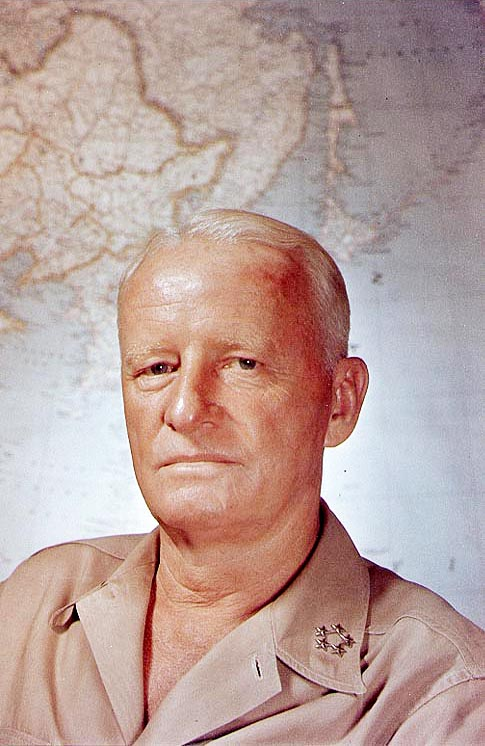
Fleet admiral Chester Nimitz, portant les 5 étoiles autour de 1945.

General (général d'armée)
Insigne : quatre étoiles couleur argent. Les modèles anciens, datant de la Seconde Guerre mondiale et avant étaient en argent massif.
Lieutenant general (général de corps d'armée)
Insigne : trois étoiles couleur argent. Les modèles anciens, datant de la Seconde Guerre mondiale et avant, étaient en argent massif.
Major general (général de division)
Insigne : deux étoiles couleur argent. Les modèles anciens, datant de la Seconde Guerre mondiale et avant étaient en métal argent.
Brigadier general (général de brigade)
Insigne : une étoile couleur argent. Les modèles anciens, datant de la Seconde Guerre mondiale et avant étaient en métal argent.

##### Senior officers
Colonel (colonel)
Insigne : un aigle couleur argent, autrefois, en argent massif.
Lieutenant colonel (lieutenant-colonel)
Insigne : une feuille de chêne couleur argent (silver oak leaf). Les modèles anciens étaient en métal argent.
Major (major (Commandant dans l'armée française))
Insigne : une feuille de chêne couleur or (gold oak leaf). Les modèles anciens étaient en argent plaqué or.

##### Junior officers
Captain (capitaine)
Insigne : deux barrettes couleurs argent, reliées ensemble par deux fines barrettes de la même couleur. Les modèles anciens étaient en argent massif.
First lieutenant (premier lieutenant)
Insigne : une barrette couleur argent. Les modèles anciens étaient en métal argent.
Second lieutenant
Insigne : une barrette couleur or. Les modèles anciens étaient en argent plaqué or. La création de l'insigne de 2nd lieutenant remonte à 1917.

Tableau des grades des officiers de l'US Army
2nd lieutenant (sous-lieutenant)
1st lieutenant (lieutenant)
Captain (capitaine)
Major
Lieutenant colonel (lieutenant-colonel)
Colonel (colonel)
Brigadier general (général de brigade)
Major general (général de division)
Lieutenant general (général de corps d'armée)
General (général d'armée)
General of the Army (maréchal)

Tableau des insignes d'officiers métalliques actuels, utilisés sur les uniformes à fonction administrative de l'US Army et de l'USAF, les insignes noirs sont portés sur les tenues de combat. Il existe deux formes d'insignes pour les généraux : ceux dont les étoiles sont côte à côte et ceux dit center pointed, dont les étoiles sont disposées de façon qu'une des 5 branches pointe vers le centre de l'étoile suivante (applicable à partir du grade de major general), ces derniers ont l'avantage d'occuper moins de place.

Tableau des insignes d'officiers métalliques actuels (insigne d'épaule et de col, plus petits et aussi des insignes « basse visibilité »)
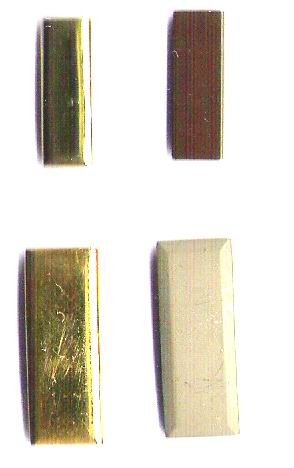
2nd lieutenant
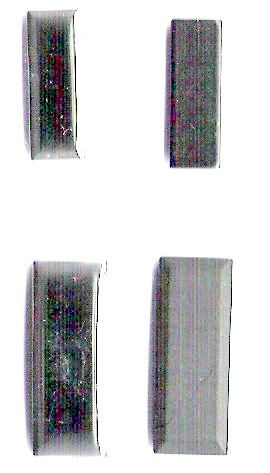
1st lieutenant
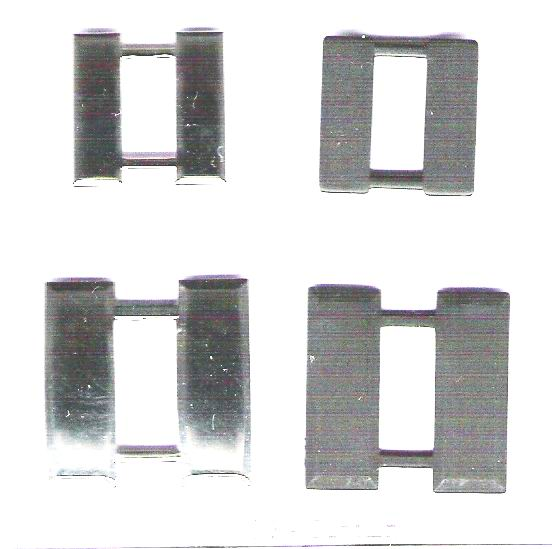
Captain
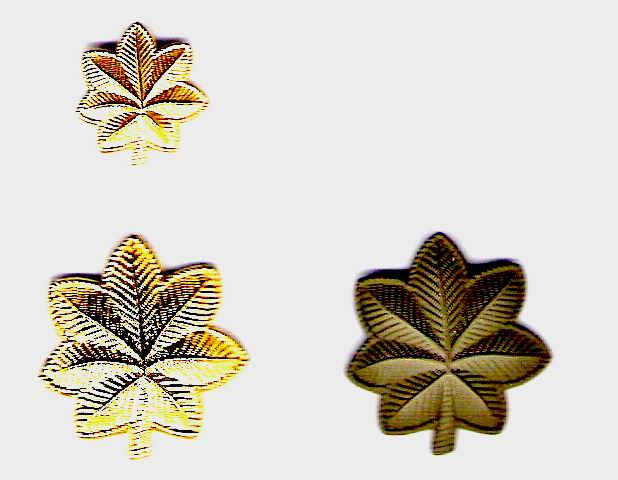
Major
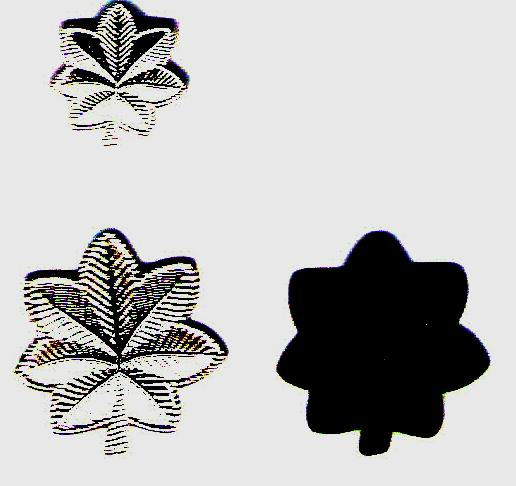
Lieutenant colonel
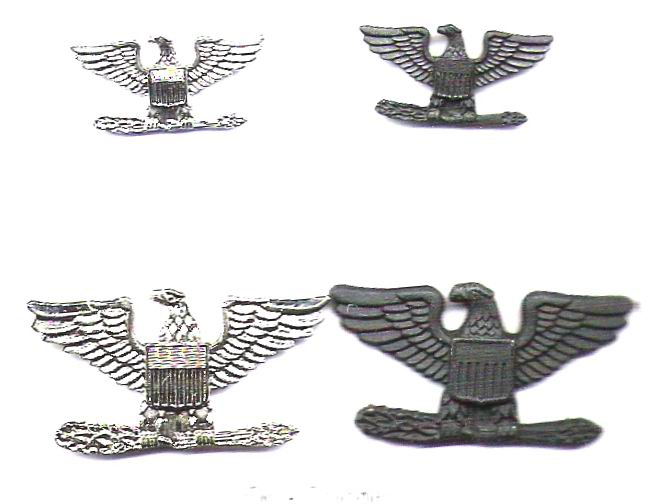
Colonel
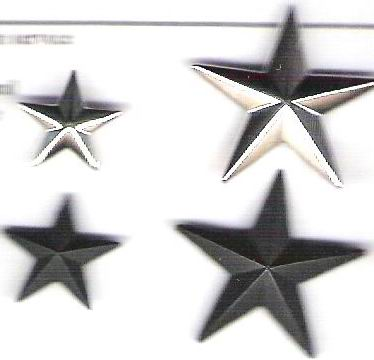
Brigadier general
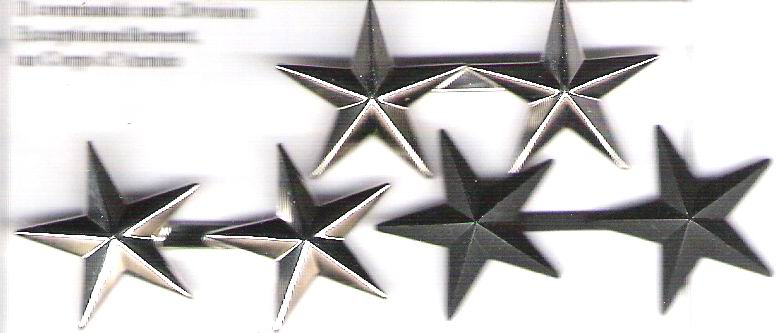
Major general
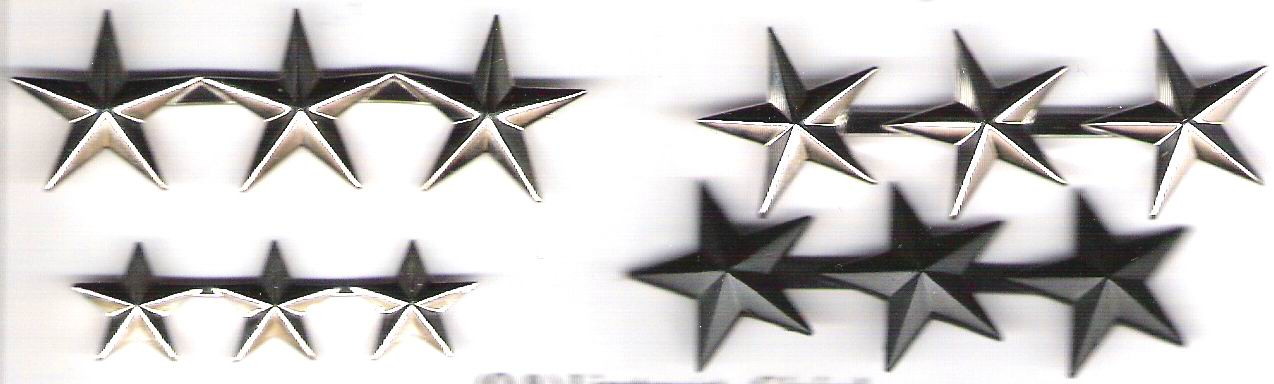
Lieutenant general
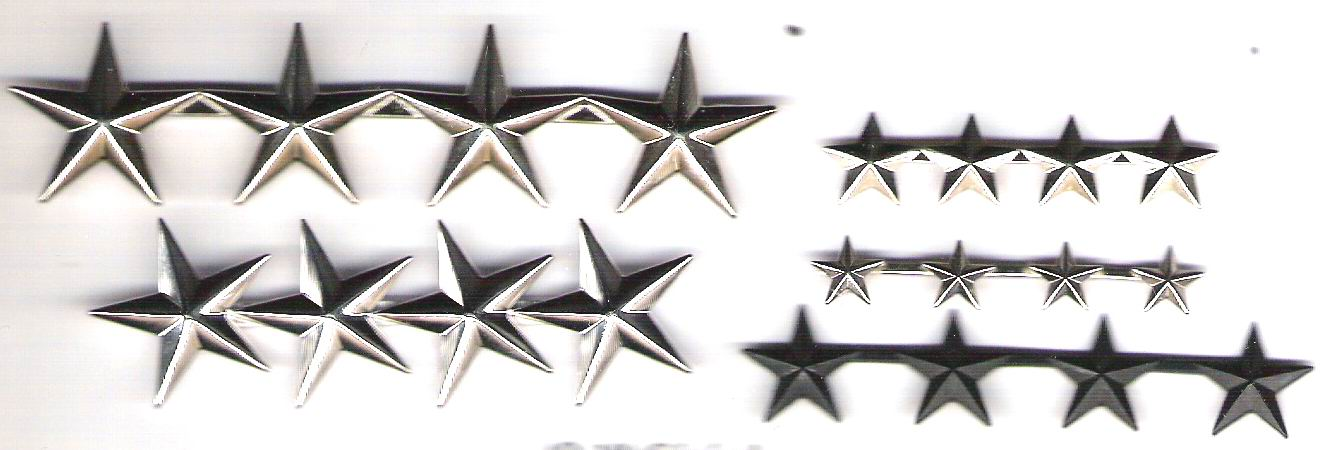
General
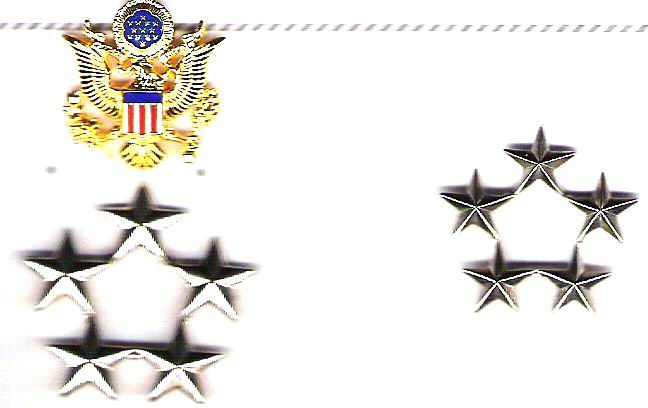
General of the Army

En 1981, il fut décidé de l'introduction des passants d'épaule en remplacement des insignes métalliques qui abîmaient trop les cols des chemises, et ce, à partir du grade de corporal. Les grades des passants d'épaule sont dorés ou argentés sur fond vert (obsolète), noir ou bleu pour l'US Army et l'USAF. Les passants noirs d'officiers sont soulignés d'or alors que les passants bleus sont soulignés et surlignés d'or pour les grades des officiers généraux.

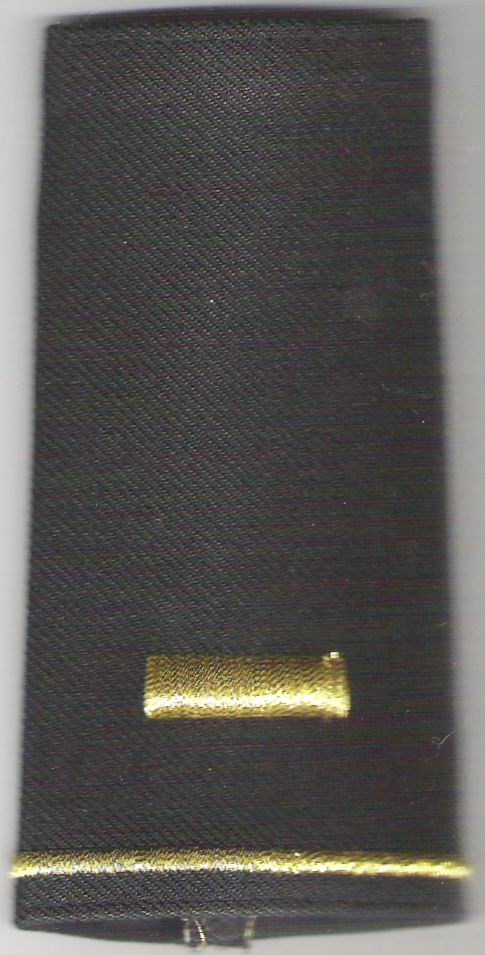
2nd lieutenant
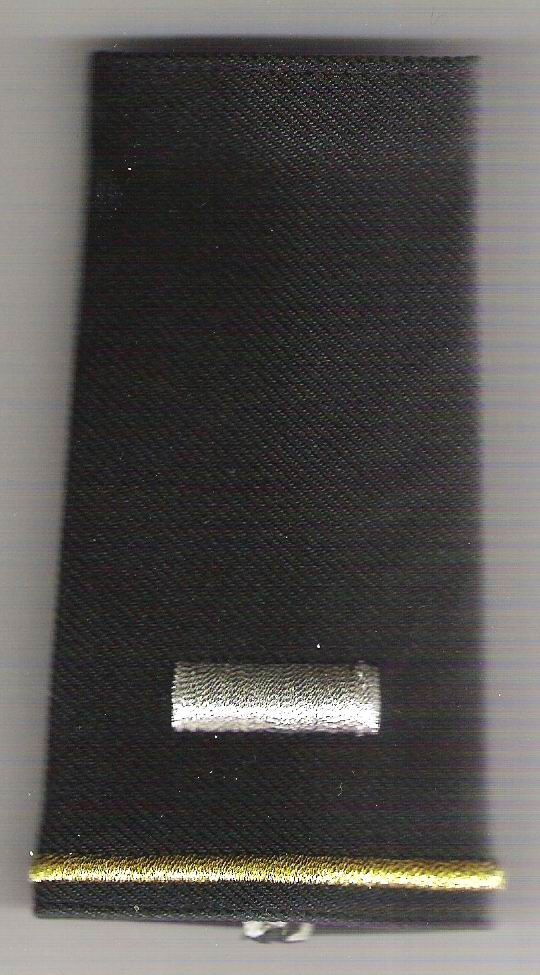
1st lieutenant
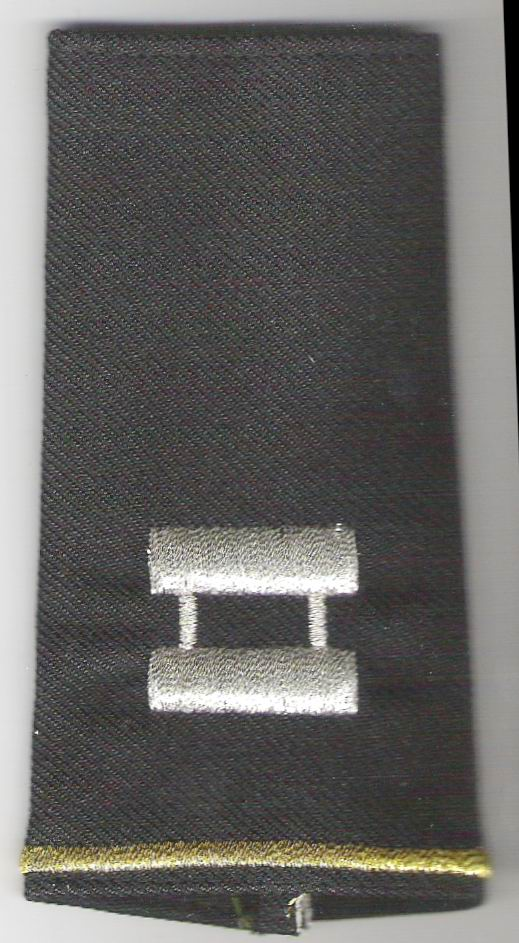
Captain
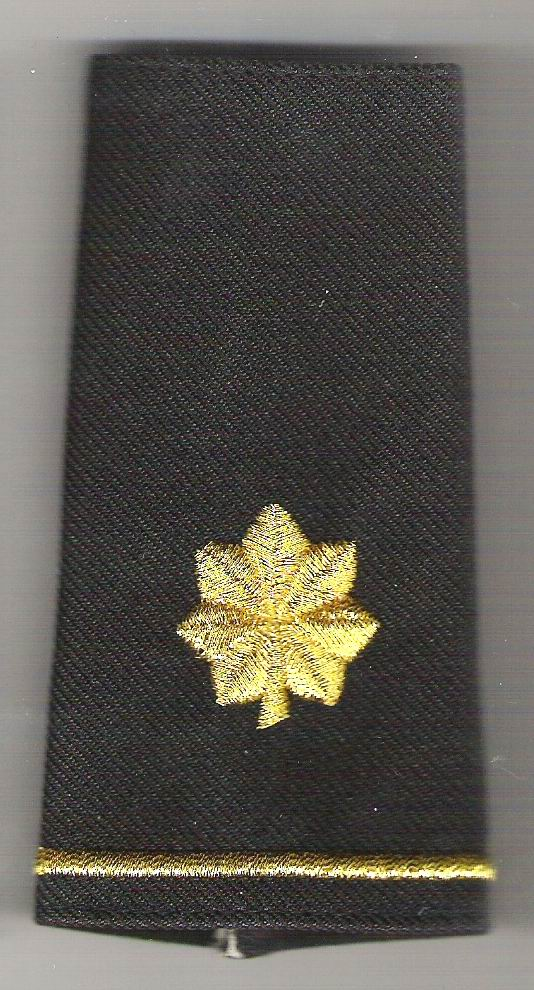
Major
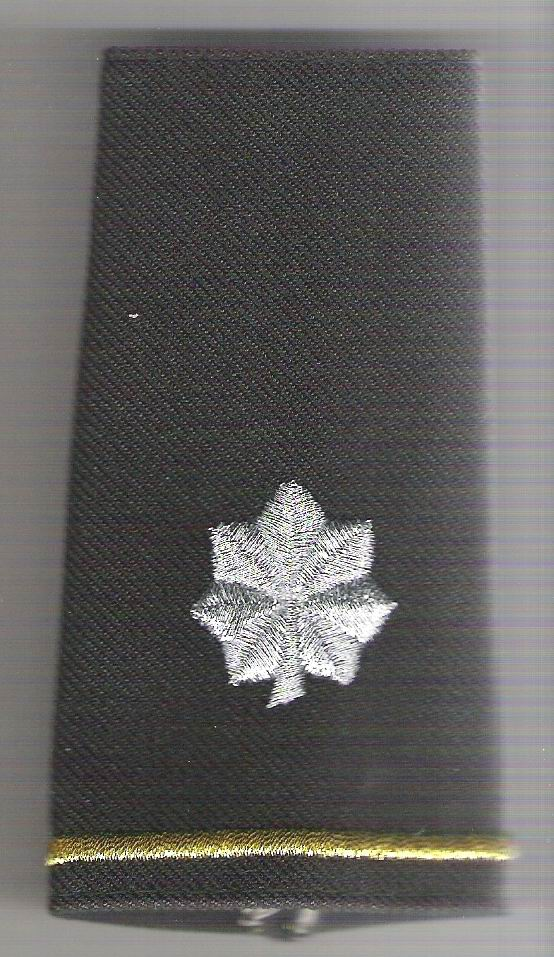
Lt colonel
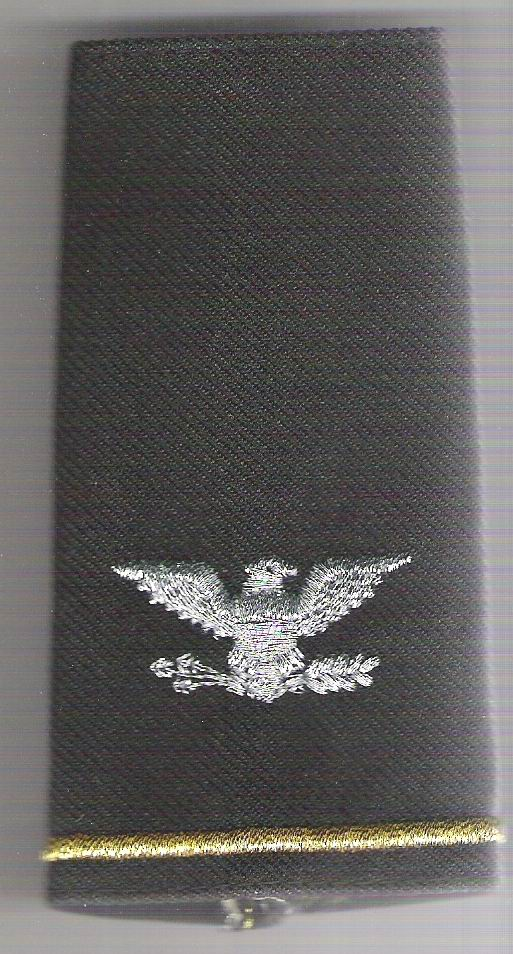
Colonel
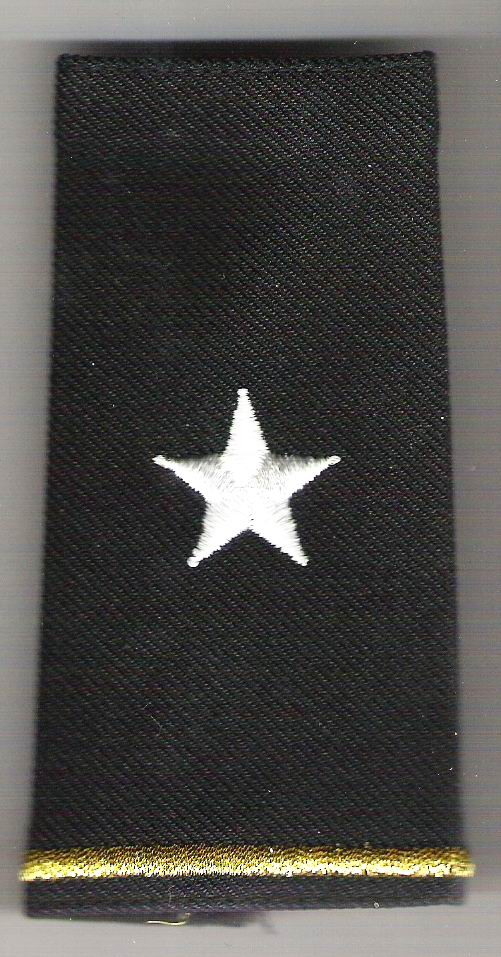
Brigadier general
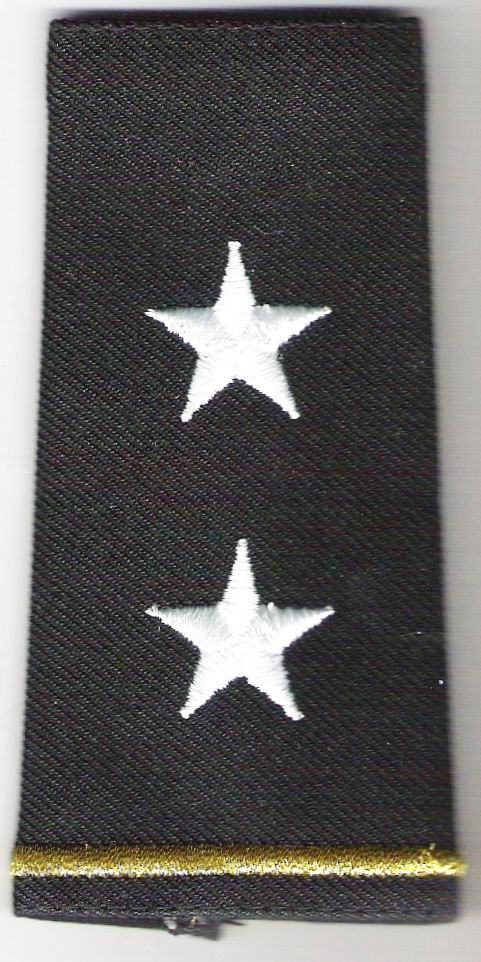
Major general
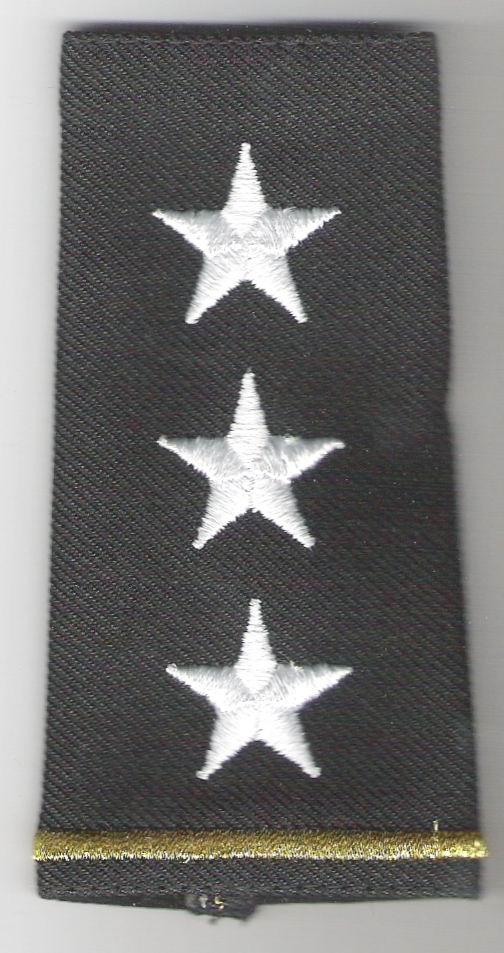
Lt general
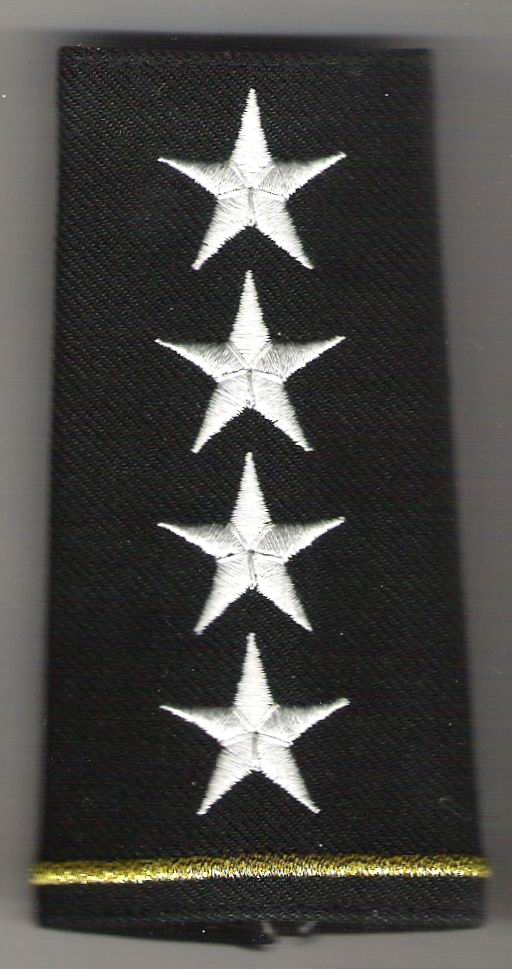
General
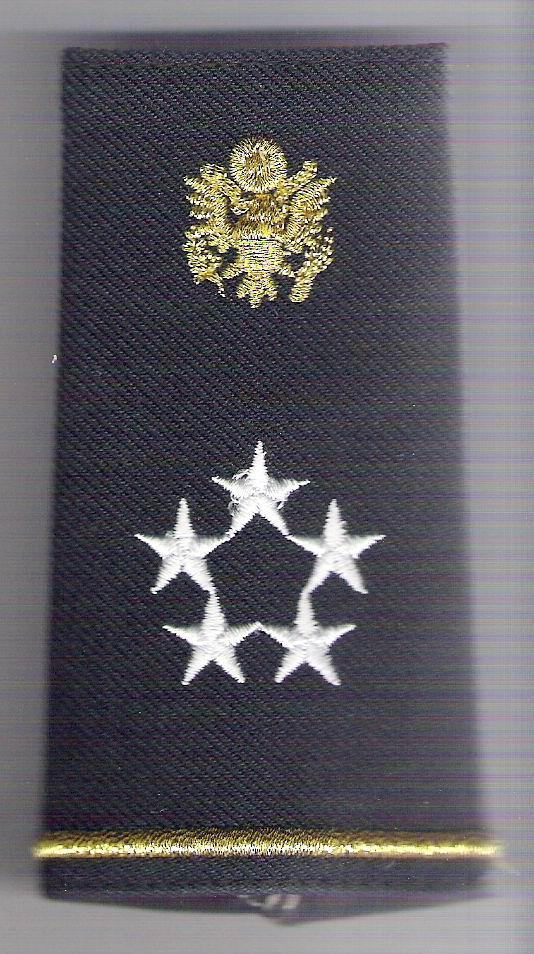
General of the Army

Tableau des nouveaux insignes « ACU » (Army Combat Uniform), un seul insigne qui se porte sur la poitrine, grâce à un velcro
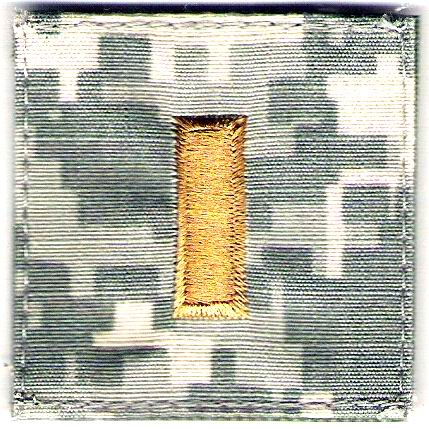
2nd lieutenant
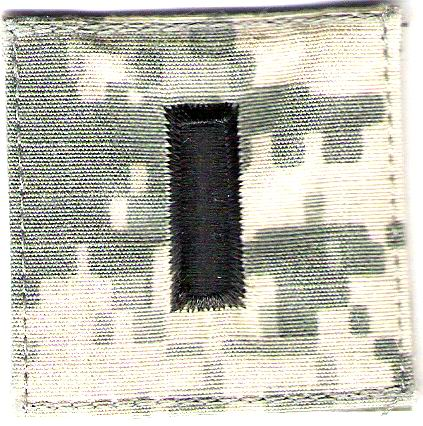
1st lieutenant
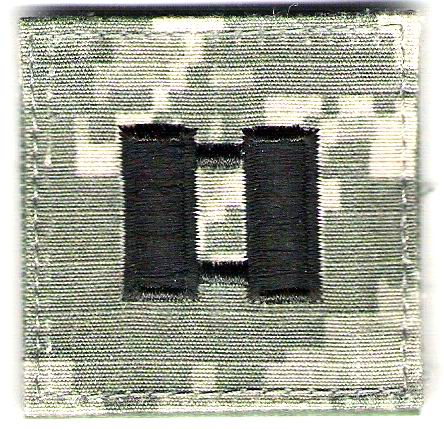
Captain
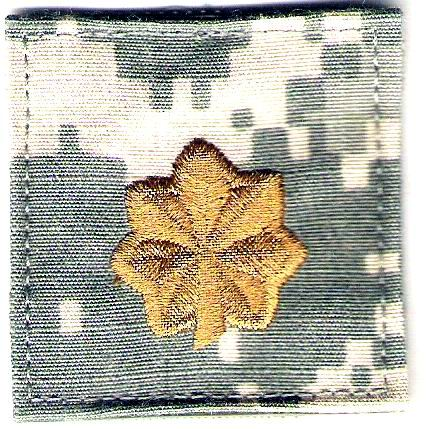
Major
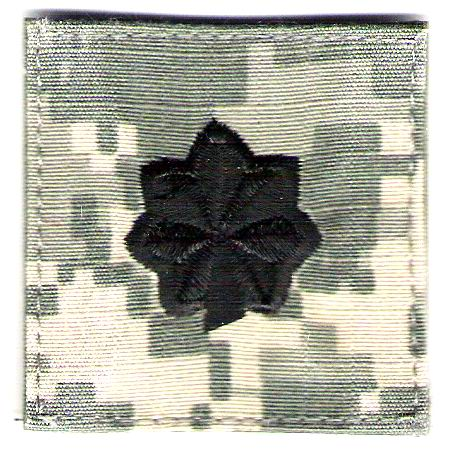
Lt colonel
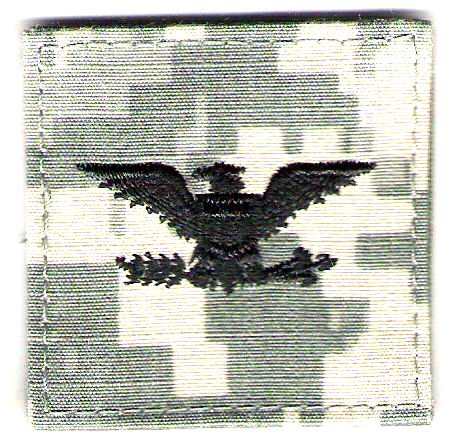
Colonel
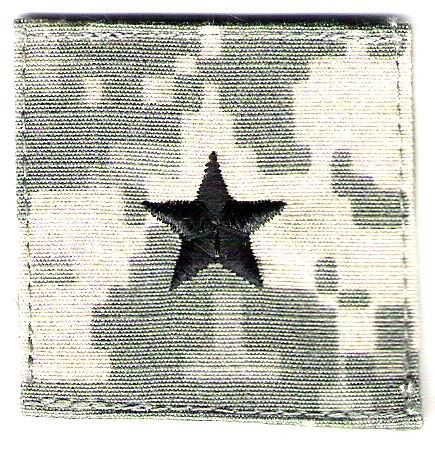
Brigadier general
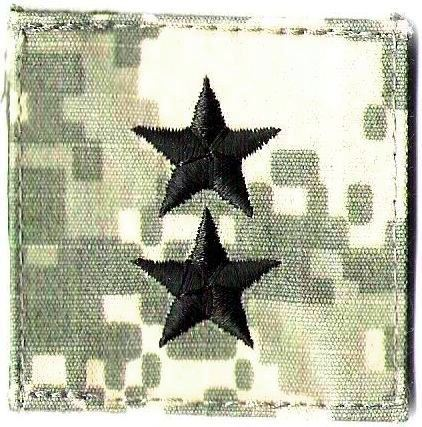
Major general
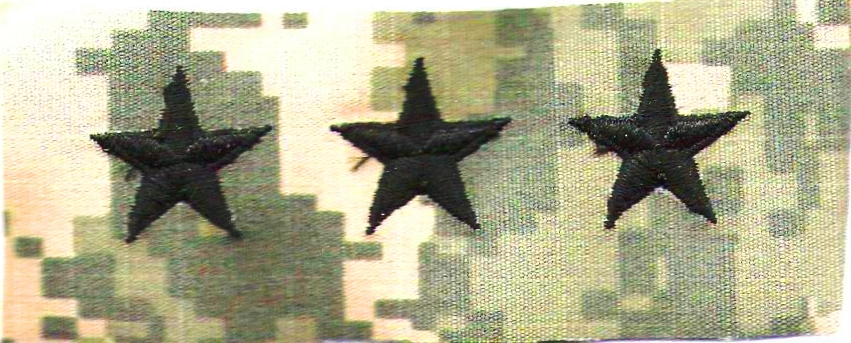
Lt general

#### Warrant officers(Officiers brevetés)
Les officiers brevetés sont des officiers spécialistes qui n'ont normalement pas de commandement. Ce type de grades est assez méconnu. La grande majorité des pilotes d'hélicoptères durant la guerre du Viêt Nam étaient des warrant officers[réf. nécessaire].
Le warrant officer 1 (WO-1) est considéré comme un représentant du secrétaire d'État à la Défense[réf. nécessaire].
Le chief-warrant Officer 2 (CW-2) est considéré comme un représentant du président des États-Unis[réf. nécessaire], et à ce titre, a la même autorité qu'un commissionned officer (officier commandant une unité), sans pour autant exercer de commandement, son évolution de carrière le fait terminer au rang de chief warrant officer 5 (CW-5). Quand un autre militaire s'adresse à l'un d'eux, il l'appelle mister ou misses (Monsieur ou Madame).
Chief warrant officer 5 (CWO-5, officier breveté-chef de première classe), est appelé aussi master warrant officer 4 depuis avril 1988. En mars 1991, l'appellation chief warrant officer 5 fut officiellement créée, mais le chef d'état-major de l'Armée de terre des États-Unis confirma le 28 mars 1991 les deux appellations.
- Insigne : un galon d'argent surligné d'une raie noire pour les CW-5, un galon d'argent frappé de quatre carrés noirs vides pour le master warrant officer 4 (qui disparaît peu à peu).
- Année de création : 1970, plusieurs modifications du dessin de l’insigne eurent lieu ensuite.

Les passants d'épaule
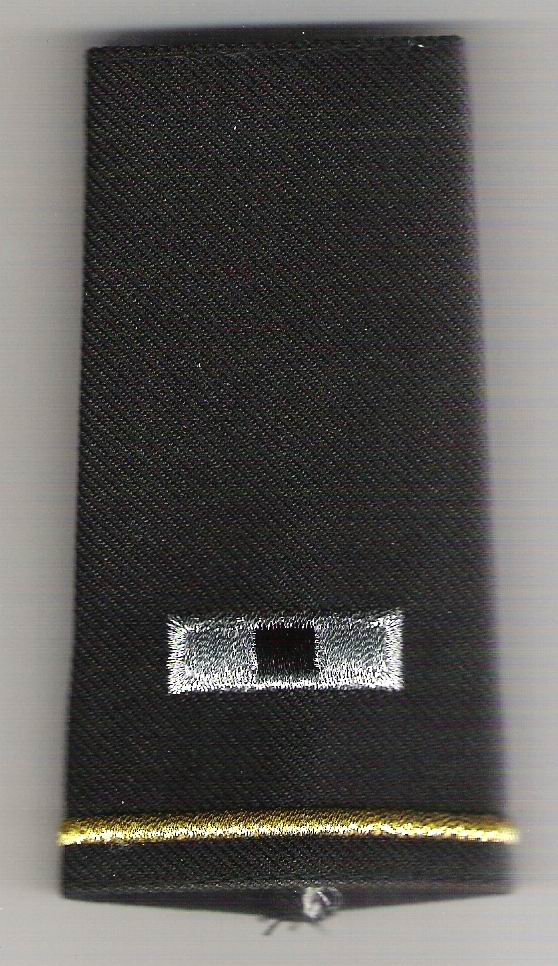
Warrant officer 1
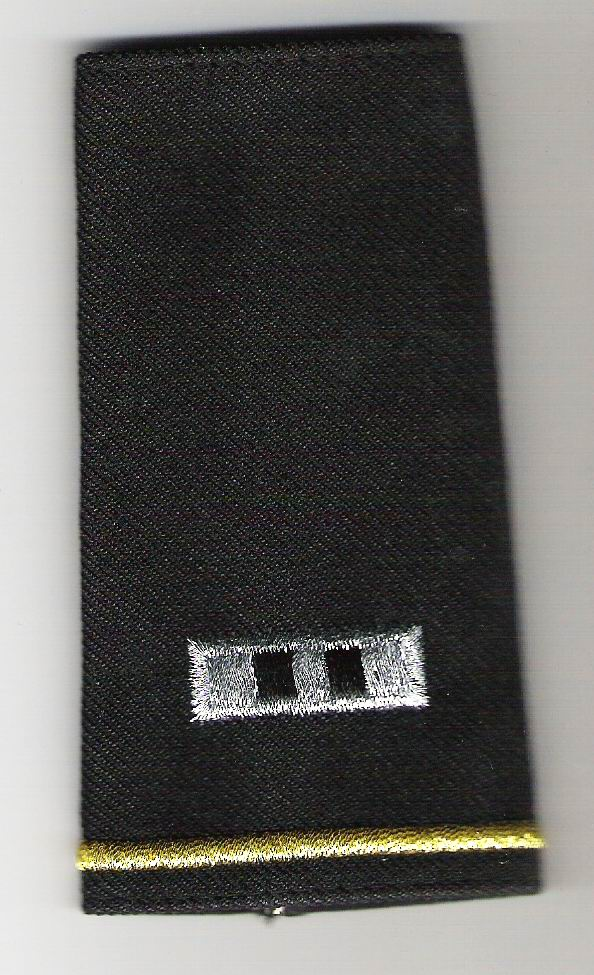
Chief warrant officer 2
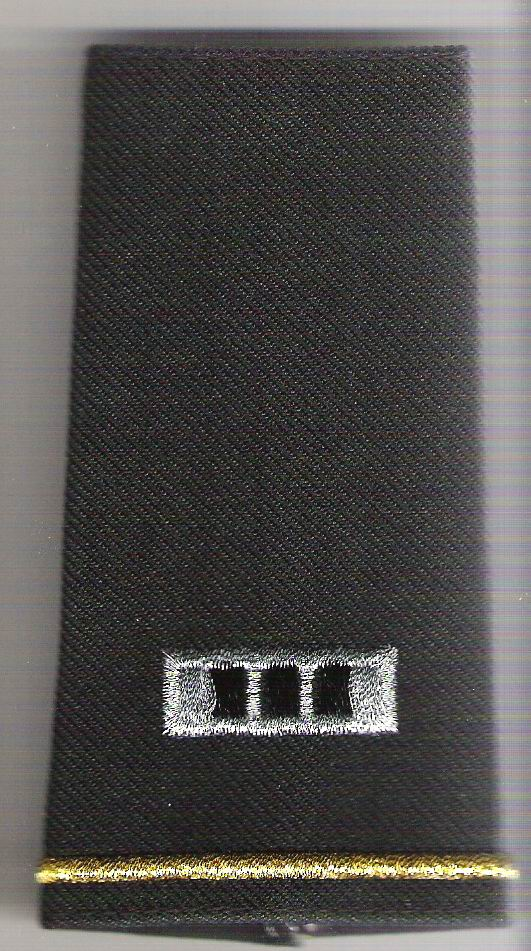
Chief warrant officer 3
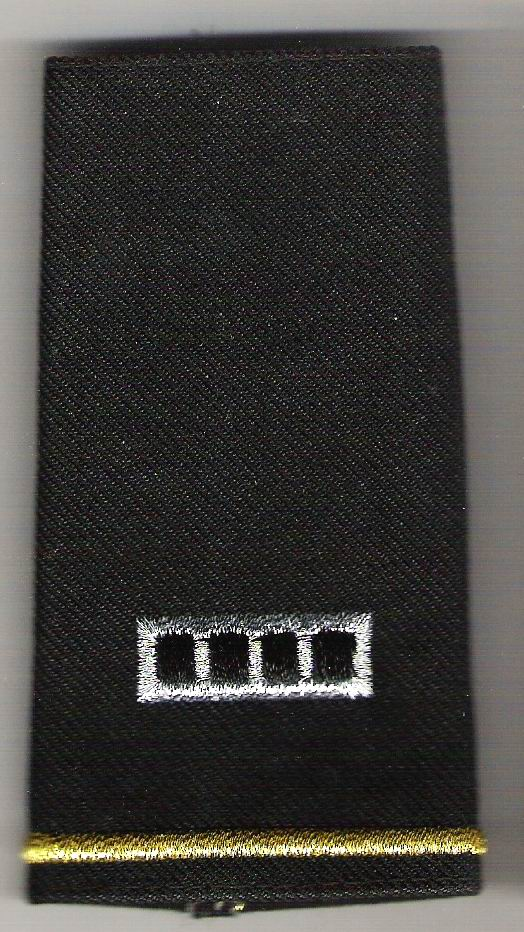
Chief warrant officer 4
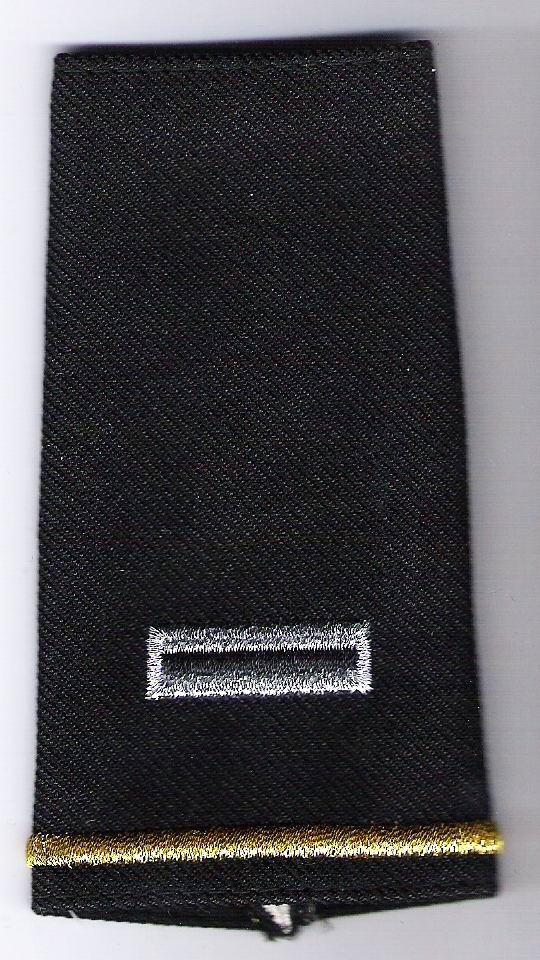
Chief warrant
officer 5 (1991-2004)
- Chief warrant 
officer 5

Les passants d'épaule pour les warrant officers existent aussi, du moins pour ceux de l'US Army. Notons qu’on passe de CW-4 à CW-5, le master warrant officer 4 n'est pas repris. Étant officiers, ils ont aussi une ligne dorée au bas de leurs insignes d'épaule.

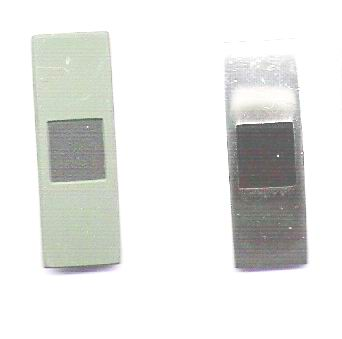
Les passants d'épaule
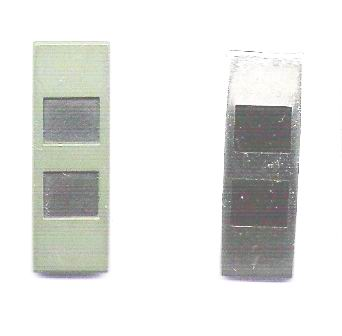
Warrant officer 1
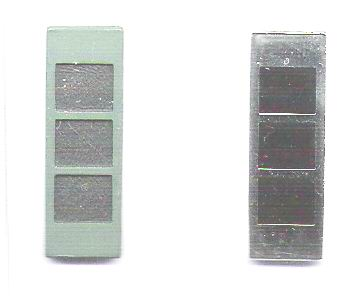
Chief warrant officer 2
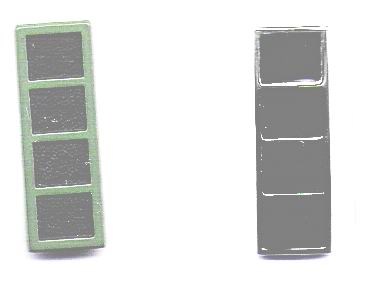
Chief warrant officer 3
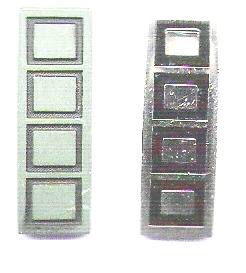
Chief warrant officer 4
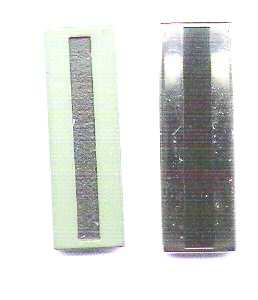
Chief warrant officer 5

Tableau des nouveaux insignes « ACU » (Army Combat Uniform), un seul insigne qui se porte sur la poitrine, grâce à un velcro.
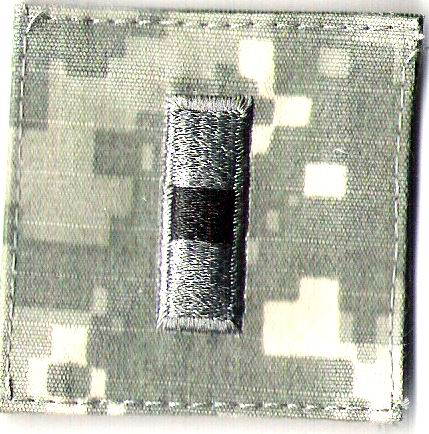
Warrant officer 1
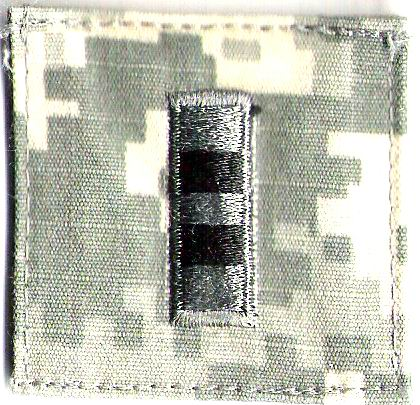
Chief warrant officer 2
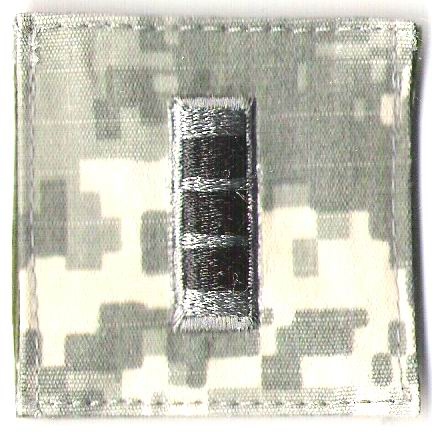
Chief warrant officer 3
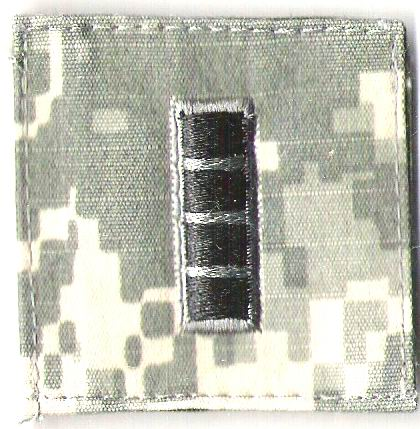
Chief warrant officer 4
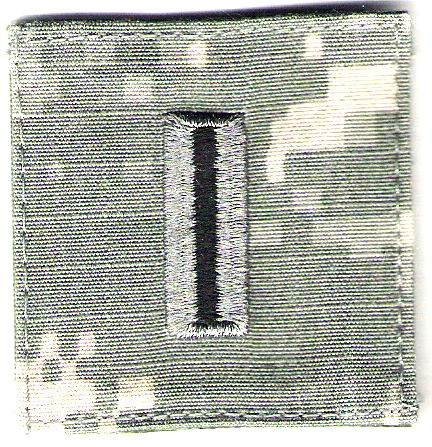
Chief warrant officer 5

#### Non-commissioned officers(Sous-officiers)

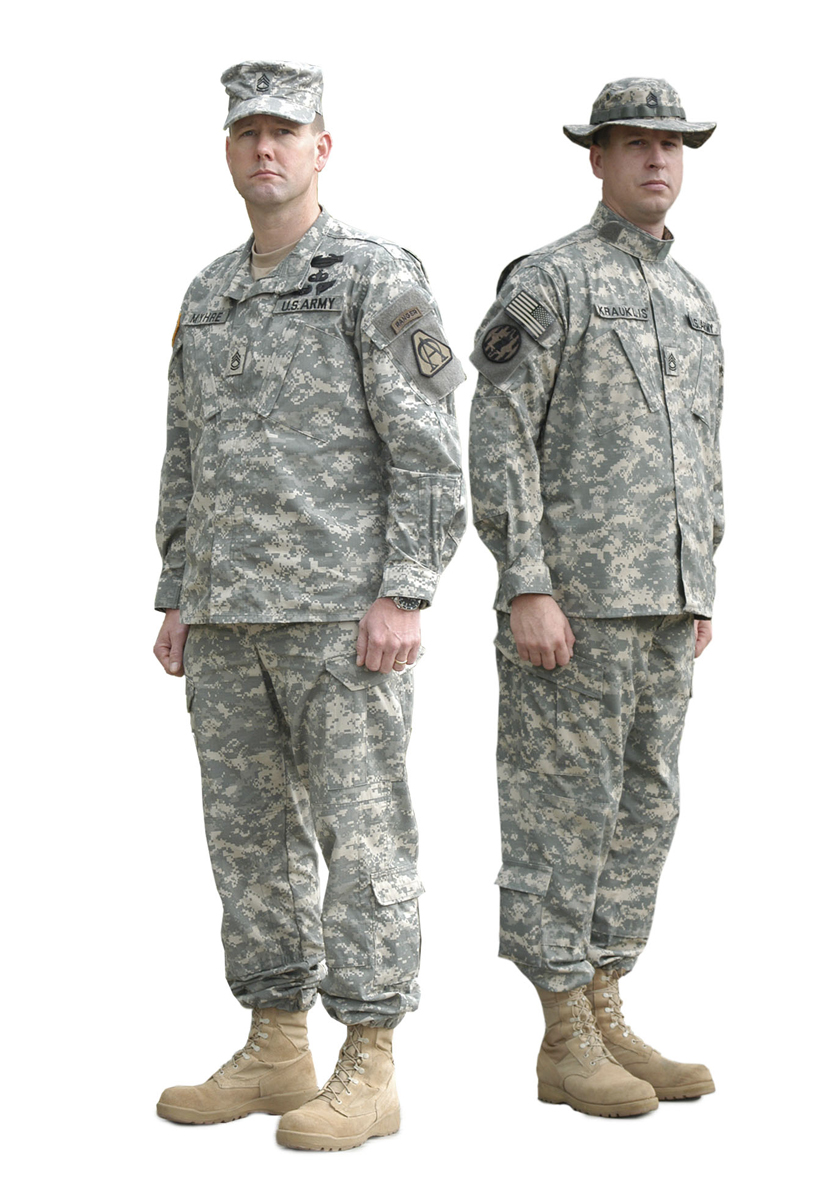
Sergeants first class de l'US Army avec leur uniforme de combat.

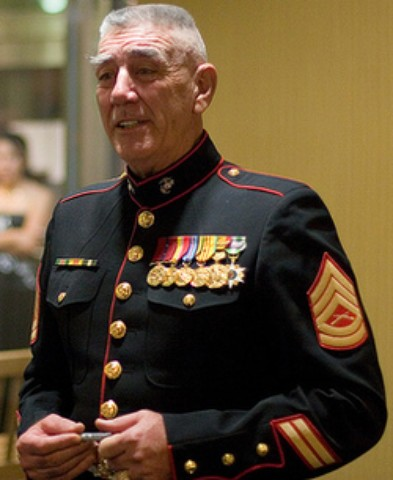
Ronald Lee Erney, qui incarna le sadique instructeur Hartman du film Full Metal Jacket, en grand uniforme. Ancien marine ayant atteint le grade de staff sergeant, il est le seul à avoir été nommé gunnery sergeant après sa retraite.

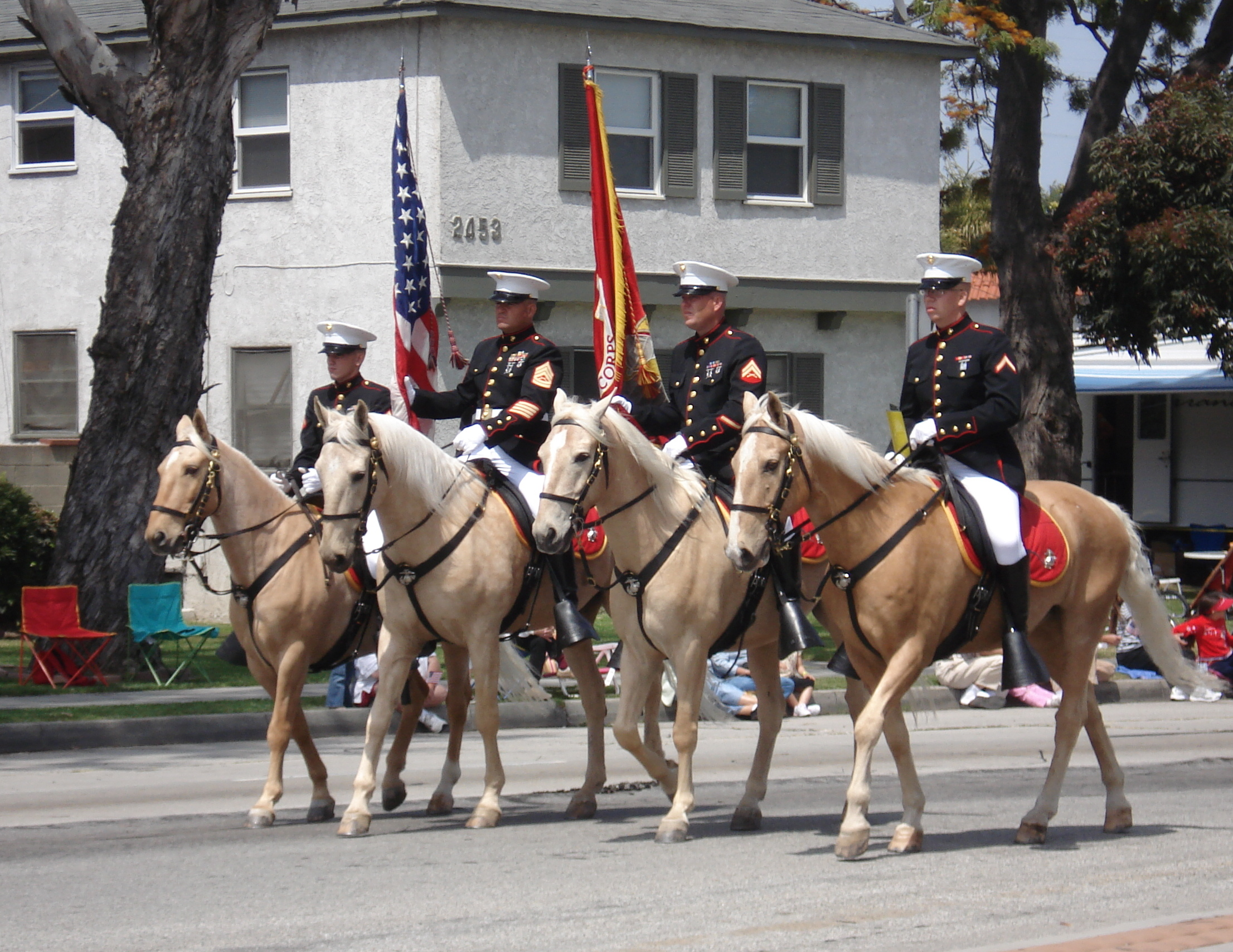
De droite à gauche, un private first class, un corporal, un gunnery sergeant, le quatrième homme est un lance corporal.

Sergeant major of the Army (sergent-major de l'Armée de terre)
Insigne : trois chevrons, trois arcs et un aigle US entouré de deux étoiles au centre.
Il y a un seul sergeant major of the Army en activité dans l'Armée de terre. C'est le rang le plus élevé dans la hiérarchie des sous-officiers (il est surnommé « The Big Dog »), c'est autant une distinction qu'un grade. Ses fonctions sont administratives et il est détaché au Pentagone comme aide de camp du chef d'état-major de l'Armée de terre des États-Unis. En 2007, seul le 13e « SMoA », Kenneth O. Preston, est en fonction.

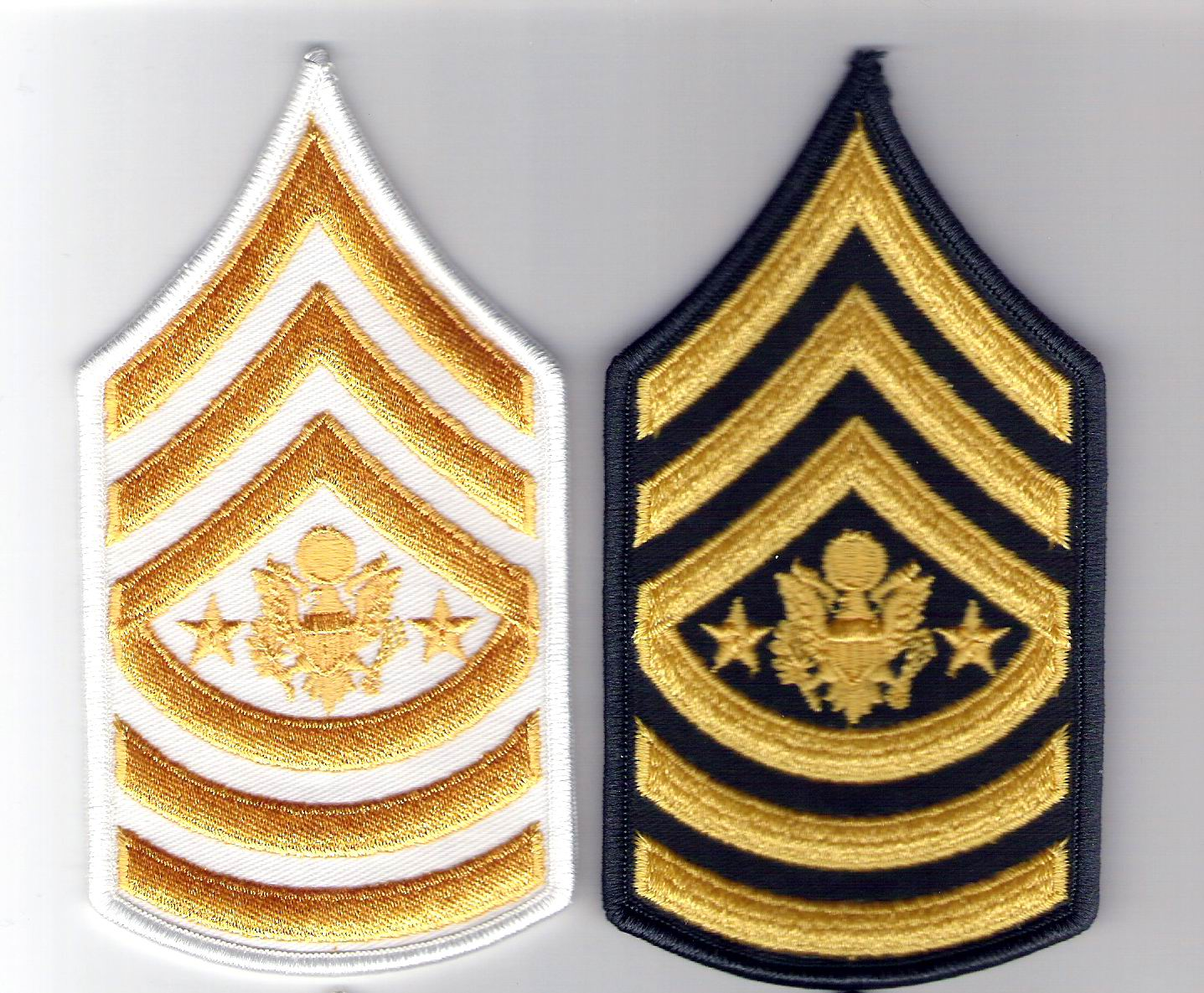
Sergeant major of the Army, insigne de travail et de parade (blanc).
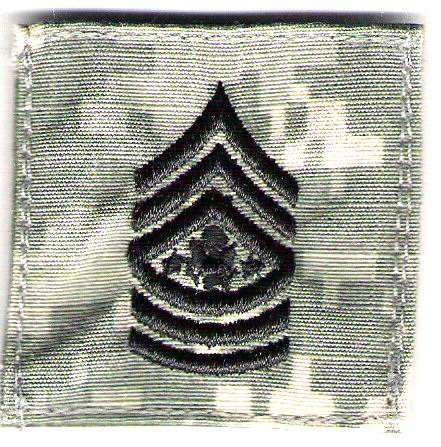
Version « ACU ».

Command sergeant major (sergent-major de commandement)
Insigne : trois chevrons et trois arcs accompagnés d'une étoile entourée de feuilles de laurier
Le command sergeant major d'un régiment est considéré comme le représentant de tous les sous-officiers de son unité. Il est l'équivalent d'un sergent-major de régiment (en anglais : RSM). Il équivaut également au président des sous-officiers dans l'Armée française. Il y en a un seul par régiment et ses fonctions sont administratives. Il fait partie de l'état-major de son unité.
Sergeant major (sergent-major)
Insigne : trois chevrons, trois arcs et une étoile.
First sergeant (premier sergent)
Insigne : trois chevrons et trois arcs et un carreau au centre.
Master sergeant (sergent maître)
Insigne : trois chevrons, trois arcs.
Sergeant first class (sergent de première classe)
Insigne : trois chevrons et deux arcs.
Staff sergeant (sergent d'état-major)
Insigne : trois chevrons et un arc.
Sergeant (sergent)
Insigne : trois chevrons.
Corporal (caporal)
Insigne : deux chevrons.

Grades d'épaule
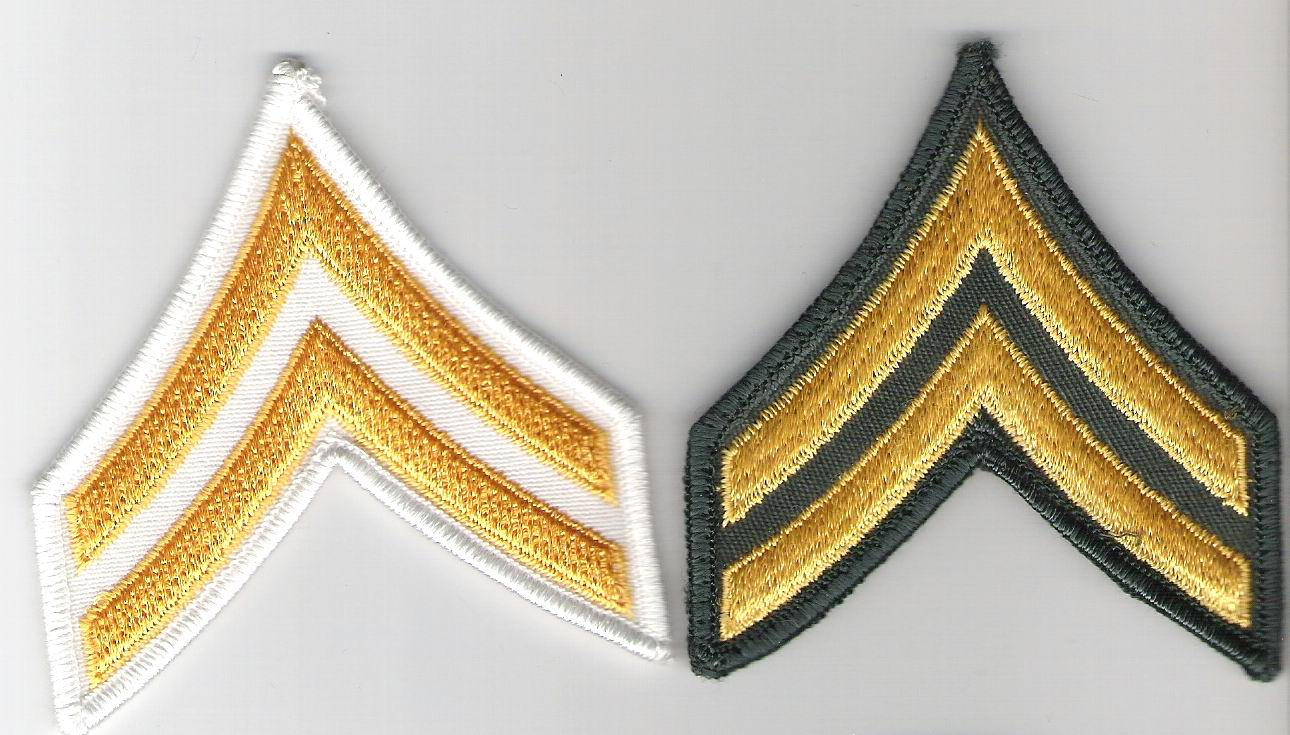
Corporal
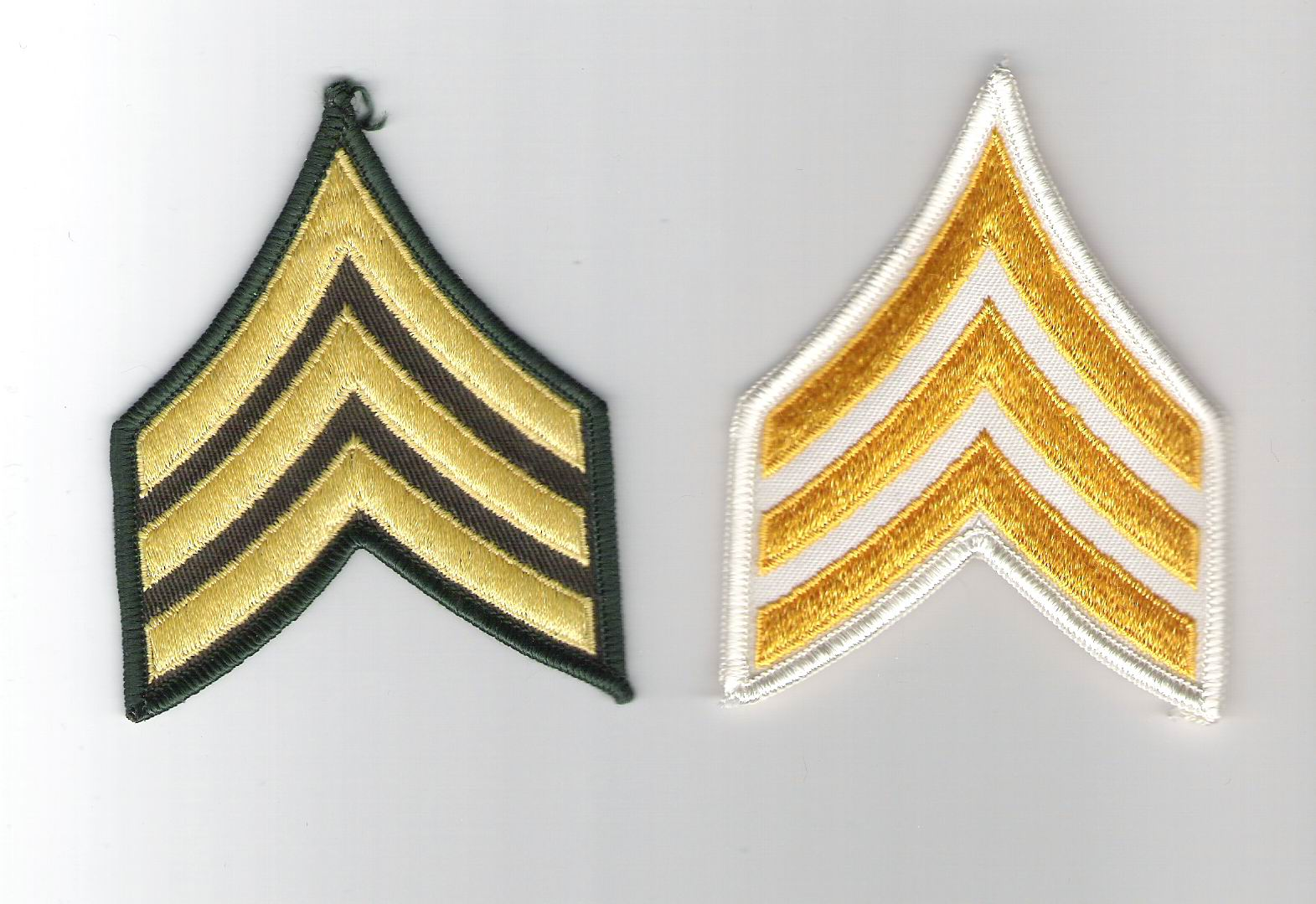
Sergeant
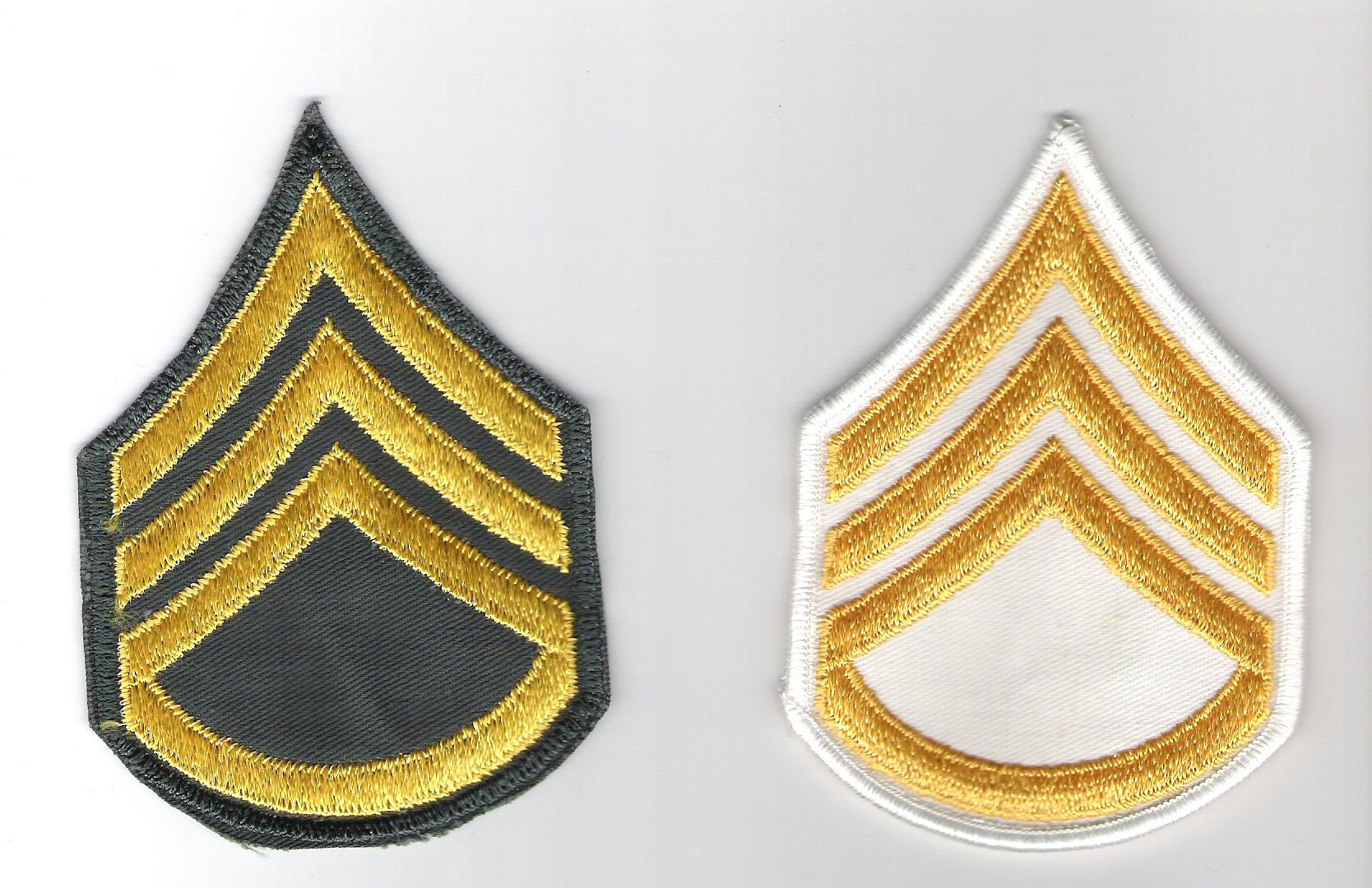
Staff sergeant
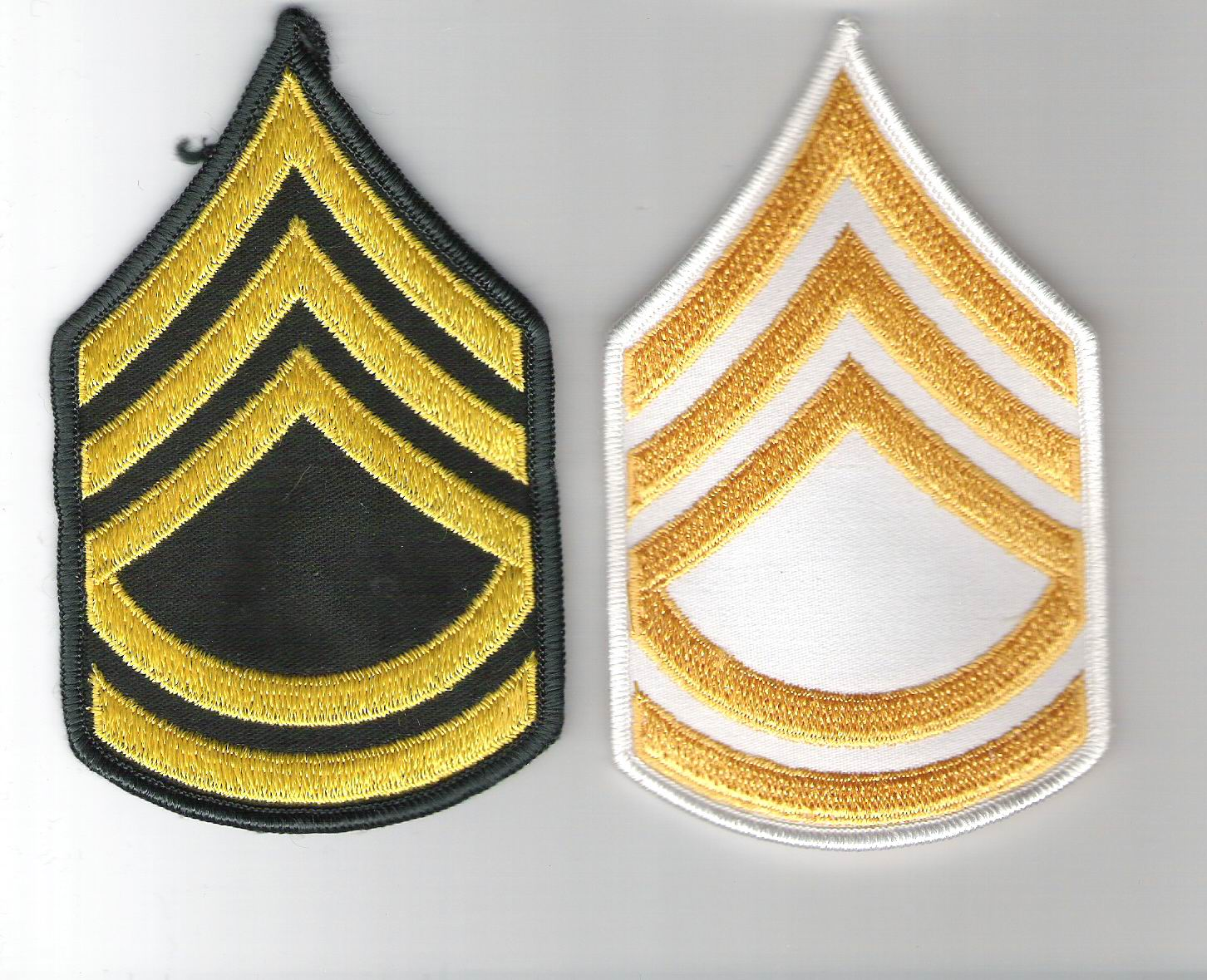
Sergeant first class
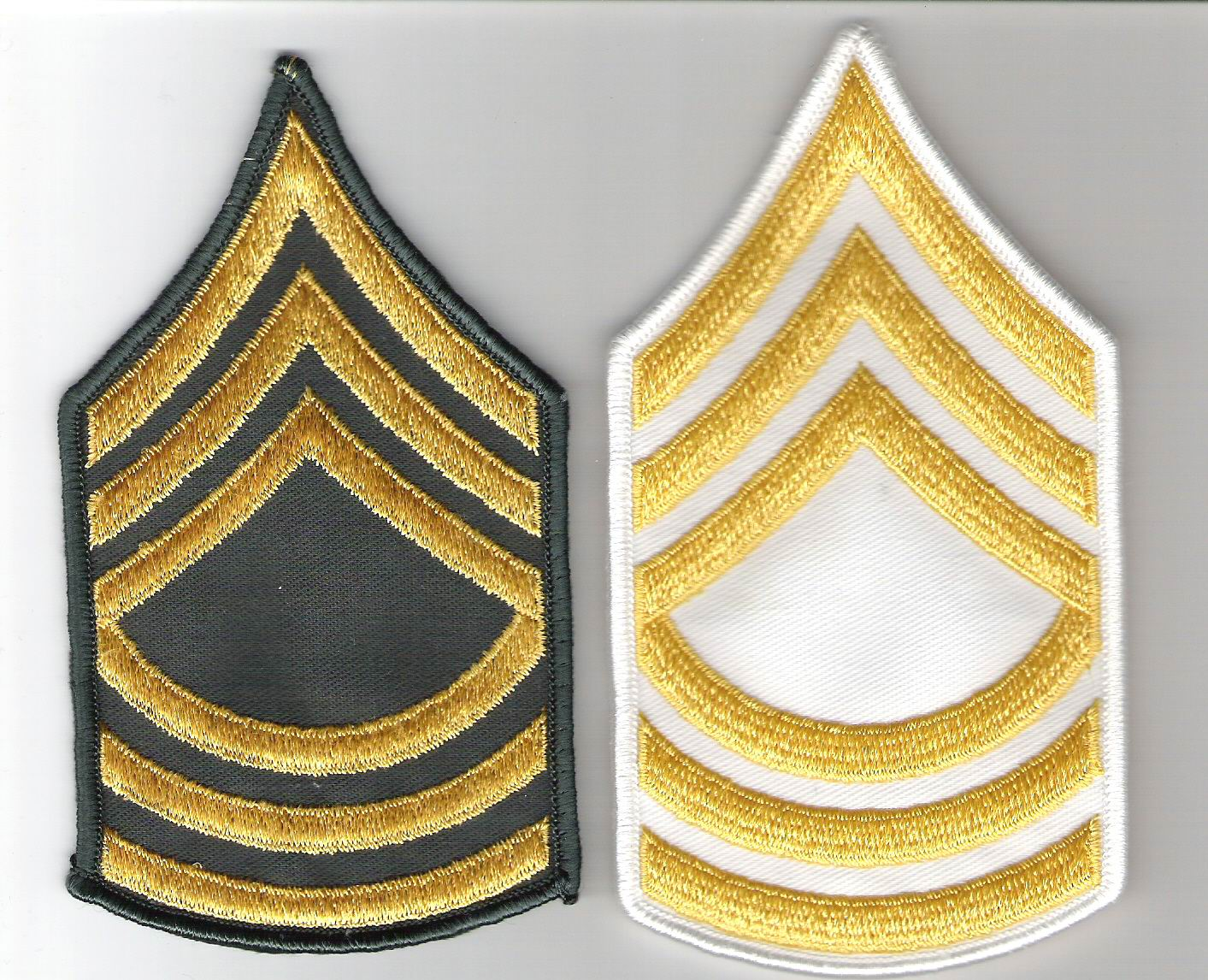
Master sergeant
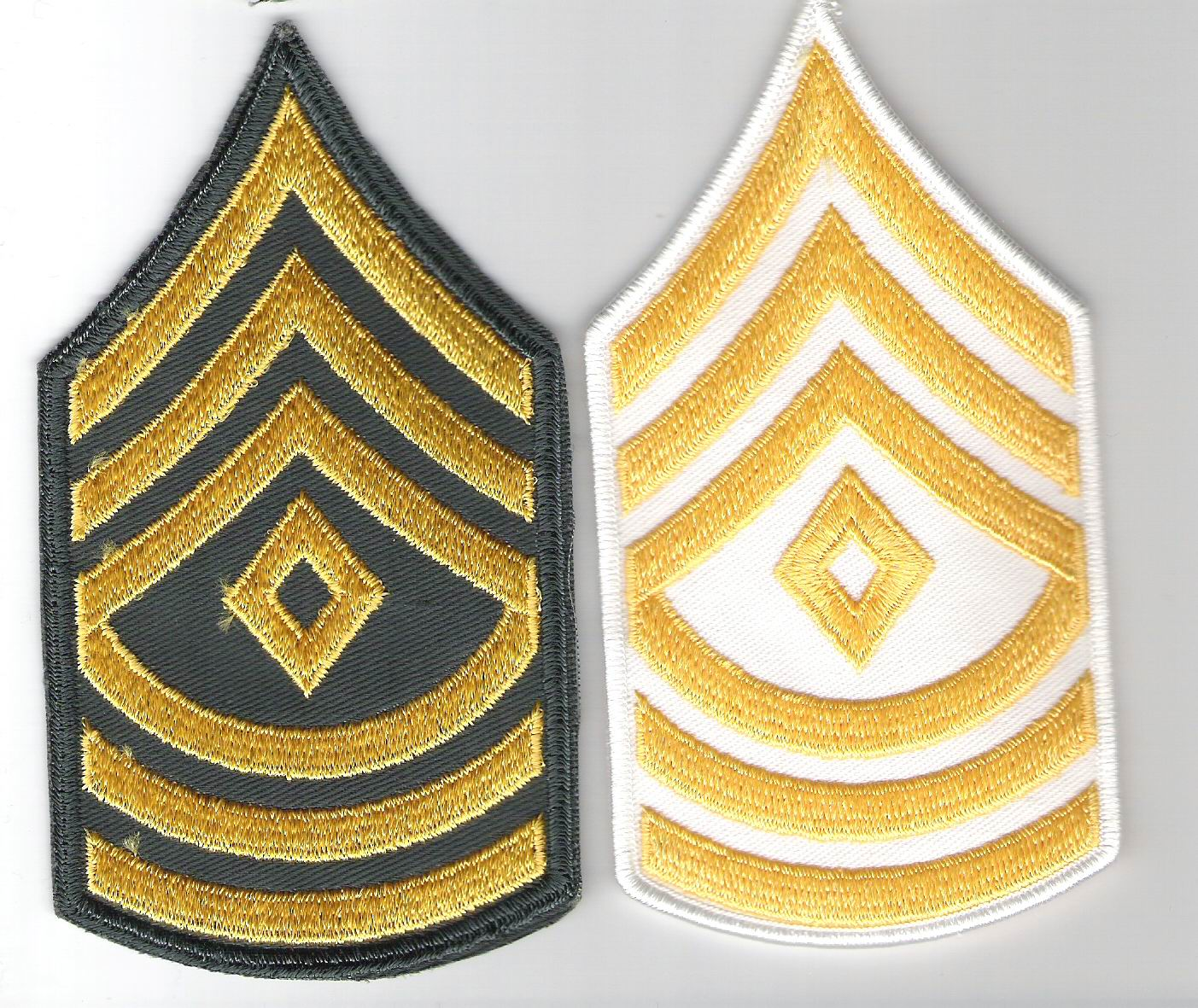
First sergeant
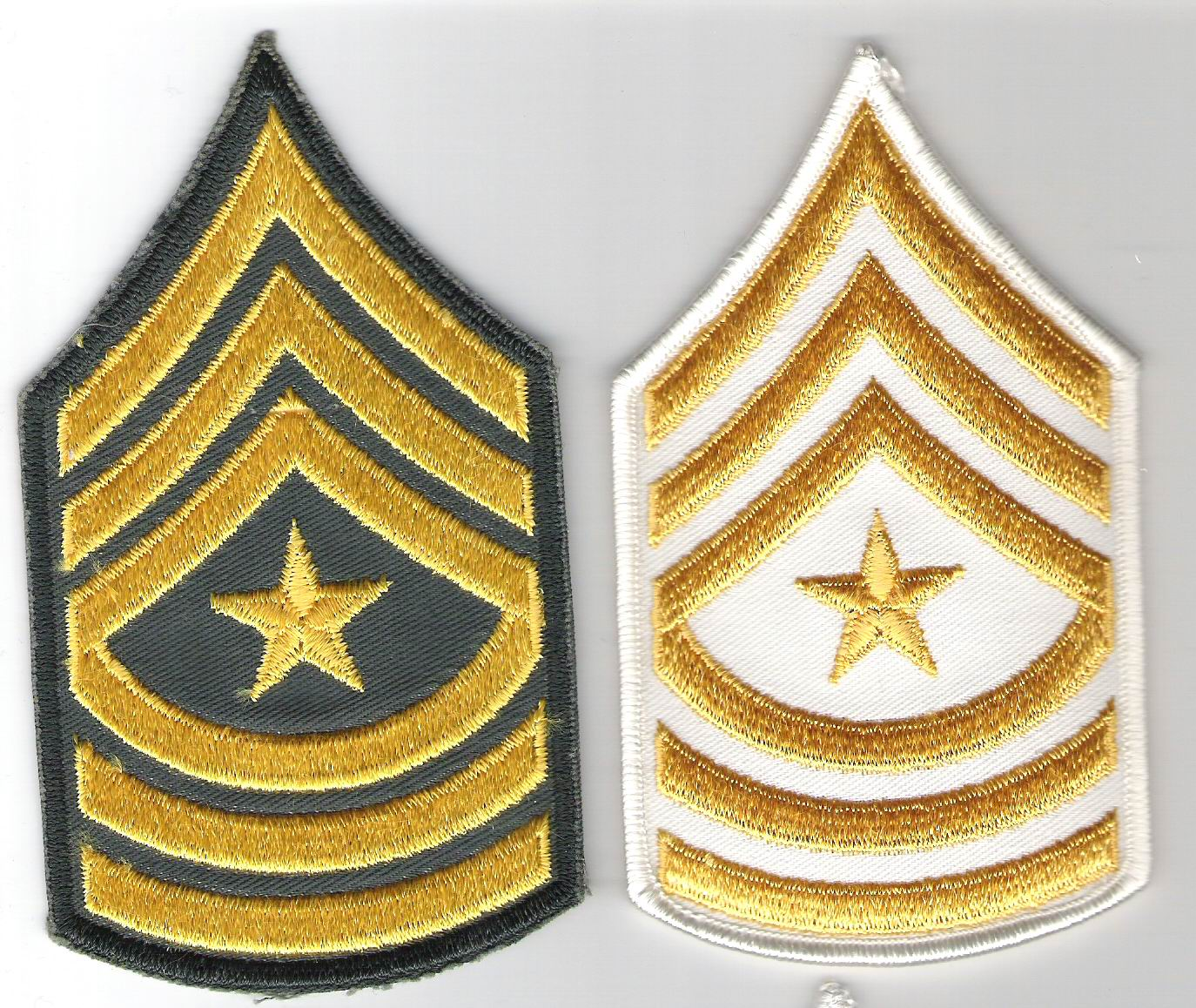
Sergeant major
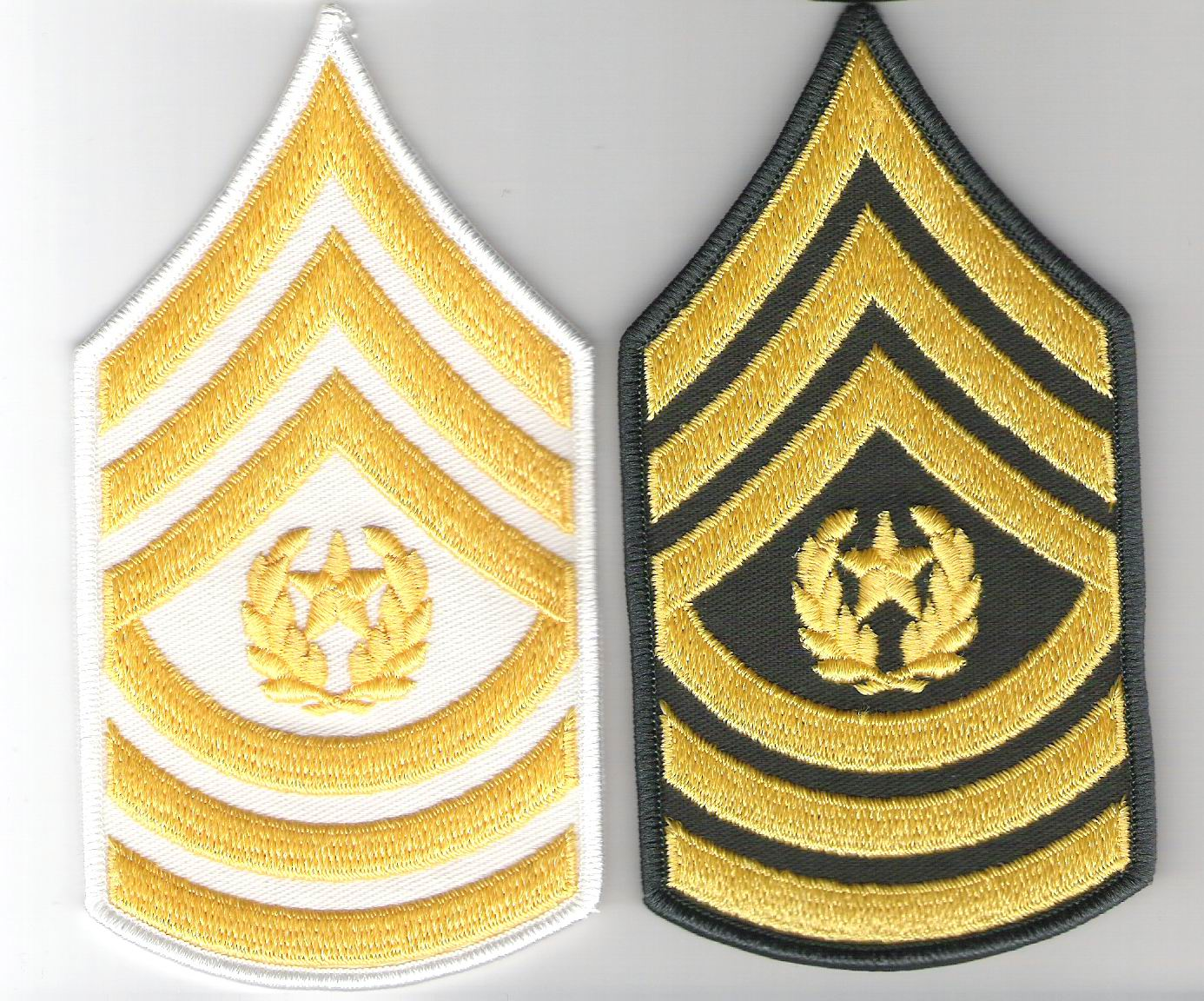
Command sergeant major

Grades ACU
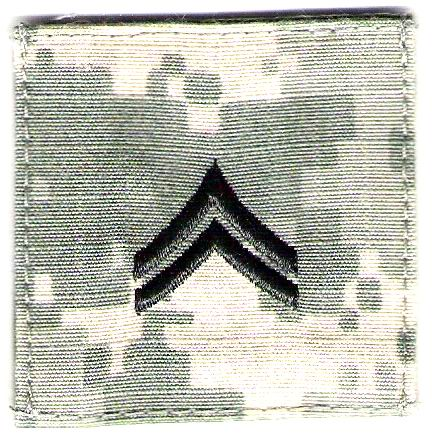
Corporal
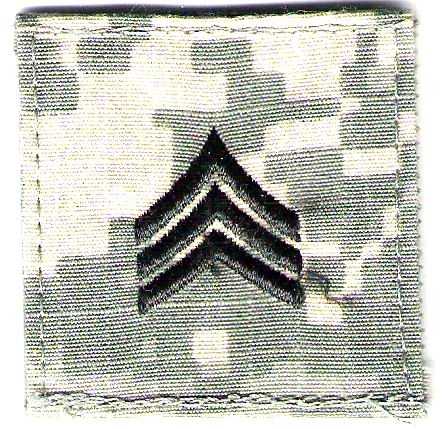
Sergeant
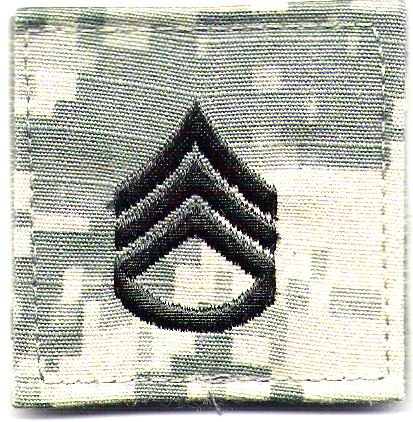
Staff sergeant
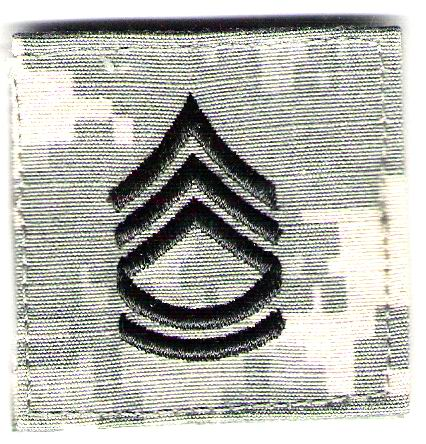
Sergeant first class
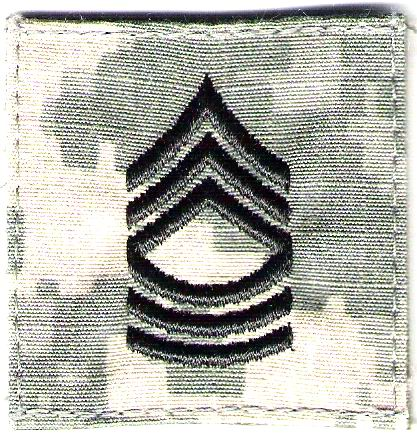
Master sergeant
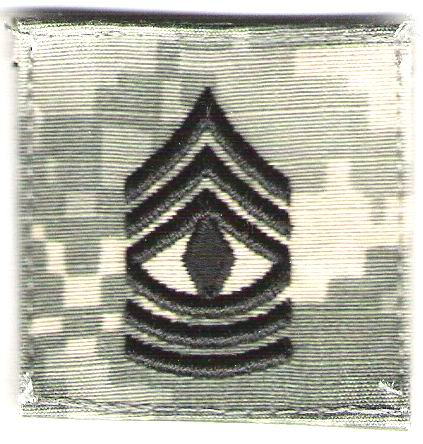
First sergeant
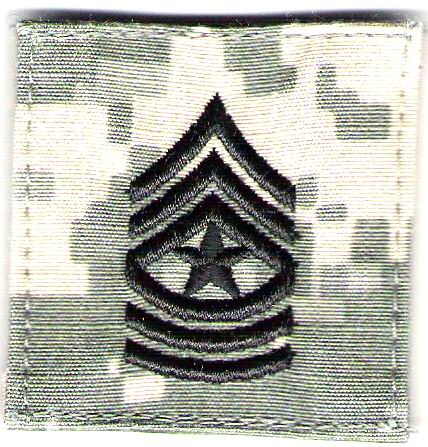
Sergeant major
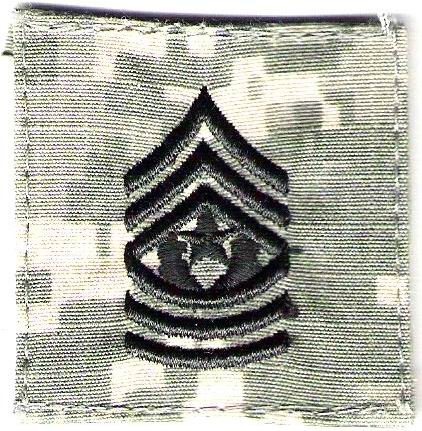
Command sergeant major

Passants d'épaule
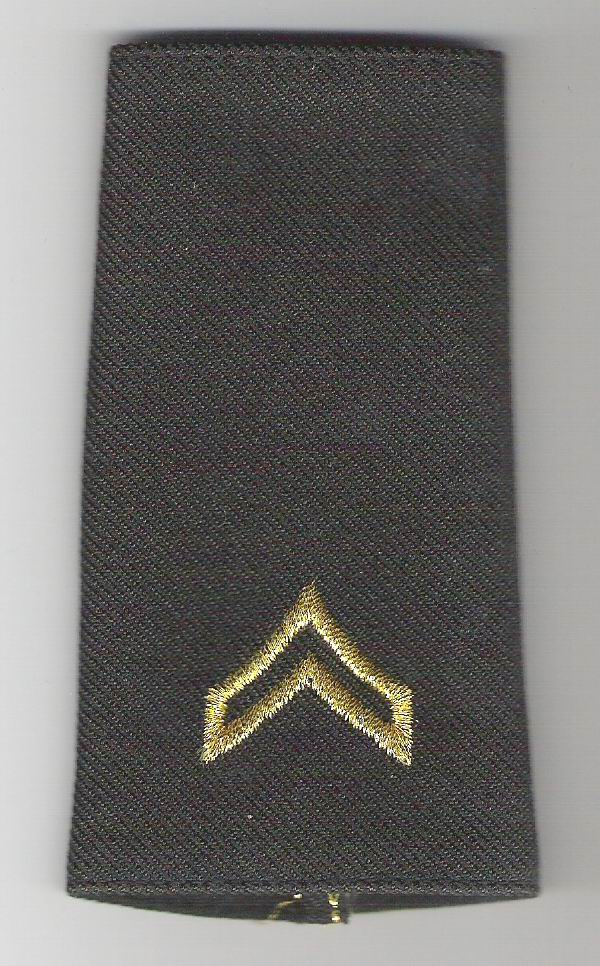
Corporal
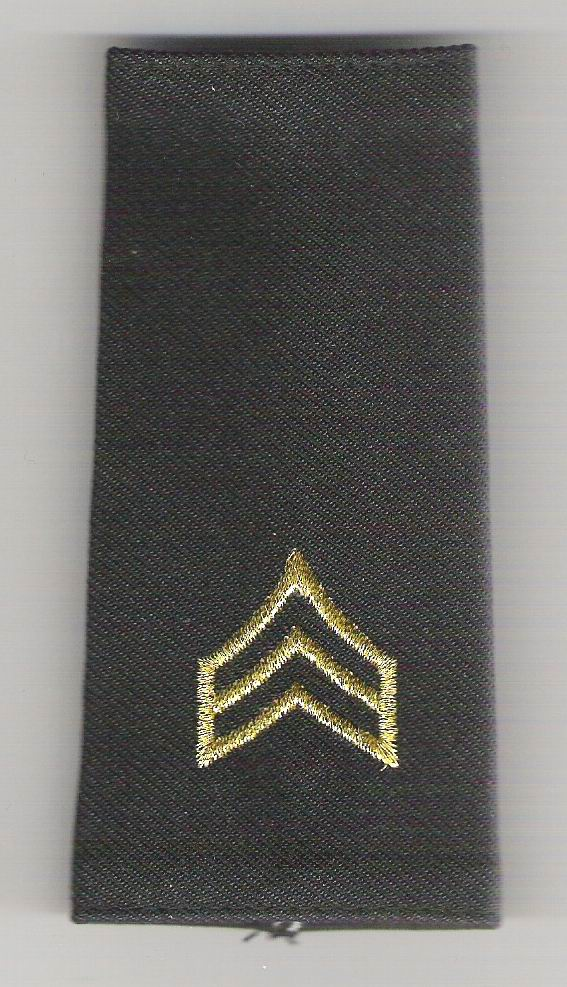
Sergeant
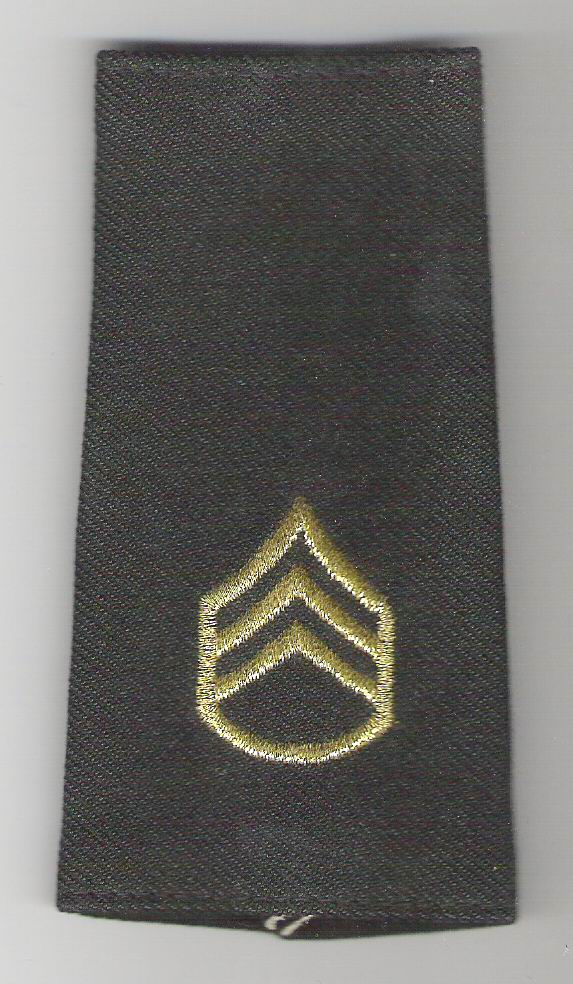
Staff sergeant
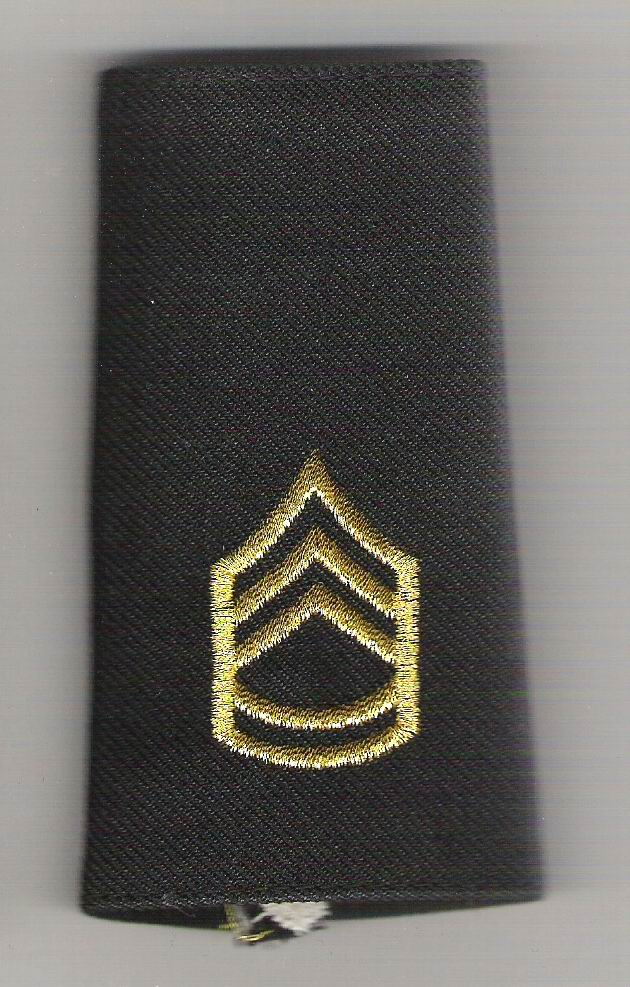
Sergeant first class
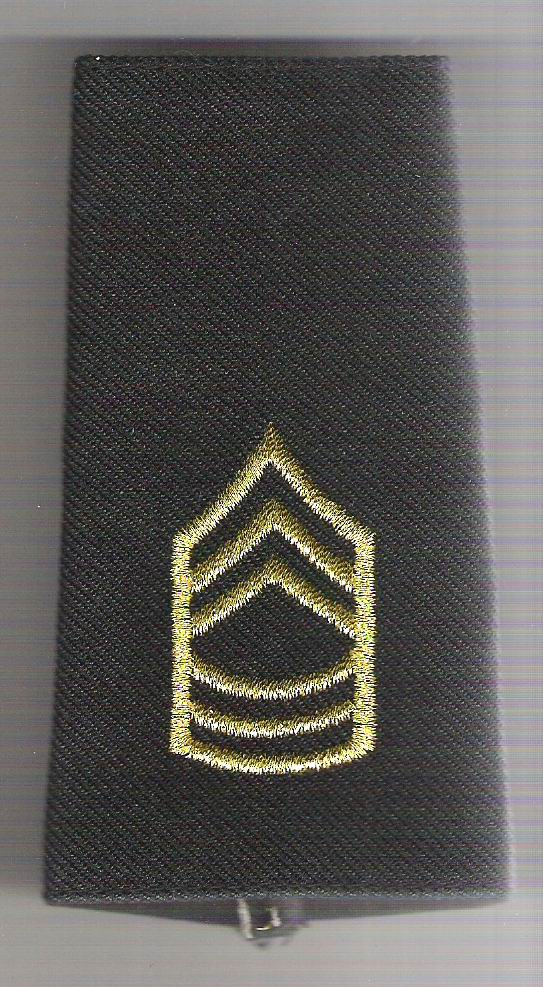
Master sergeant
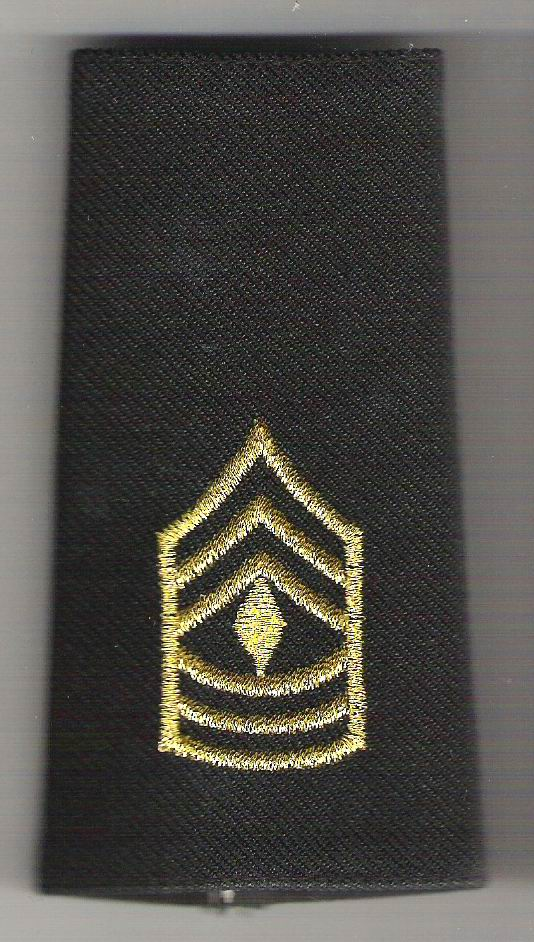
First sergeant
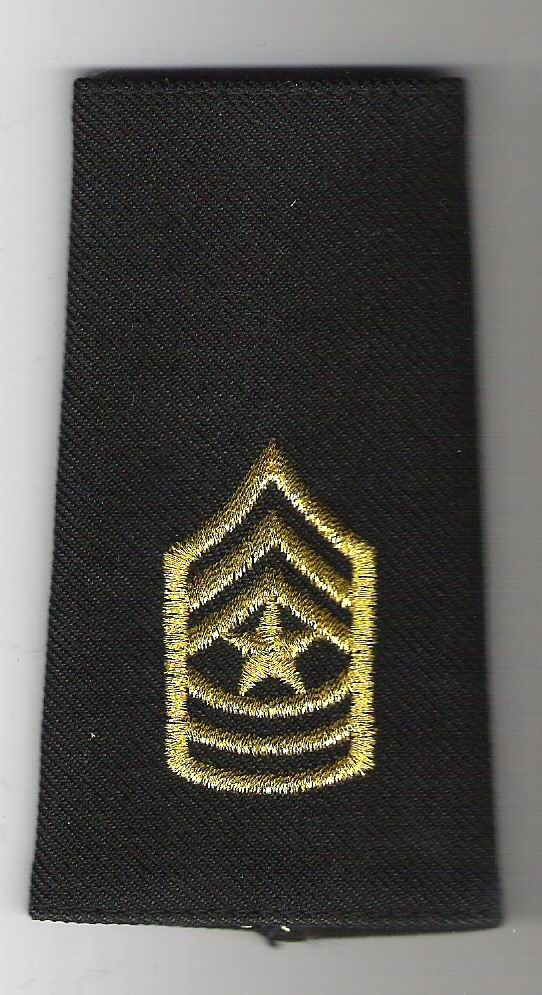
Sergeant major
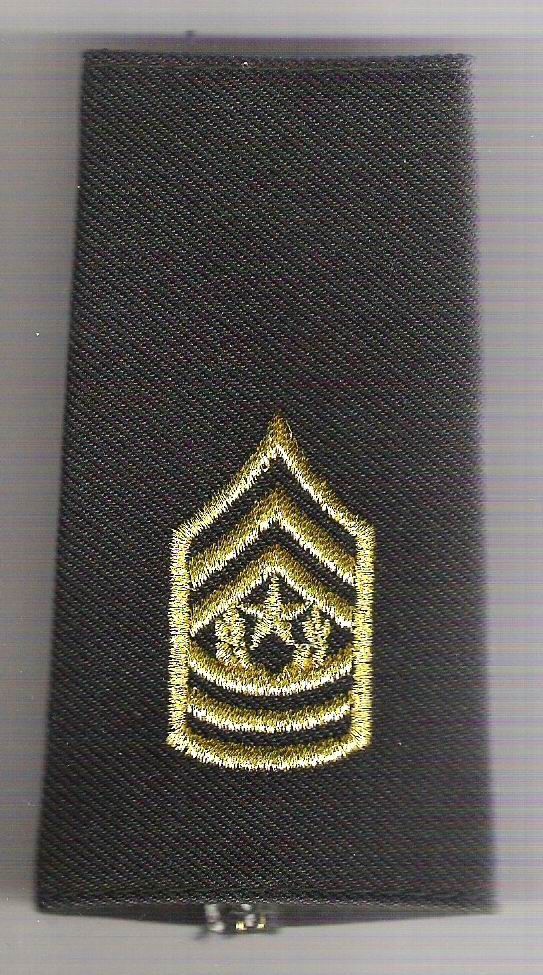
Command sergeant major
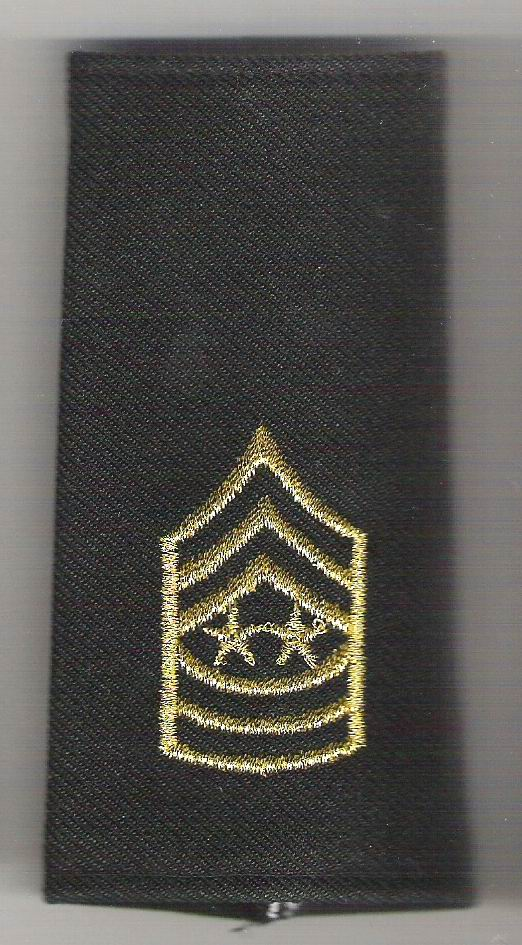
Sergeant major of the Army, avant 1995
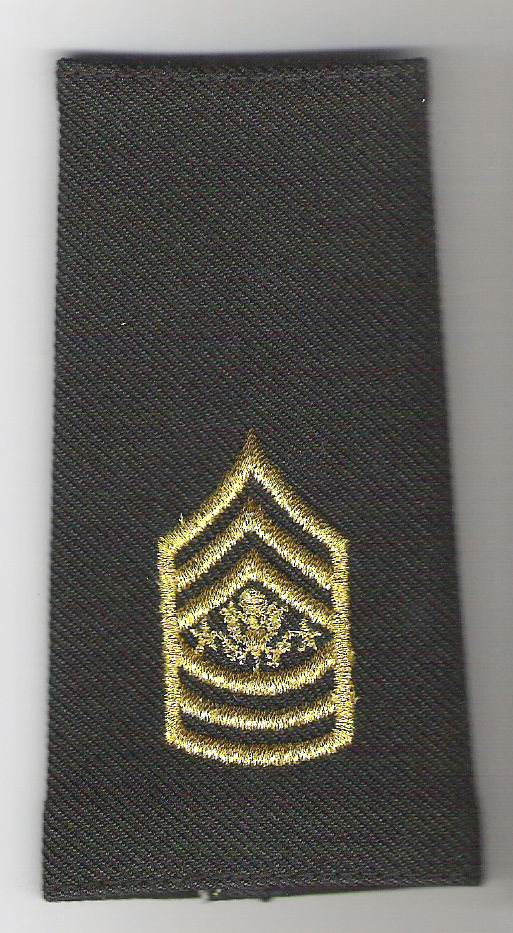
Sergeant major of the Army, après 1995

#### Enlisted Men (Hommes du rang)

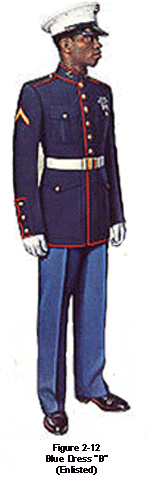
Private first class en uniforme bleu de parade des Marines.

Specialist (soldat spécialiste)
Grade de même niveau que le caporal mais sans être sous-officier. Jusqu'en 1979, il existait dans l'US Army, 6 niveaux de spécialistes allant de SP-4 à SP-9. Après 1979 et la fin de la guerre du Viêt Nam, l'Armée a simplifié ses grades en supprimant cinq des six rangs de spécialistes.
Insigne : Comme l'insigne du PFC, mais inversé (l'arc au-dessus et le chevron en dessous) et « plein », formant un bouclier, et frappé de l'Aigle US en son centre.
Private first class (PFC) (soldat de première classe)
Insigne : un chevron et un arc.
Private second class (PV2) (soldat de deuxième classe)
Insigne : un chevron.
Private (PVT) (soldat)
Insigne : aucun.

Grade
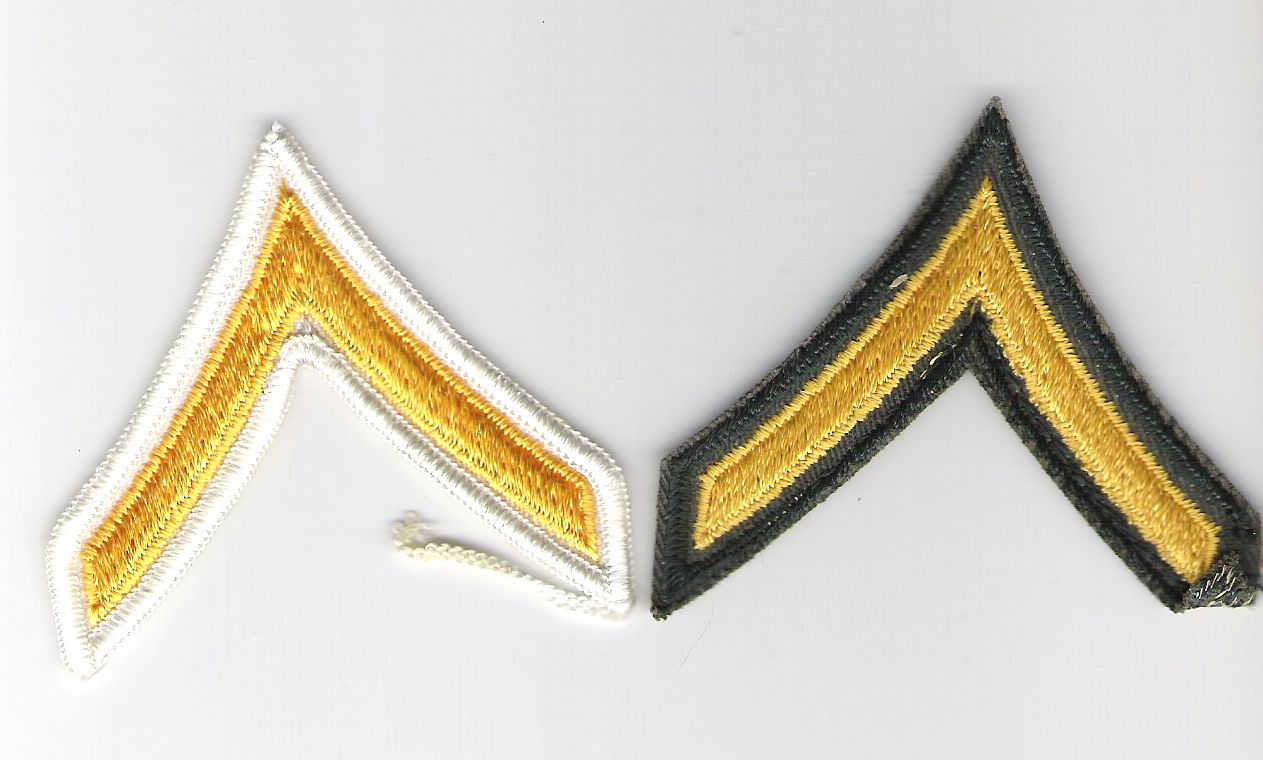
Private second class
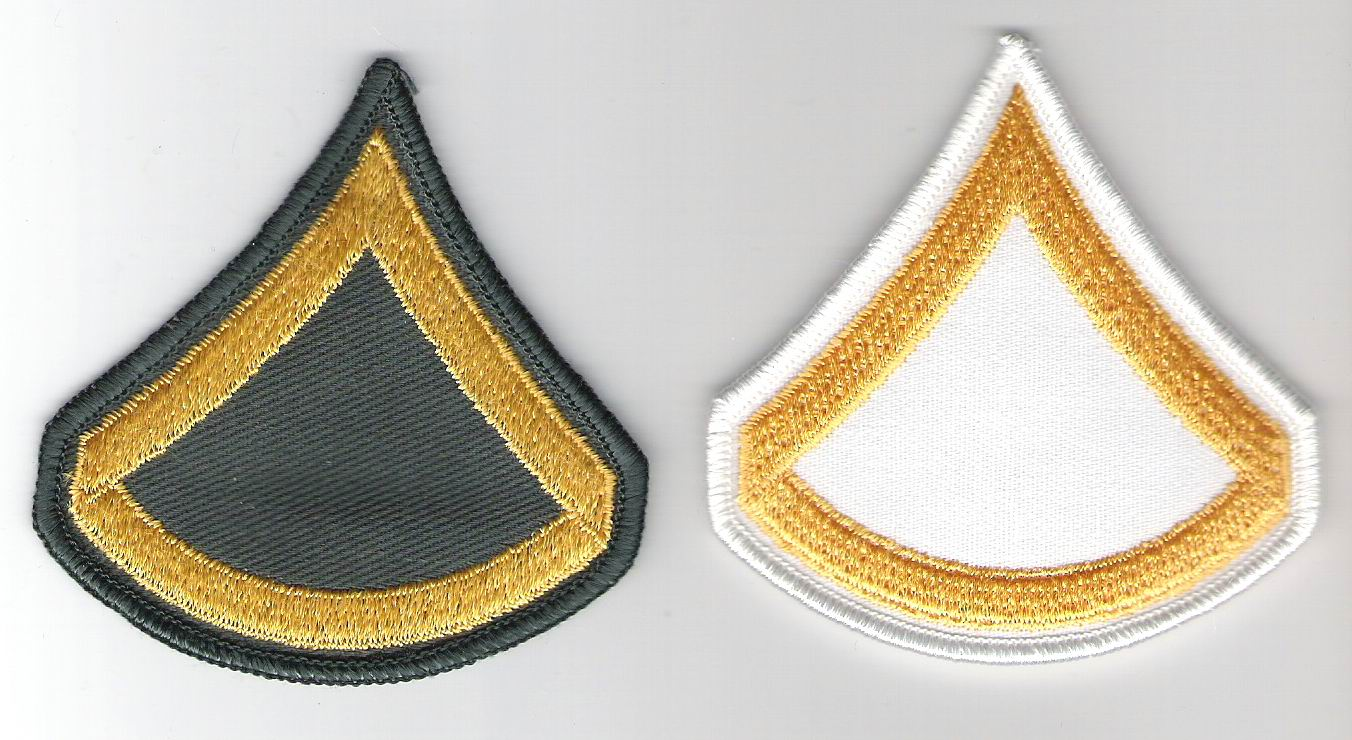
Private first class
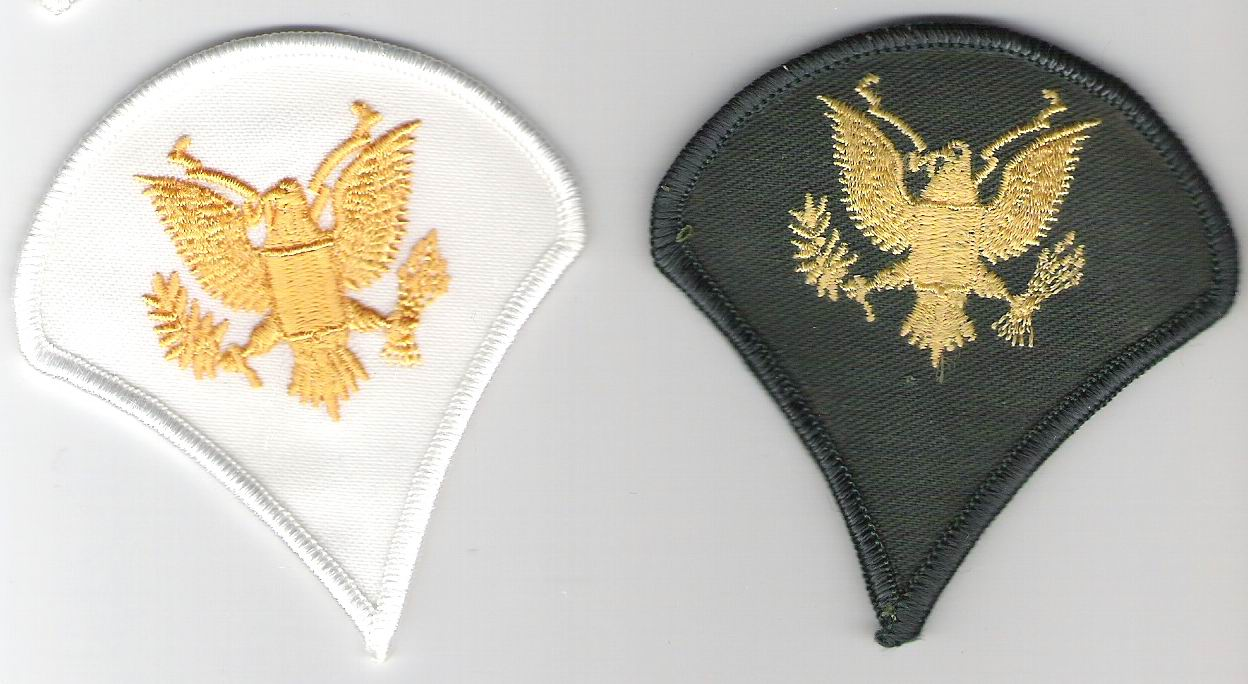
Specialist E-4
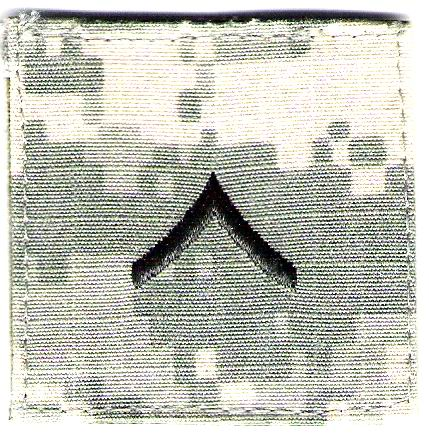
Private second class version ACU
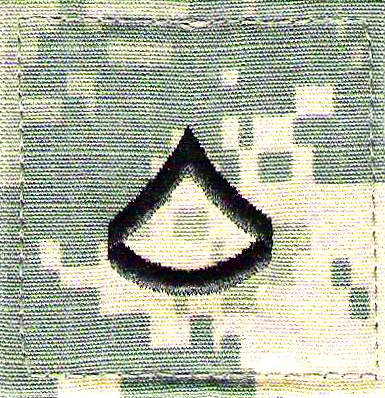
Private first class version ACU
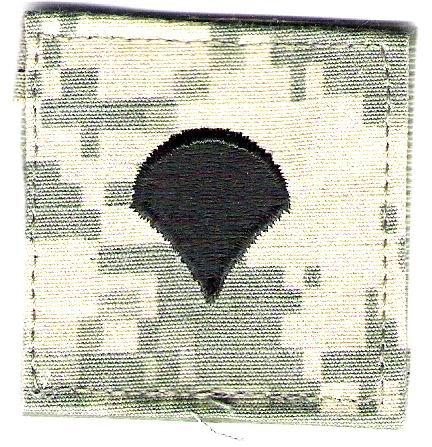
Specialist E-4 version ACU

### US Navy(marine)

#### Officers (officiers)
Admiral of the Navy (amiral de la marine).
Ce grade ne fut accordé qu'une seule fois, par décision du Congrès en 1899, à l'amiral George Dewey (1837-1917).
L'admiral of the Navy était considéré comme le supérieur de tous les autres amiraux. Il s'agit donc de facto du grade d'amiral six étoiles de l'U.S. Navy.
Fleet admiral (amiral de la flotte)
Insignes : un double galon et quatre galons sur les manches et cinq étoiles sur les épaulettes et au col.
Remarque : grade créé en 1944, et attribué, par ordre de préséance, à William Leahy, Ernest King, Chester Nimitz et, en 1945 à William Halsey. Aucune nomination n'est intervenue ultérieurement.
Admiral
Insignes : un double galon et trois galons sur les manches et quatre étoiles sur les épaulettes et au col.
Vice admiral
Insignes : un double galon et deux galons sur les manches et trois étoiles sur les épaulettes et au col.
Rear admiral, upper half
Insignes : un double galon et un galon sur les manches et deux étoiles sur les épaulettes et au col.
Rear admiral, lower half (anciennement dénommé commodore)
Insignes : un double galon sur les manches et une étoile sur les épaulettes et au col.
| Grade       | O-7                       | O-8                       | O-9                   | O-10    | O-11                |  |
| ----------- | ------------------------- | ------------------------- | --------------------- | ------- | ------------------- |  |
| Insignes    |                           |                           |                       |         |                     |  |
| Appellation | rear admiral (lower half) | rear admiral (upper half) | vice admiral          | admiral | fleet admiral       |  |
| Équivalence | contre-amiral             | vice-amiral               | vice-amiral d'escadre | amiral  | amiral de la flotte |  |
| Abréviation | RDML                      | RADM                      | VADM                  | ADM     | FADM                |  |
| Code OTAN   | OF-6                      | OF-7                      | OF-8                  | OF-9    | OF-10               |  |

Captain
Insignes : quatre galons sur les manches et les épaulettes, un aigle d'argent sur le col.
Commander
Insignes : trois galons sur les manches et les épaulettes, un feuille de chêne d'argent sur le col.
Lieutenant Commander
Insignes : un demi-galon entre deux galons sur les manches et les épaulettes, une feuille de chêne d'or sur le col.
Lieutenant
Insignes : deux galons normaux sur les manches et les épaulettes, deux galons d'argent sur le col.
Lieutenant, Junior Grade
Insignes : un galon normal et un demi-galon sur les manches et les épaulettes, un galon d'argent sur le col.
Ensign
Insignes : un galon sur les manches et les épaulettes, un galon d'or sur le col.
| grade       | O-1    | O-2                      | O-3        | O-4                  | O-5       | O-6     |  |
| ----------- | ------ | ------------------------ | ---------- | -------------------- | --------- | ------- |  |
| Insignes    |        |                          |            |                      |           |         |  |
| Appellation | ensign | lieutenant, junior grade | lieutenant | lieutenant commander | commander | captain |  |
| Abréviation | ENS    | LTJG                     | LT         | LTCR                 | CMDR      | CAPT    |  |
| Code OTAN   | OF-1   | OF-1                     | OF-2       | OF-3                 | OF-4      | OF-5    |  |

Midshipman (aspirant ou cadet)
Insignes : 6 degrés allant d'une barrette dorée à six barrettes dorées, portées au col et aux bas de manche, appelées ladder (échelle) en raison de leurs formes, représentant en fait les grades d'enseigne à captain, mais ayant seulement valeur de grades d'écoles. L'insigne de corps du midshipman est une ancre de marine dorée.
| Insignes de midshipman |
| ---------------------- |
|                        |

Remarque : La principale école de formation des officiers de marine militaire est l'Académie navale d'Annapolis, État du Maryland.

#### Warrant officers(officiers spécialisés brevetés)
Remarque : le rang de warrant officer 1 n'est plus utilisé par l'US Navy et le grade de chief warrant officer 5 n'a été adopté qu'en octobre 2002.
Chief warrant officer 5 (CWO-5, officier breveté-chef de première classe)
Insigne : un galon d'argent surligné d'une ligne bleue sur la longueur (insigne de col), deux fins galons d'or avec une soutache bleue (insigne de manche).
Chief warrant officer 4 (CWO-4, officier breveté-chef de deuxième classe)
Insigne : un galon d'argent avec trois soutaches bleues (insigne de col), un galon d'or avec une soutache bleue (insigne de manche).
Chief warrant officer 3 (CWO-3, officier breveté-chef de troisième classe)
Insigne : un galon d'argent avec deux soutaches bleues (insigne de col), un galon d'or avec deux soutaches bleues (insigne de manche).
Chief warrant officer 2 (CWO-2, officier breveté-chef de quatrième classe)
Insigne : un galon d'or avec trois soutaches bleues (insigne de col), un galon d'or avec trois soutaches bleues (insigne de manche).

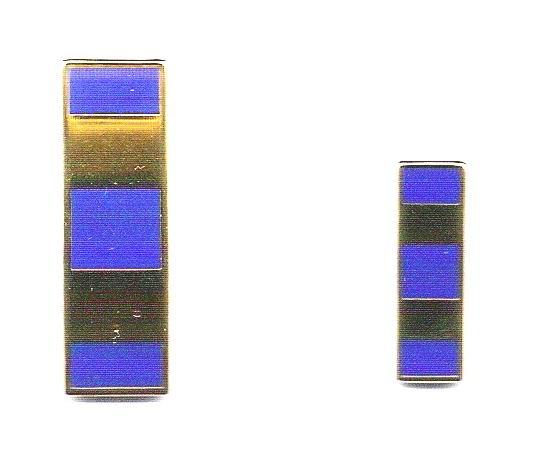
Chief warrant officer 2, un insigne d'épaule et un insigne de col.
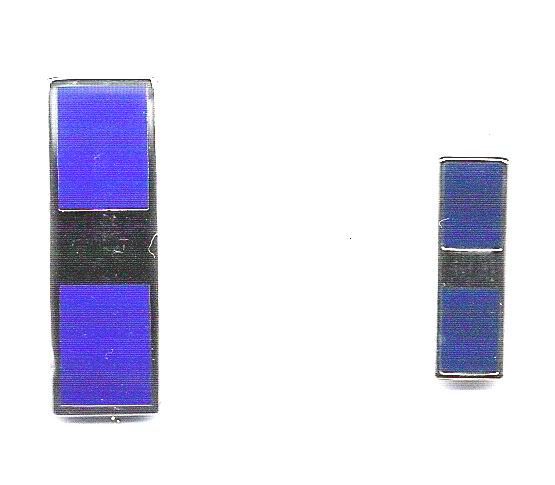
Chief warrant officer 3, un insigne d'épaule et un insigne de col.
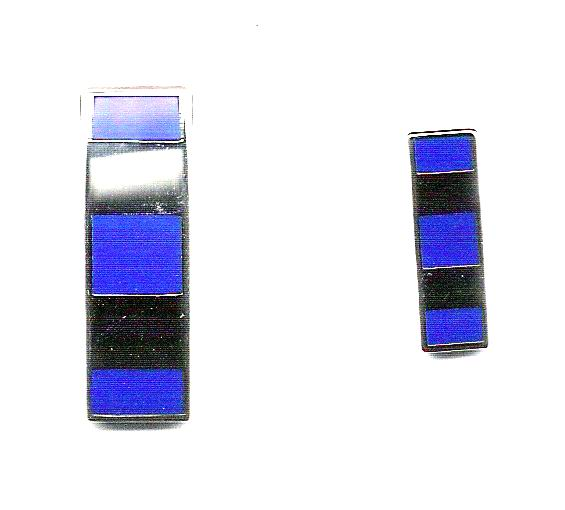
Chief warrant officer 4, un insigne d'épaule et un insigne de col.
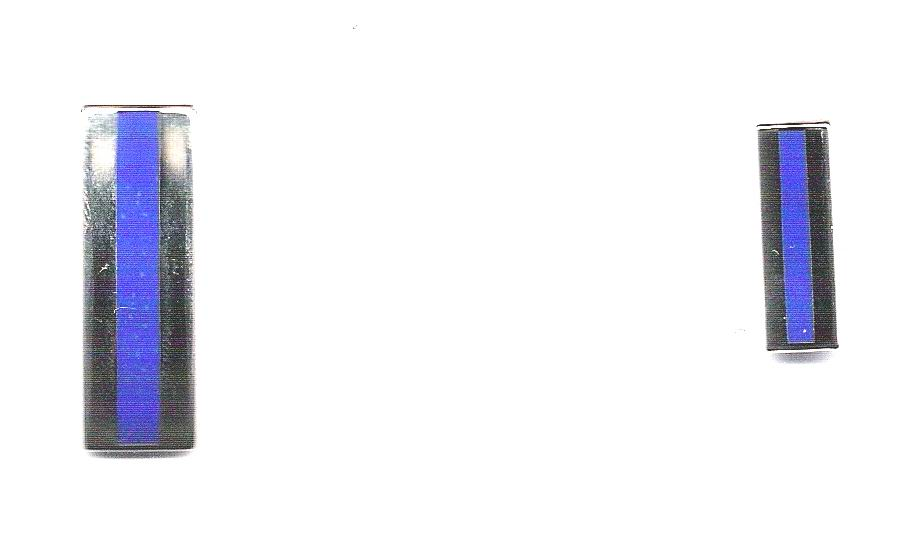
Chief warrant officer 5, adopté en 2002, un insigne d'épaule et un insigne de col.

#### Non-commissioned officers(officiers mariniers)

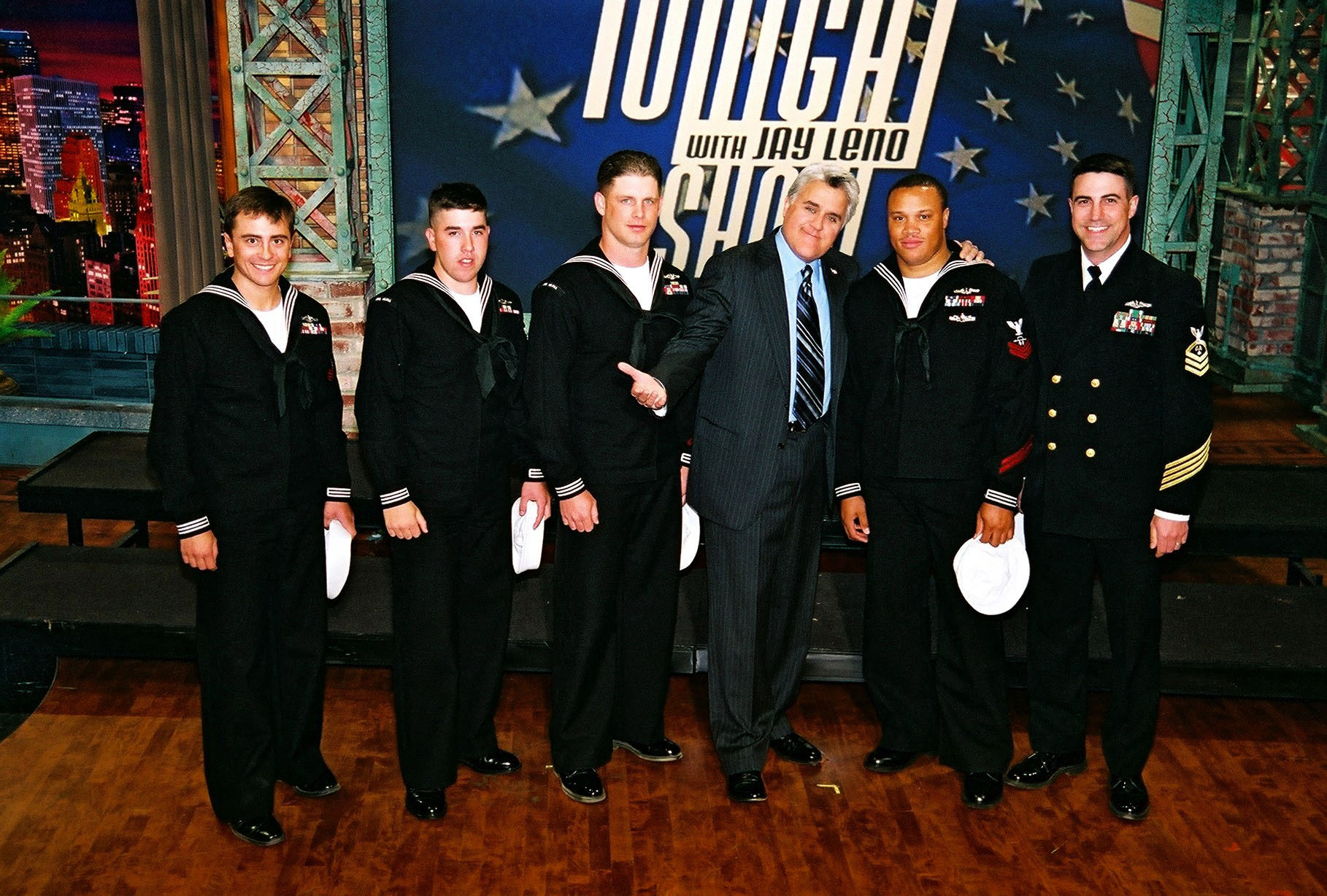
Cinq sous-mariniers avec l'humoriste Jay Leno en 2005. Le premier à partir de la droite est un chief petty officer (CPO), avec l'hélice des machinistes entre l'arc et les trois chevrons jaunes, le deuxième à partir de la droite est un 2nd petty officer. Les stries sur les manches correspondent à un certain nombre d'années de service honorable, une bande représente trois ans de services sans tache.

Les sous-officiers portent tous au-dessus de leurs galons deux ancres croisées et un aigle. Leur insigne de grade est normalement rouge, mais si le sous-officier s'est distingué par sa bonne conduite, il porte un insigne doré. Ils portent également des insignes métalliques (représentés ici), qui existent aussi sous la forme « basse visibilité » (subdued) et sont généralement de couleur noire.
Master chief petty officer of the Navy (représentant des officiers mariniers supérieurs).
Insigne : trois chevrons inversés et un arc, surmontés de trois étoiles avec une étoile au centre.

Insigne de manche.
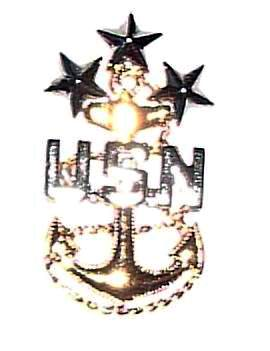
Insigne de col.

Remarque : équivalent dans la Marine du sergeant major of the Army.
Fleet/command master chief petty officer
Insigne : trois chevrons inversés et un arc, surmontés de deux étoiles avec une étoile blanche au centre.
Master chief petty officer
Insigne : trois chevrons inversés et un arc, surmontés de deux étoiles.
Senior chief petty officer
Insigne : trois chevrons inversés et un arc, surmontés d'une étoile.
Chief petty officer
Insigne : trois chevrons inversés et un arc.
Petty officer first class
Insigne : trois chevrons inversés.
Petty officer second class
Insigne : deux chevrons inversés.
Petty officer third class
Insigne : un chevron inversé.
| E-4                     | E-4            | E-5                     | E-5            | E-6                     | E-6            | E-7                 | E-7            | E-8                        | E-8                                | E-8            | E-9                        | E-9                                | E-9                              | E-9            |
| ----------------------- | -------------- | ----------------------- | -------------- | ----------------------- | -------------- | ------------------- | -------------- | -------------------------- | ---------------------------------- | -------------- | -------------------------- | ---------------------------------- | -------------------------------- | -------------- |
|                         |                |                         |                |                         |                |                     |                |                            |                                    |                |                            |                                    |                                  |                |
| Petty officer 3rd class | Insigne de col | Petty officer 2nd class | Insigne de col | Petty officer 1st class | Insigne de col | Chief petty officer | Insigne de col | Senior chief petty officer | Command senior chief petty officer | Insigne de col | Master chief petty officer | Command master chief petty officer | Fleet master chief petty officer | Insigne de col |

#### Seamen(matelots)
Seaman (matelot)
Insigne : trois bandes obliques.
Seaman apprentice (matelot apprenti)
Insigne : deux bandes obliques.

Insigne de manche.
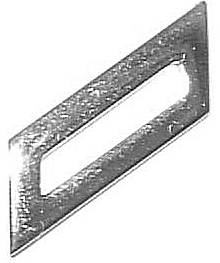
Insigne de col.
Insigne de manche.
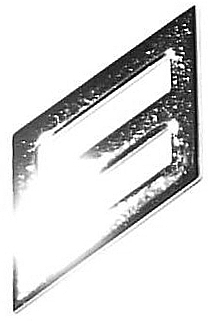
Insigne de col.

Seaman recruit (recrue matelot)

### US Marine Corps(corps des Marines)
Même dénomination des grades que dans l'Armée de terre pour les officiers, mais avec les insignes de col de la Marine portés au col et sur les épaules. Les insignes de grades des officiers brevetés de l'infanterie de marine sont semblables à ceux de la Marine, mais les sabords et soutaches sont rouges au lieu d'être bleus.
L'insigne du Marine Corps est un aigle, ailes déployées, posé sur un globe terrestre, lequel est traversé de la droite vers la gauche par une ancre de marine.
Remarque : Le corps des Marines est la seule force armée protégée par la loi aux États-Unis. En effet, ni le secrétaire d'État à la Défense, ni même le président des États-Unis ne peuvent ni le dissoudre, ni le réduire à une force symbolique. En temps de paix, ses effectifs doivent être au minimum égaux à trois divisions d'infanterie de l'armée.

#### Officiers
General (général d'armée)
Insignes : quatre étoiles argentées de chaque côté du col et sur les épaulettes.
Lieutenant general (général de corps d'armée)
Insignes : trois étoiles argentées de chaque côté du col et sur les épaulettes.
Major general (général de division)
Insignes : deux étoiles argentées de chaque côté du col et sur les épaulettes.
Brigadier general (général de brigade)
Insignes : une étoile argentée de chaque côté du col et sur les épaulettes.
Colonel
Insignes : deux aigles argentés au col et sur les épaules.
Lieutenant colonel
Insignes : une feuille de chêne argentée au col et sur les épaules.
Major
Insignes : une feuille de chêne dorée au col et sur les épaules.
Captain
Insignes : un double galon (barrette argentée) au col et sur les épaules.
First lieutenant
Insignes : un galon (barrette argentée) au col et sur les épaules.
Second lieutenant
Insignes : un galon (barrette dorée) au col et sur les épaules.

Tableau des insignes d'officiers du Marine Corps, insignes de bras (service et parade)
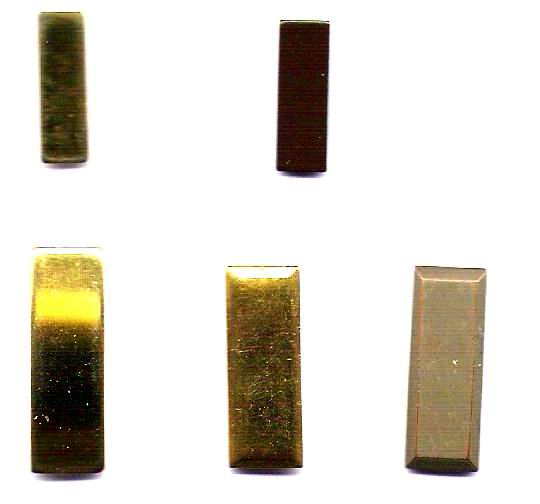
2nd lieutenant
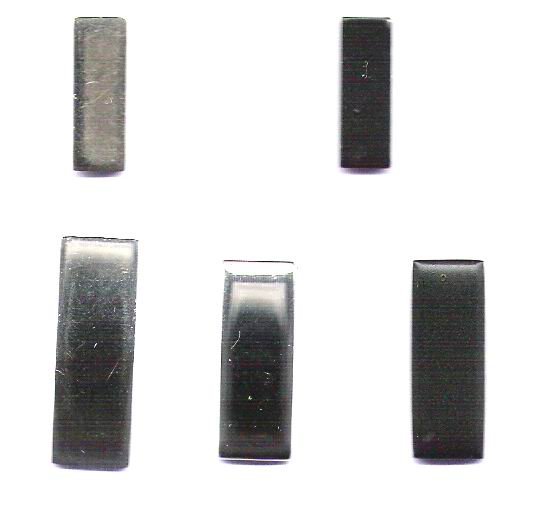
1st lieutenant
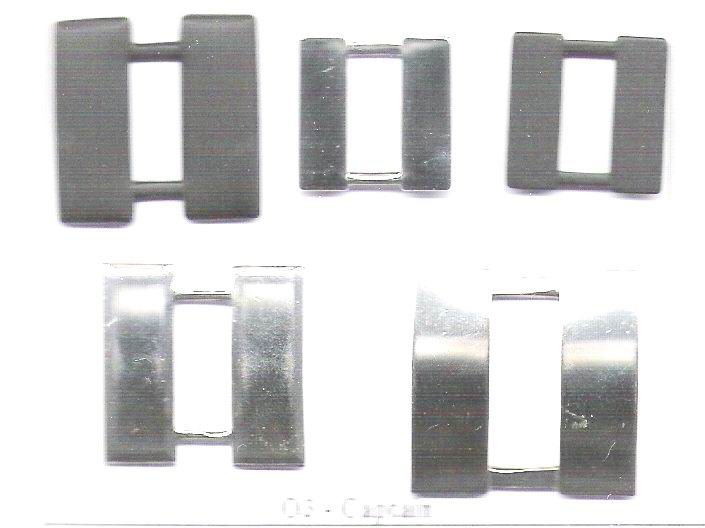
Captain
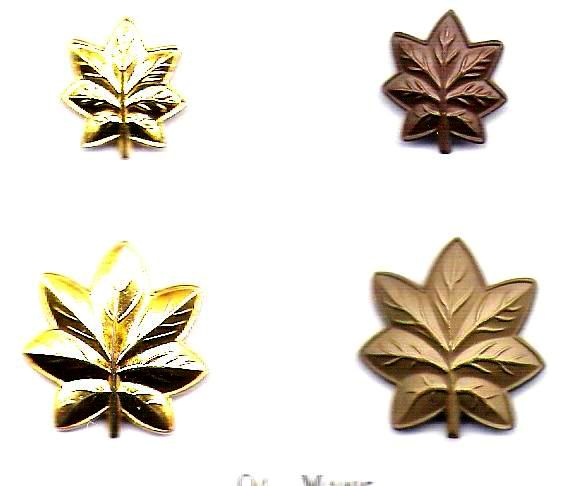
Major
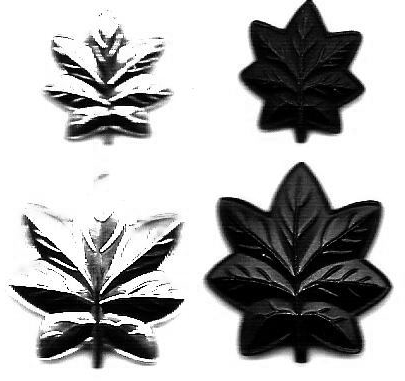
Lieutenant colonel
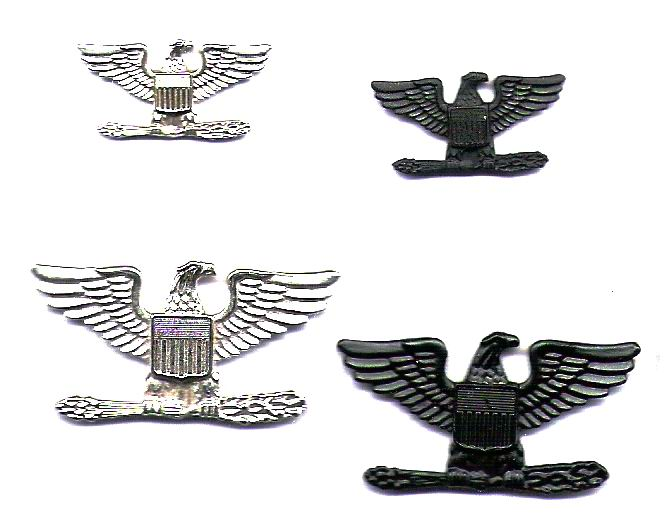
Colonel
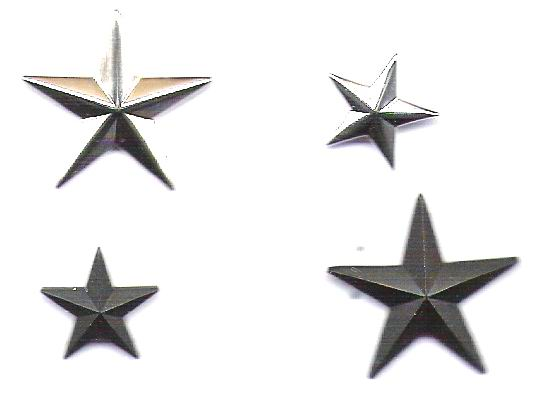
Brigadier general
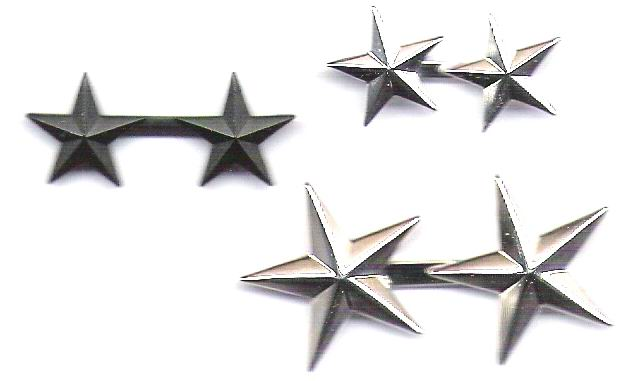
Major general
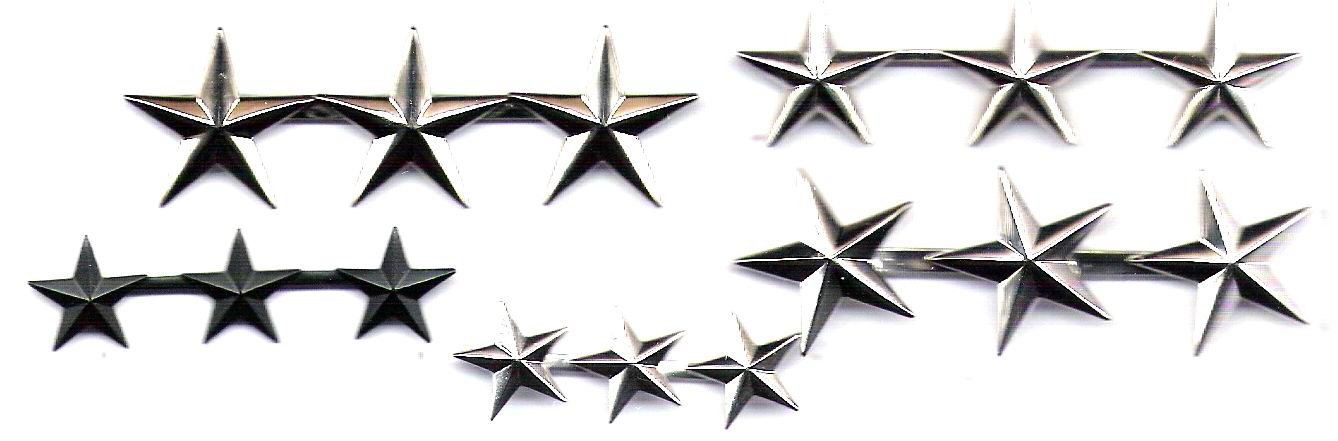
Lieutenant general
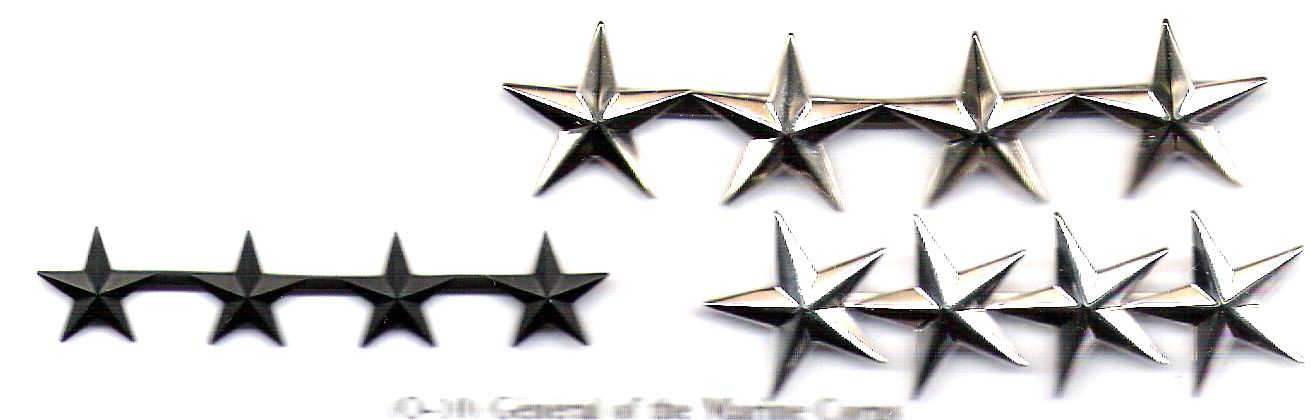
General

Les insignes de col de 2nd lieutenant et 1st lieutenant, normaux ou basse visibilité, du US Marine Corps ou de l'US Navy ont une forme plate et rectangulaire, cette forme est à l'origine de leur surnom de butter bar (barre de beurre).

#### Warrant officers
Chief warrant officer 5 (CWO-5, Officier breveté-chef de première classe)
Insigne : un galon d'argent avec une surligne rouge de haut en bas.
Chief warrant officer 4 (CWO-4, Officier breveté-chef de deuxième classe)
Insigne : un galon d'argent avec trois soutaches rouges.
Chief warrant officer 3 (CWO-3, Officier breveté-chef de troisième classe)
Insigne : un galon d'argent avec deux soutaches rouges.
Chief warrant officer 2 (CWO-2, Officier breveté-chef de quatrième classe)
Insigne : un galon d'or avec trois soutaches rouges.
Warrant officer 1 (WO-1, Officier breveté de cinquième classe)
Insigne : un galon d'or avec deux soutaches rouges.

Tableau des insignes de grades des warrant officers dans le US Marine Corps, sont représentés les insignes d'uniforme et de col
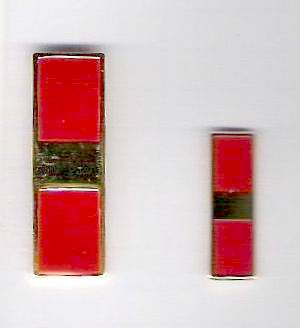
Warrant officer 1
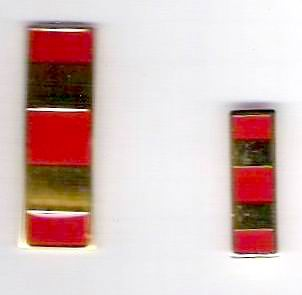
Chief warrant officer 2
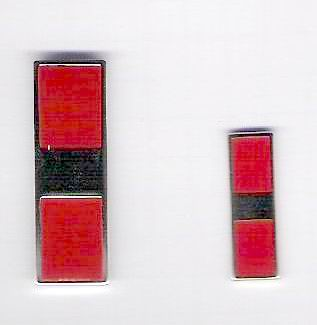
Chief warrant officer 3
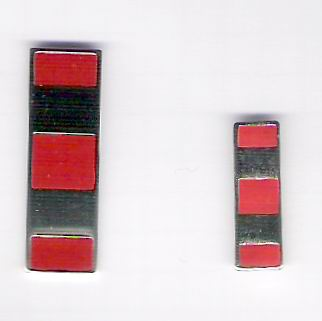
Chief warrant officer 4
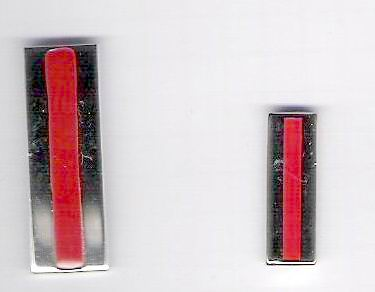
Chief warrant officer 5

#### Non-commissioned officers(sous-officiers)
Les insignes de manche des sous-officiers et hommes du rang du Marine Corps sont de trois couleurs :
- kaki pour le service dress (uniforme de travail) d'été ;
- kaki sur fond rouge pour le service dress d'hiver, la plus utilisée ;
- jaune-or sur fond rouge pour la tenue de parade.

Il existe aussi des galons pour la grande tenue de soirée (evening dress), beaucoup plus larges que les insignes ordinaires. Ils sont aussi de couleurs jaune-or sur fond rouge. Les officiers portent à ces grandes occasions des uniformes avec des insignes de grades brodés.

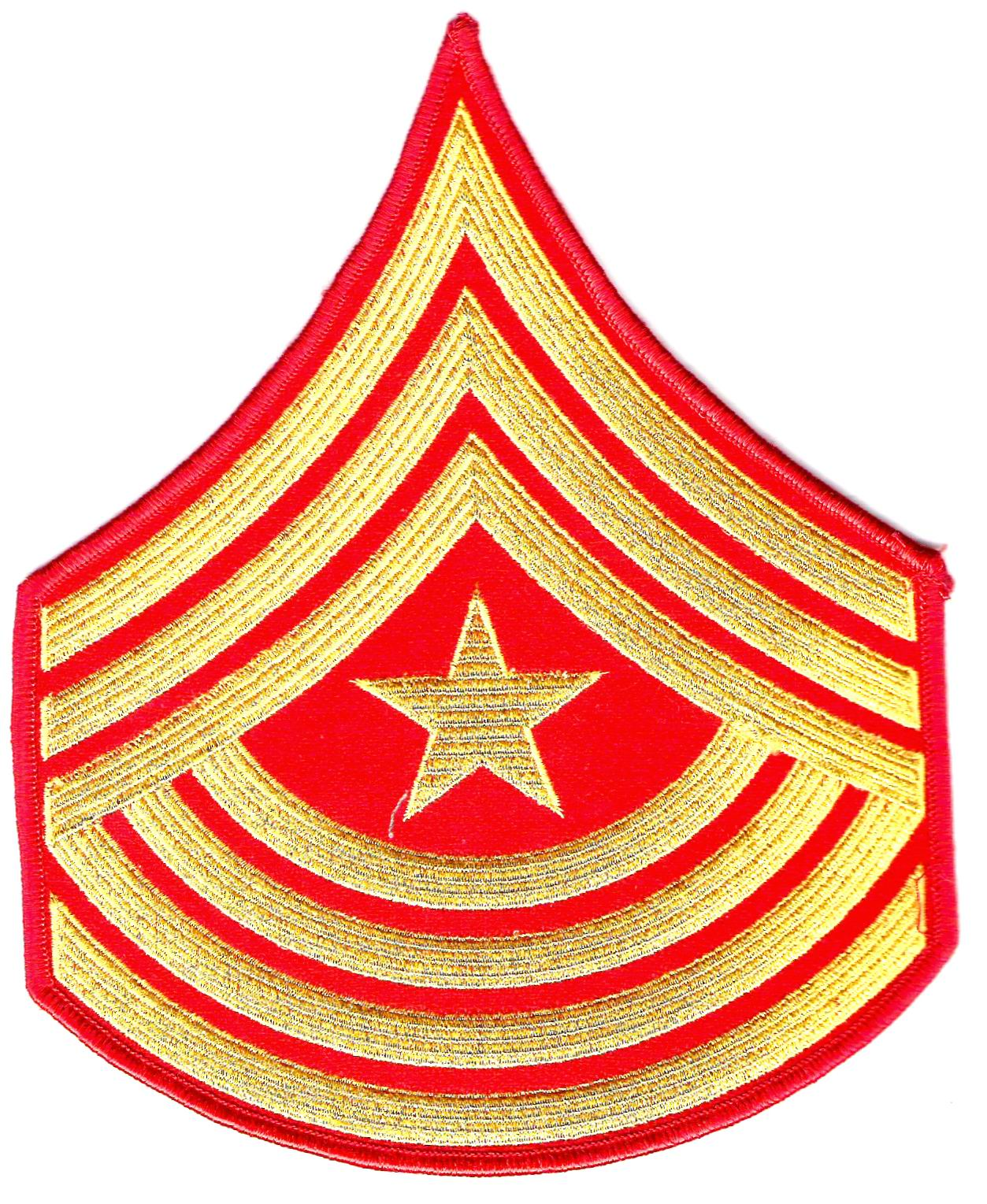
Insigne de tenue de soirée de sergeant major de l'USMC.

Sergeant major of the Marine Corps (sergent-major du corps des Marines, équivalent du sergeant major of the Army)
Insigne : trois chevrons, quatre arcs et l'insigne du Marine Corps entouré de deux étoiles au centre.

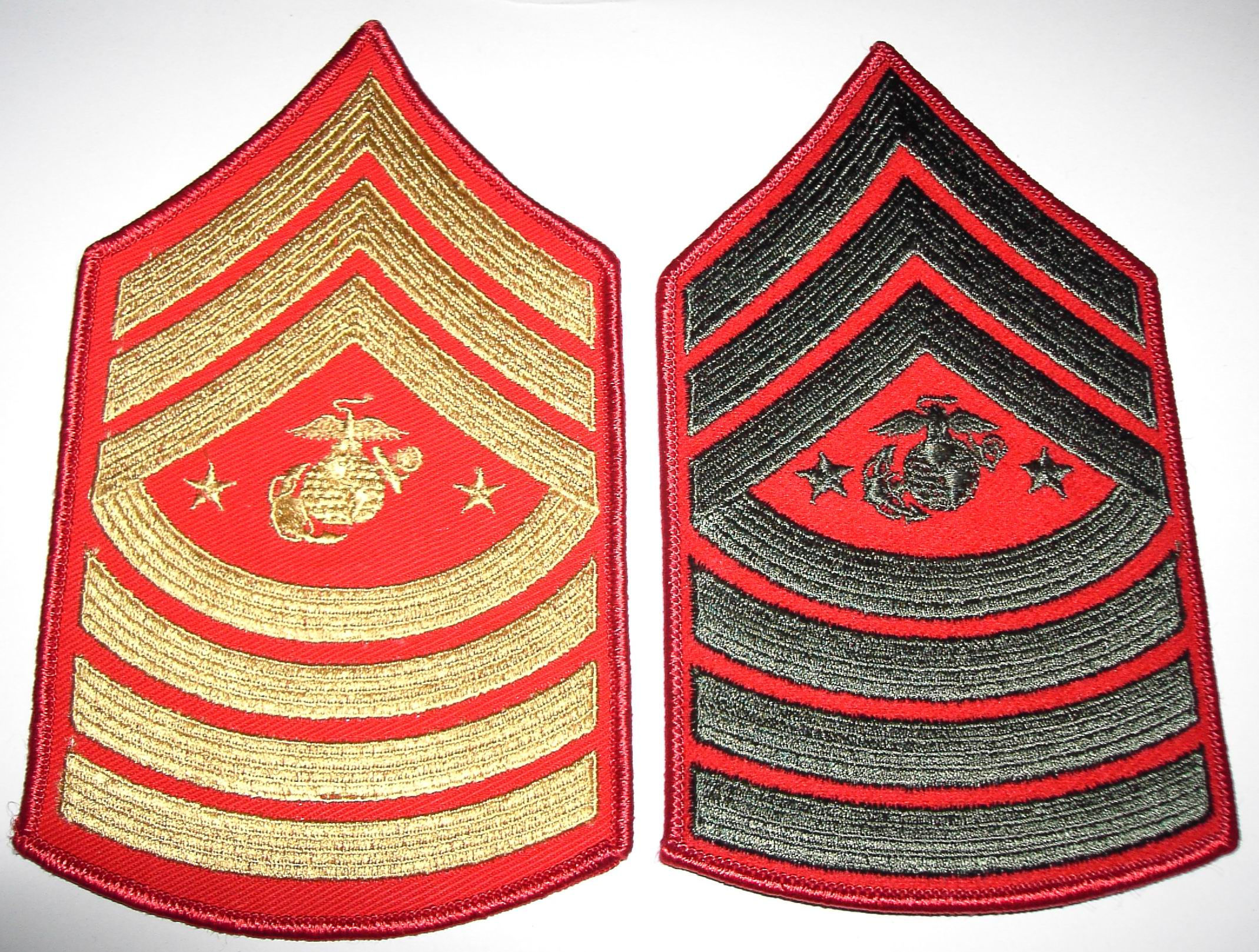
Sergeant major of the Marine Corps, insignes de manche.
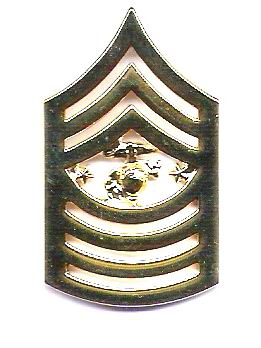
Sergeant major of the Marine Corps, insigne de col.

Sergeant major (sergent-major)
Insigne: trois chevrons, quatre arcs et une étoile.
Master gunnery sergeant (sergent-maître artilleur)
Insigne : trois chevrons et quatre arcs avec une grenade allumée au centre.
First sergeant (premier sergent)
Insigne : trois chevrons, trois arcs et un carreau au centre.
Master sergeant (sergent maître)
Insigne : trois chevrons et trois arcs avec deux fusils entrecroisés entre les chevrons et les arcs.
Gunnery sergeant (sergent-artilleur)
Insigne : trois chevrons et deux arcs avec deux fusils entrecroisés entre les chevrons et les arcs.
Staff sergeant (sergent d'état-major)
Insigne : trois chevrons et un arc avec deux fusils entrecroisés entre les chevrons et l'arc.
Sergeant (sergent)
Insigne : trois chevrons avec deux fusils entrecroisés en dessous.
Corporal (caporal)
Insigne : deux chevrons avec deux fusils entrecroisés en dessous.

Insignes de manche
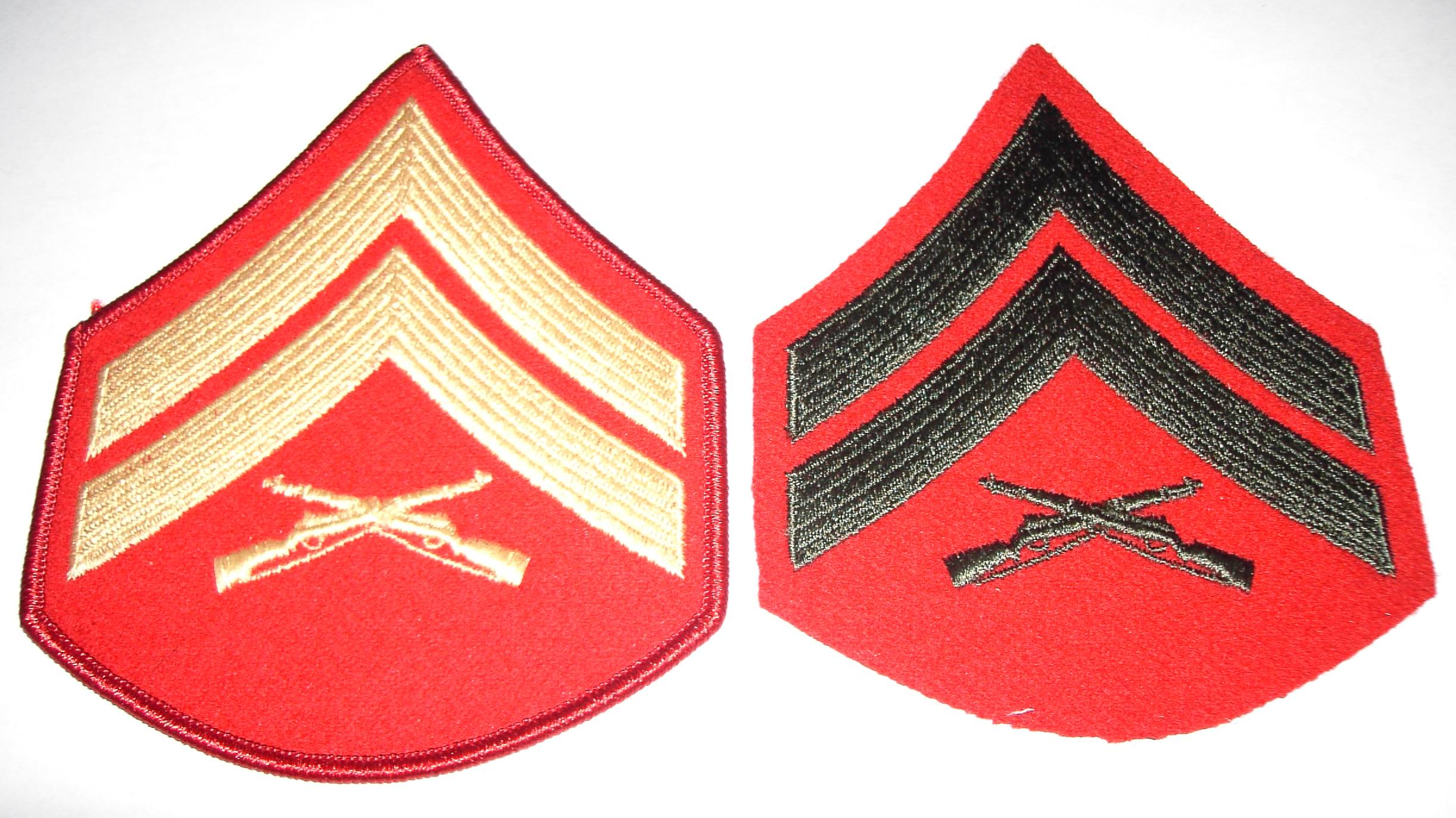
Corporal
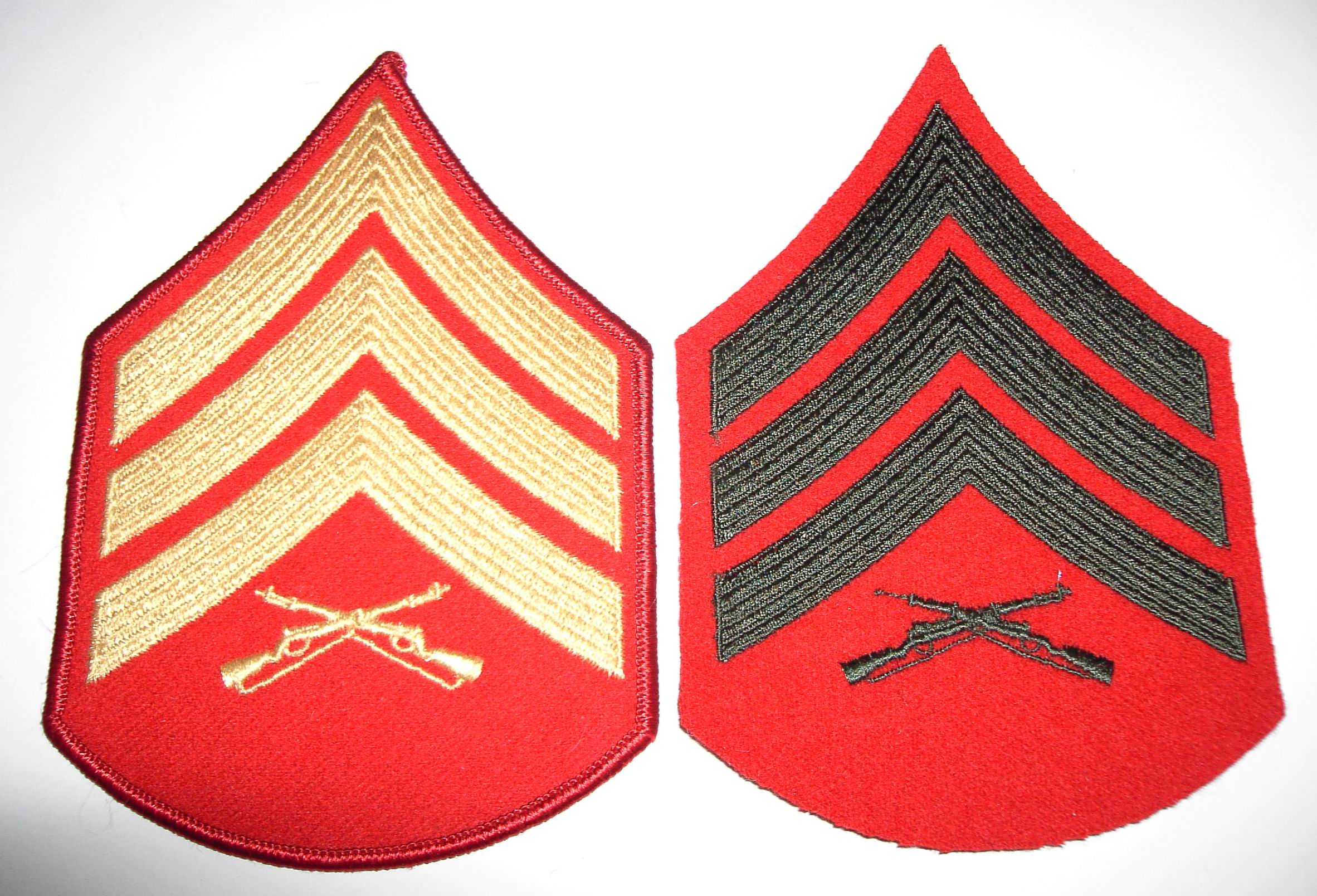
Sergeant
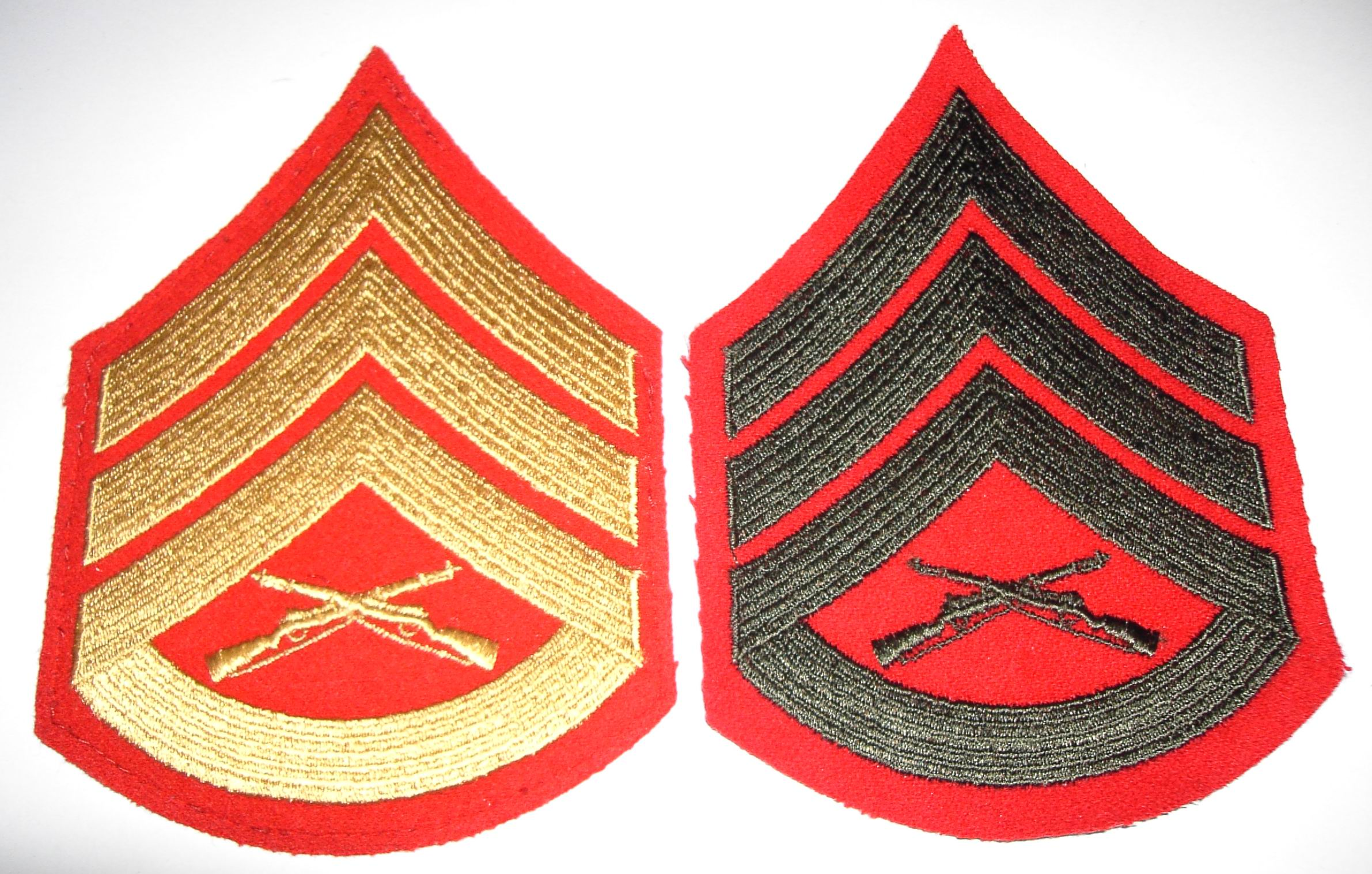
Staff sergeant
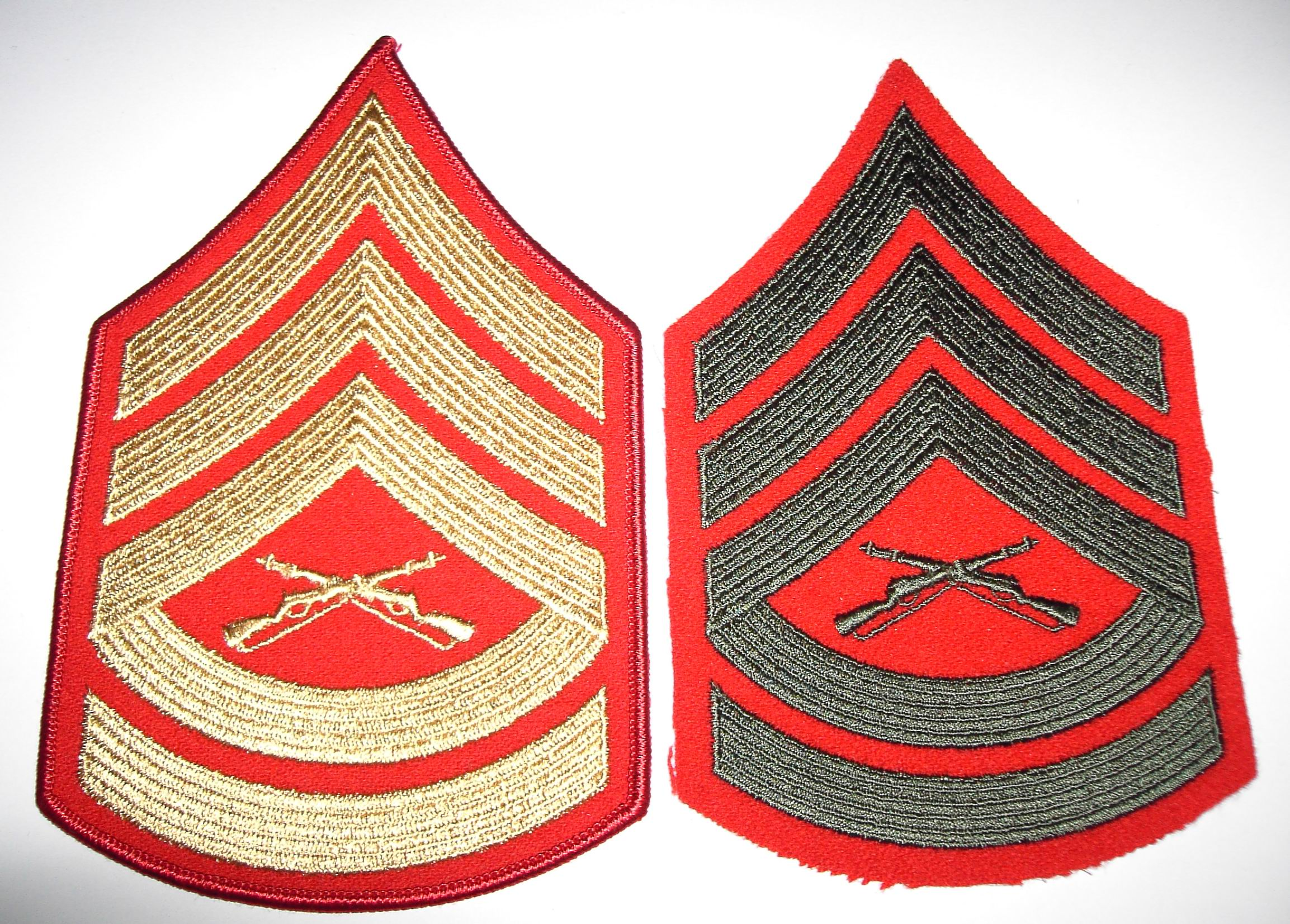
Gunnery sergeant
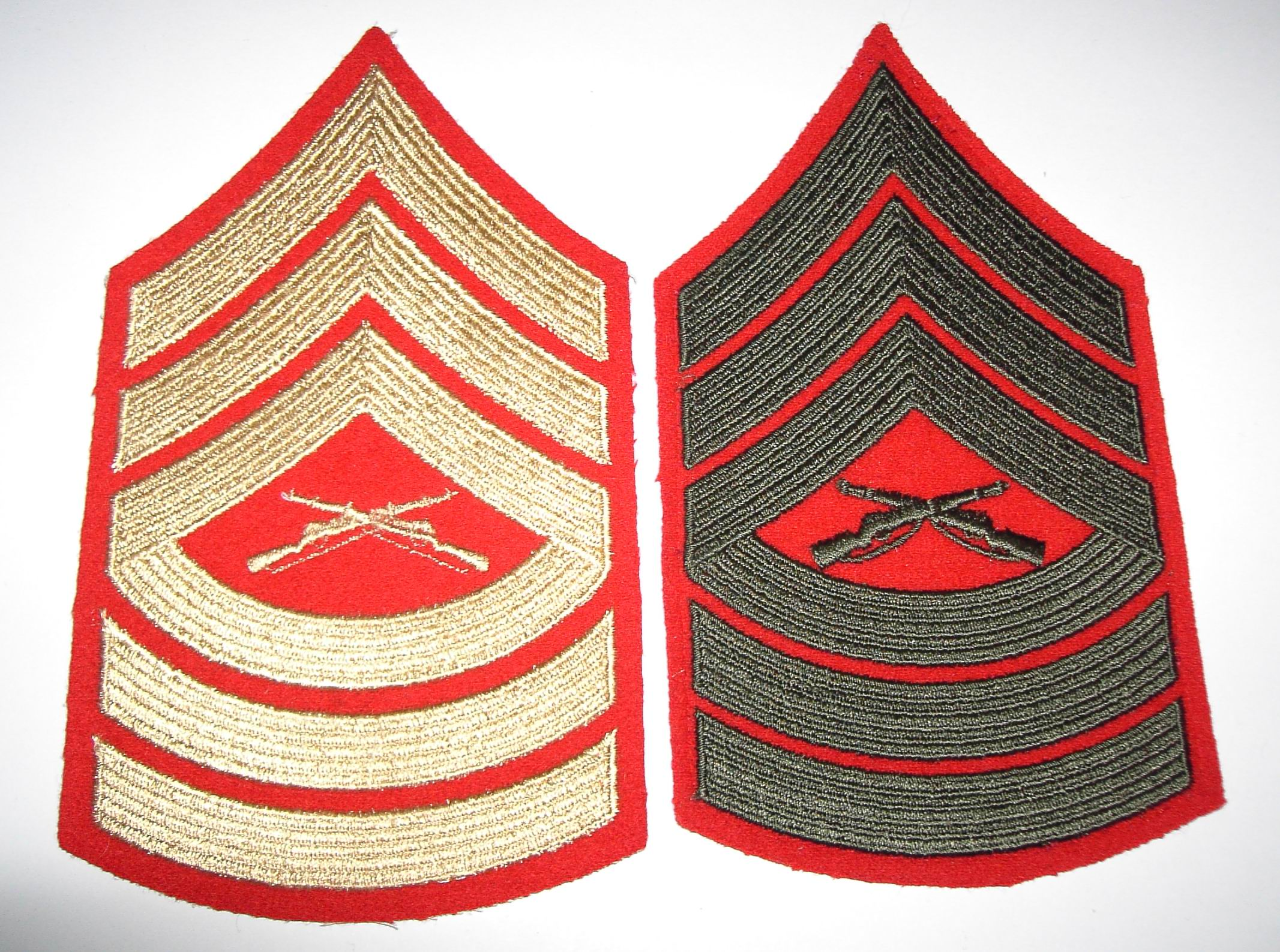
Master sergeant
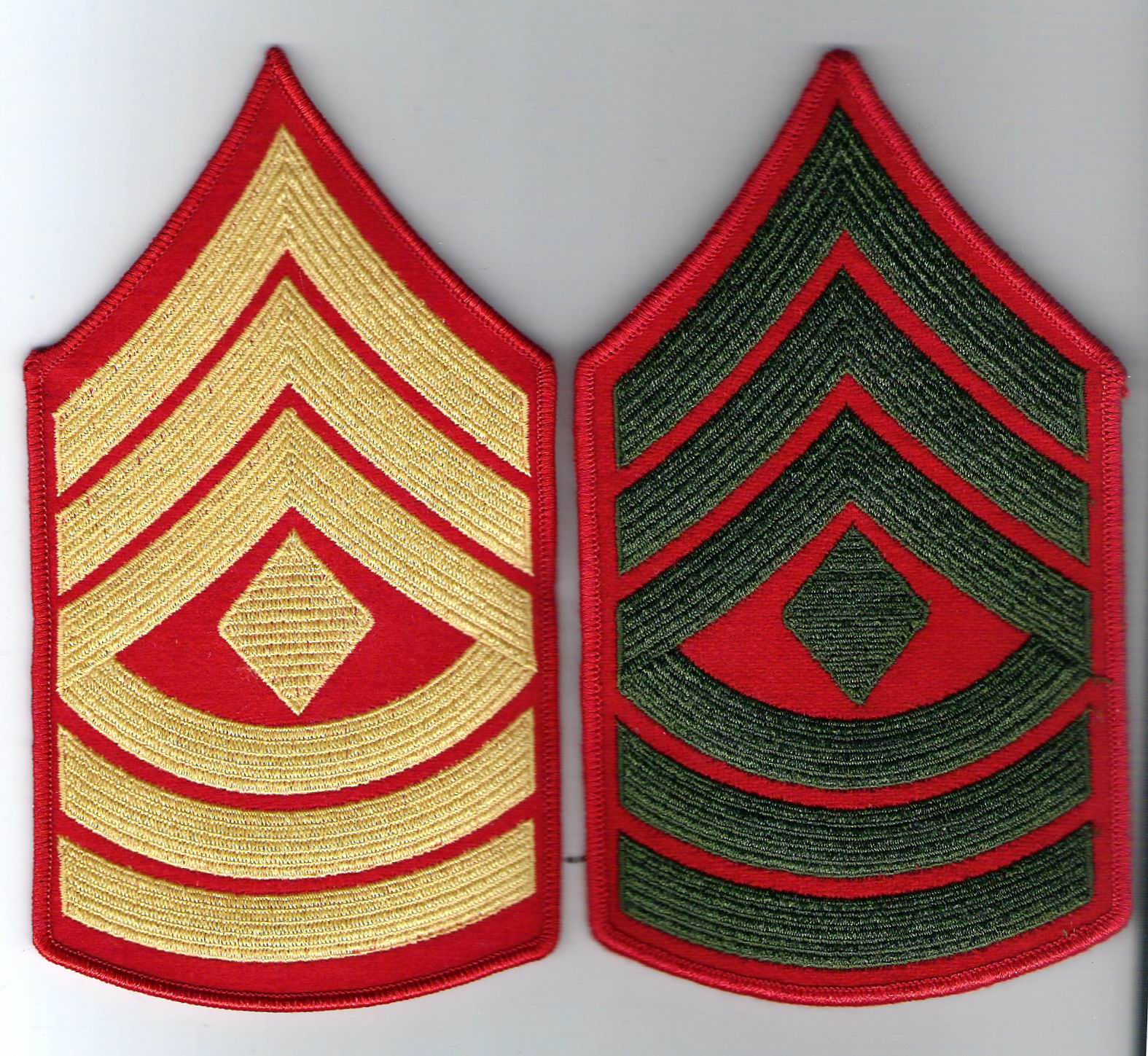
First sergeant
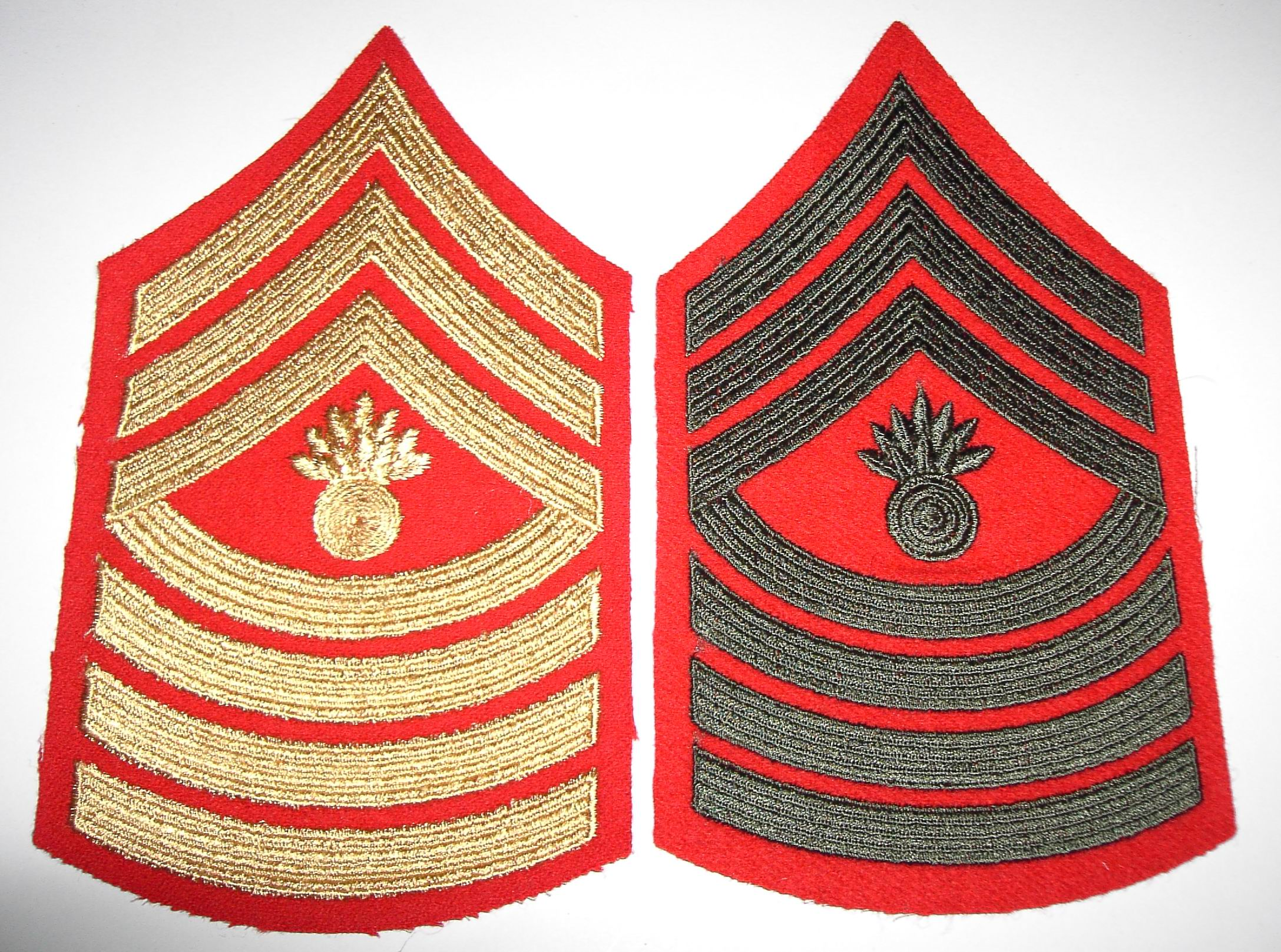
Master gunnery sergeant
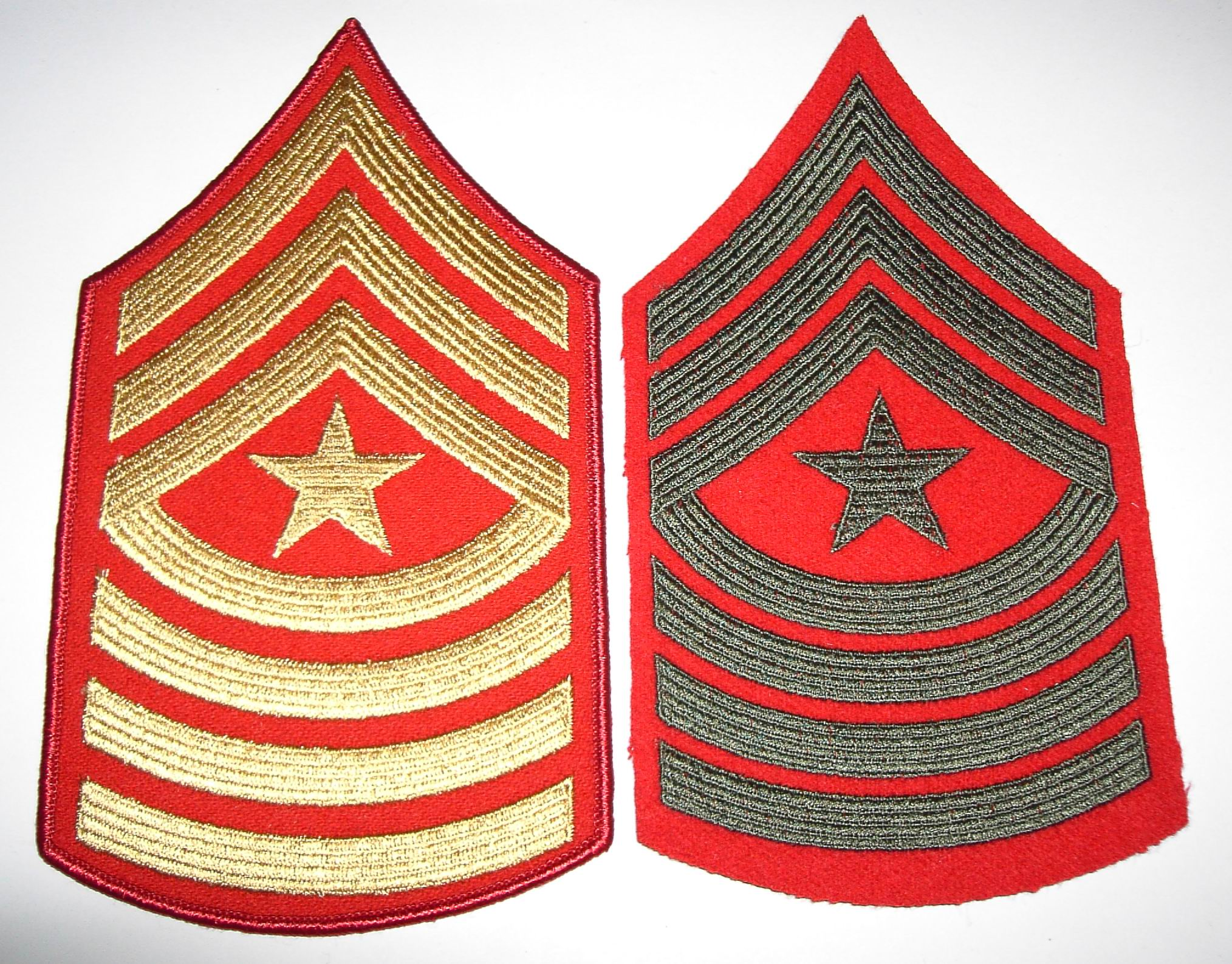
Sergeant major

Insignes de col
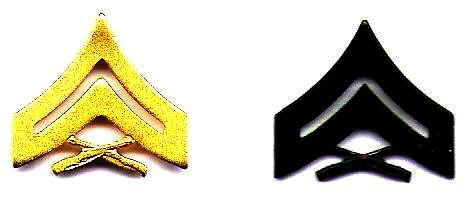
Corporal
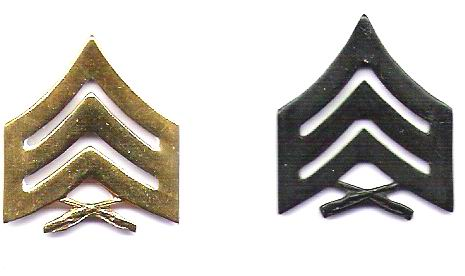
Sergeant
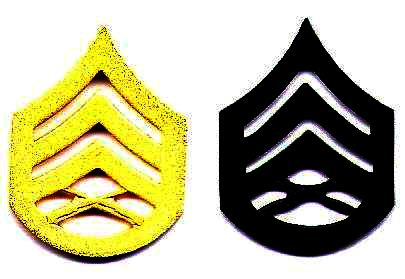
Staff sergeant
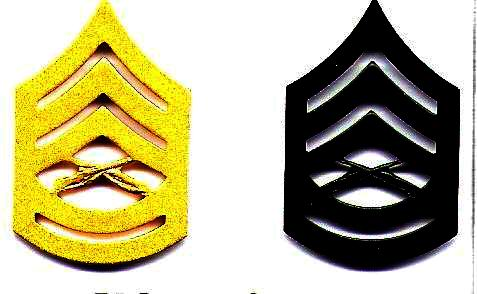
Gunnery sergeant
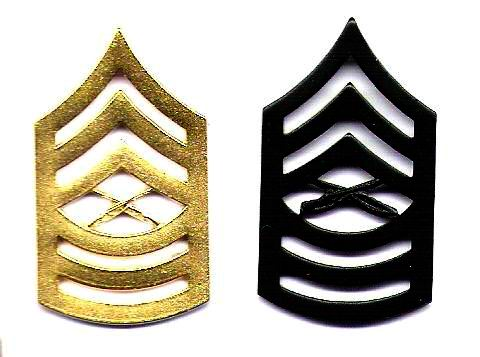
Master sergeant
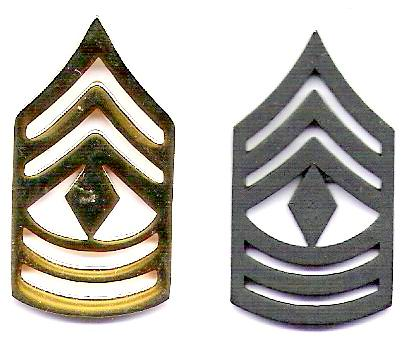
First sergeant
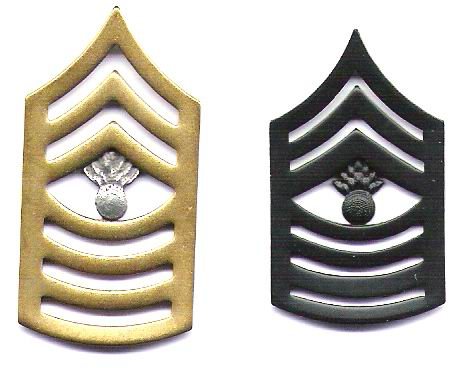
Master gunnery sergeant
Sergeant major

#### Enlisted Men(hommes du rang)
Lance corporal (vice-caporal)
Insigne : un chevron avec deux fusils entrecroisés en dessous.
Private first class (soldat de première classe)
Insigne : un chevron.
Private (soldat de deuxième classe)
Insigne : aucun.

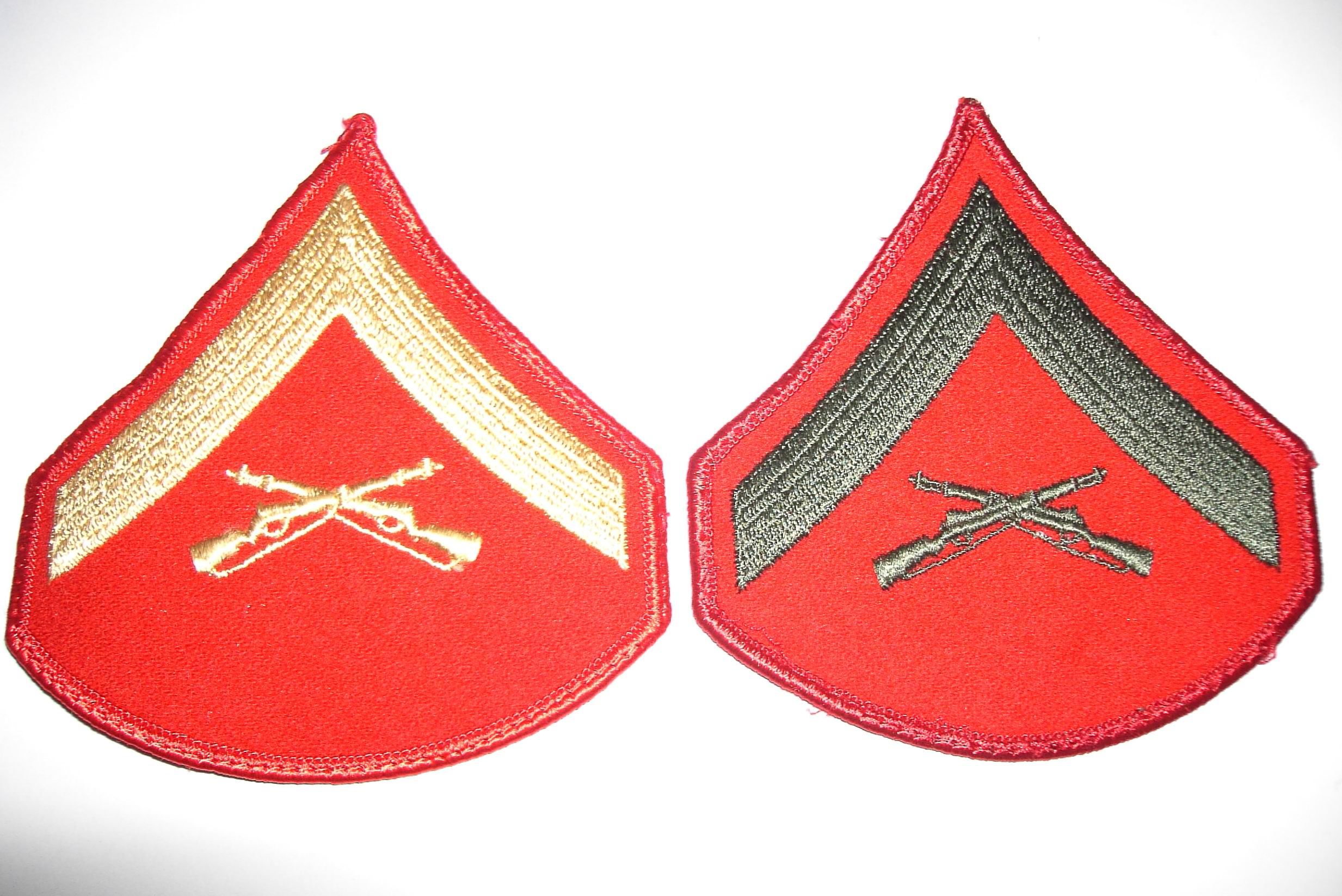
Lance corporal, insignes de manche.
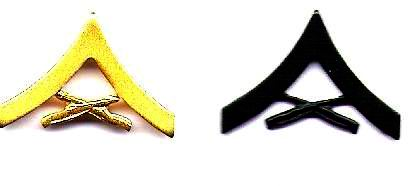
Lance corporal, insignes de col.
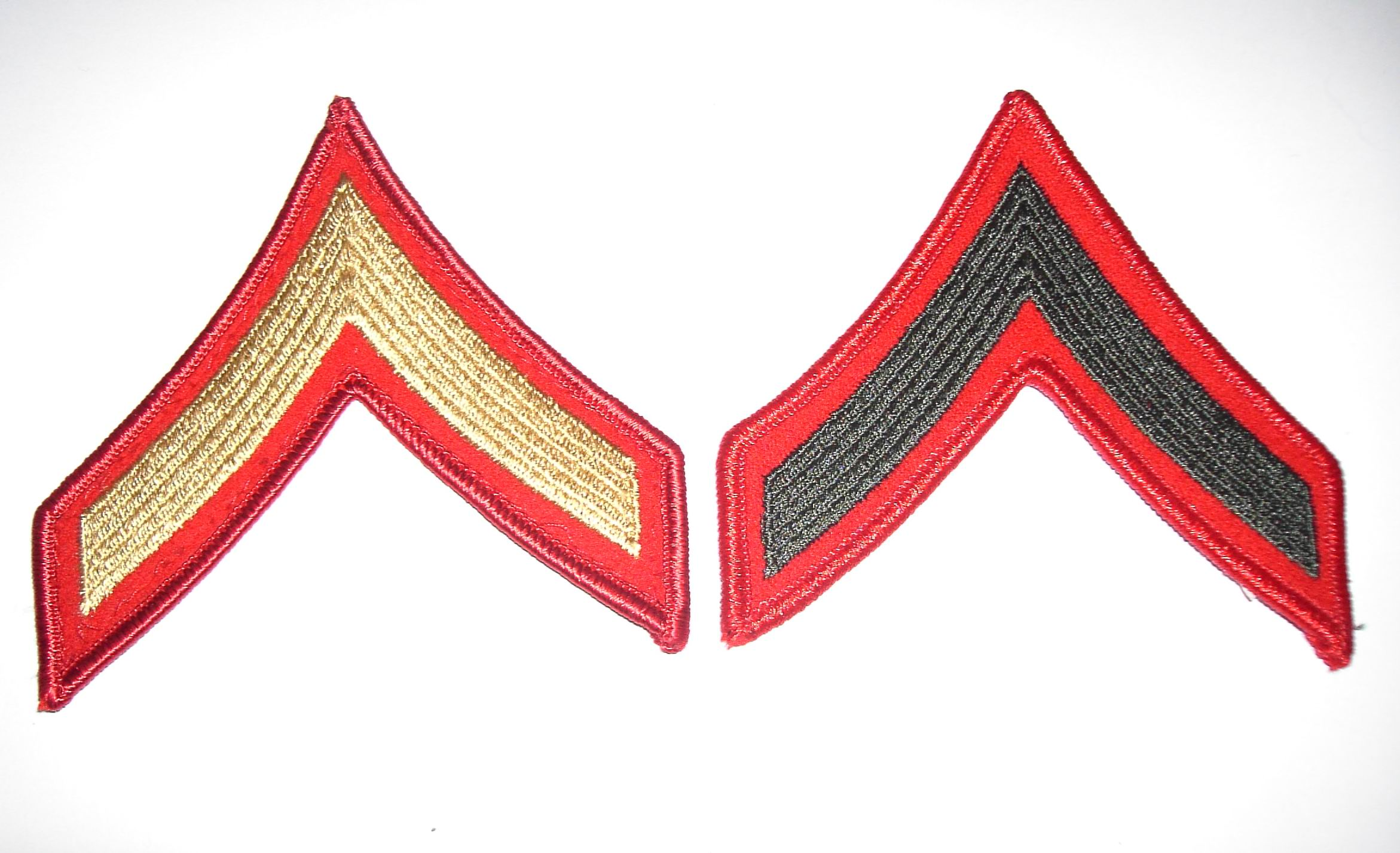
Private first class, insignes de manche.
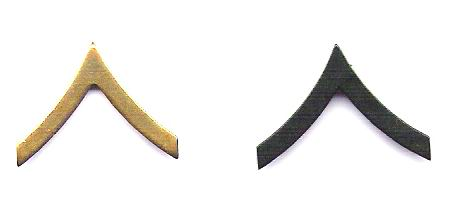
Private first class, insignes de col.

### US Coast Guard(Garde-côtes)
Le corps des Garde-côtes des États-Unis, tel qu'il existe actuellement, a été créé en juillet 1915 et fait partie des Forces armées des États-Unis, bien que, depuis février 2003, il soit placé sous la direction du département de la Sécurité intérieure, mais en cas de déclaration de guerre, le président ou le Congrès peuvent le faire repasser immédiatement sous le contrôle du département de la Défense. En juillet 1939, le Congrès a voté une loi créant le United States Coast Guards Reserve, renommé dès 1941 Auxiliary, composé de volontaires bénévoles, chargés d'assister les garde-côtes de carrière dans les tâches de sauvetage en mer, d'administration et autres travaux non armés. En effet, les auxiliary ne peuvent porter d'armes et ne sont pas habilités à participer aux missions d'arraisonnement de navires et toutes tâches nécessitant l'usage de la force armée. Les garde-côtes auxiliaires ne perçoivent aucun salaire, ils restent des civils et ne sont pas soumis à la justice militaire. La plupart d'entre eux ont une activité professionnelle ou sont retraités.
En 2007, leur nombre approche les 30 000 volontaires. Leurs insignes de grade sont différenciés des garde-côtes de métier par l'addition d'un « A » sur l'insigne. Les insignes des officiers auxiliaires ont un « A » bleu-marine ou rouge, il en est de même pour les sous-officiers et hommes du rang; les insignes qui portent un « A » bleu-marine font partie des états-majors des Garde-côtes. Le rang le plus élevé qu'un officier auxiliaire puisse atteindre est celui de vice-amiral.

#### Officers(officiers)
Les insignes de grades des officiers des Garde-côtes sont identiques et ont la même appellation que ceux de l'US Navy, la seule différence visible est la présence du blason de l'US Coast Guard à la place de l'étoile au-dessus des insignes de manche.
| Grade       | O-7                       | O-8                       | O-9                   | O-10    |
| ----------- | ------------------------- | ------------------------- | --------------------- | ------- |
| Insignes    |                           |                           |                       |         |
| Appellation | rear admiral (lower half) | rear admiral (upper half) | vice admiral          | admiral |
| Équivalence | contre-amiral             | vice-amiral               | vice-amiral d'escadre | amiral  |
| Abréviation | RDML                      | RADM                      | VADM                  | ADM     |
| Code OTAN   | OF-6                      | OF-7                      | OF-8                  | OF-9    |

| grade       | O-1                   | O-2                      | O-3                    | O-4                   | O-5                  | O-6                   |  |
| ----------- | --------------------- | ------------------------ | ---------------------- | --------------------- | -------------------- | --------------------- |  |
| Insignes    |                       |                          |                        |                       |                      |                       |  |
| Appellation | ensign                | lieutenant, junior grade | lieutenant             | lieutenant commander  | commander            | captain               |  |
| Équivalence | enseigne de 2e classe | enseigne de 1re classe   | lieutenant de vaisseau | capitaine de corvette | capitaine de frégate | capitaine de vaisseau |  |
| Abréviation | ENS                   | LTJG                     | LT                     | LTCR                  | CMDR                 | CAPT                  |  |
| Code OTAN   | OF-1                  | OF-1                     | OF-2                   | OF-3                  | OF-4                 | OF-5                  |  |

#### Warrant officers(officiers spécialisés brevetés)
Les warrant officers de l'USCG sont identiques à ceux de l'US Navy, à l'exception du rang de chief warrant officer 5 (CW-5), qui n'existe pas dans cette arme.

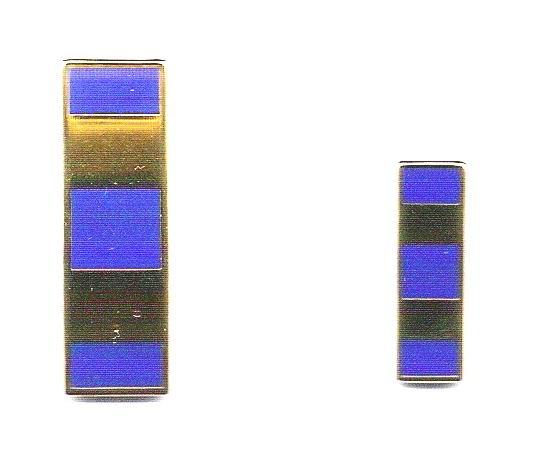
Chief warrant officer 2, un insigne d'épaule et un insigne de col.
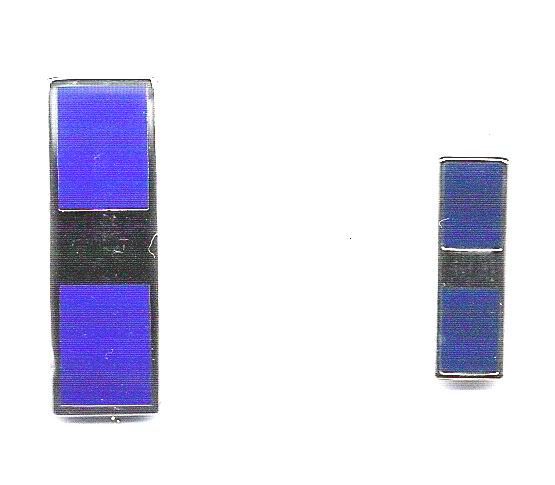
Chief warrant officer 3, un insigne d'épaule et un insigne de col.
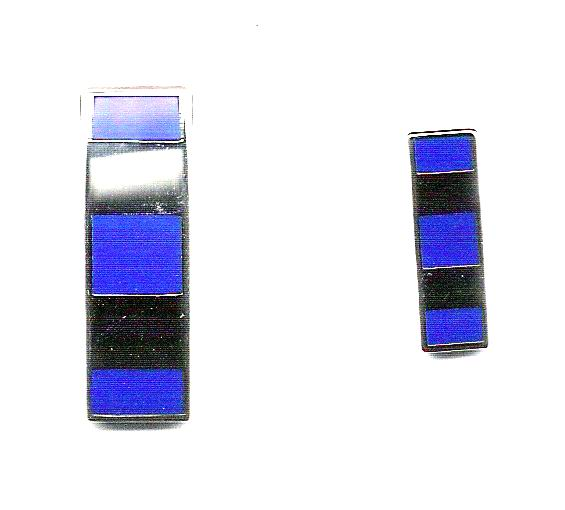
Chief warrant officer 4, un insigne d'épaule et un insigne de col.

#### Non-commissioned officers(sous-officiers)
Les insignes de grades des sous-officiers des Garde-côtes ont la même appellation que ceux de l'US Navy, les insignes sont également semblables, à l'exception près que les grades des Garde-côtes sont frappés d'un écu en leur centre à la place des lettres « USN ».
Chief master petty officer of the Coast Guard
Même fonction que le sergeant major of the Army, son insigne ressemble fort à celui du chief master petty officer of the Navy de l'US Navy, seul le blason entre l'arc et le chevron les diffère.

Chief master petty officer of the Coast Guard (USCG-E9), insigne de manche.
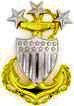
Insigne de col.

Tableau des insignes des sous-officiers des Garde-côtes des États-Unis
Petty officer 3rd class.
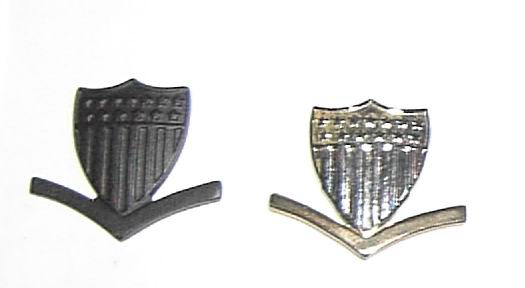
Insignes de col.
Petty officer 2nd class.
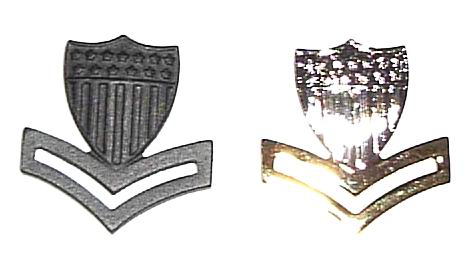
Insignes de col.
Petty officer 1st class.
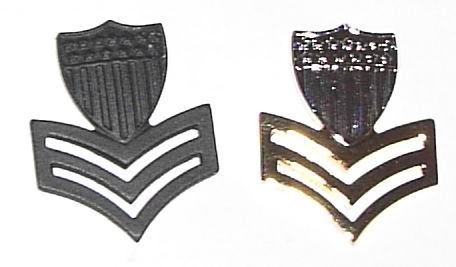
Insignes de col.
Chief petty officer.
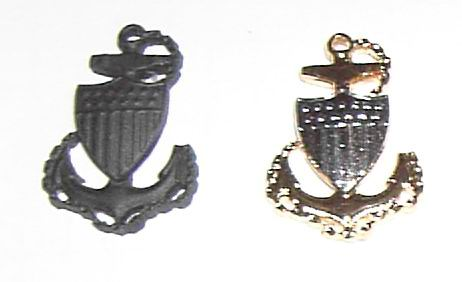
Insignes de col.
Senior chief petty officer.
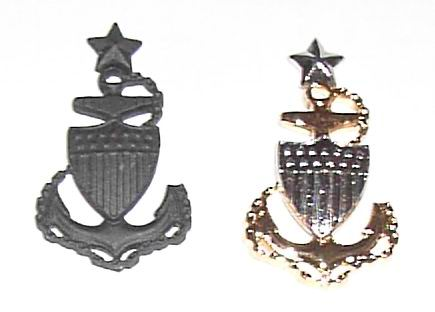
Insignes de col.
Master chief petty officer.
Command master chief petty officer.
Master chief petty officer of the Coast Guard Reserve Force.
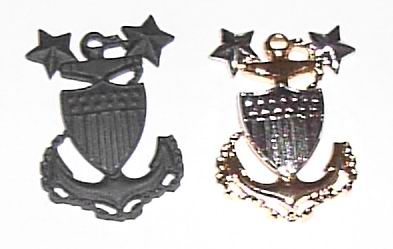
Insignes de col.

#### Enlisted men(hommes du rang)
Les insignes de grades des hommes du rang des Garde-côtes ont la même appellation que ceux de l'US Navy, les insignes sont également identiques.

Tableau des insignes des hommes du rang de l'US Coast Guards
Seaman recruit.
Seaman apprentice.
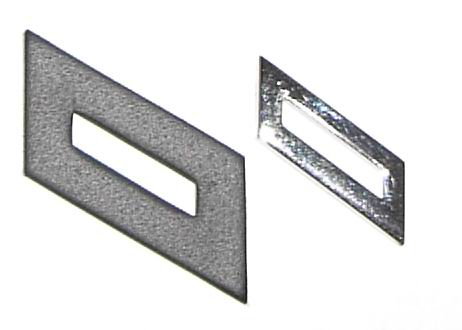
Insignes de col.
Seaman.
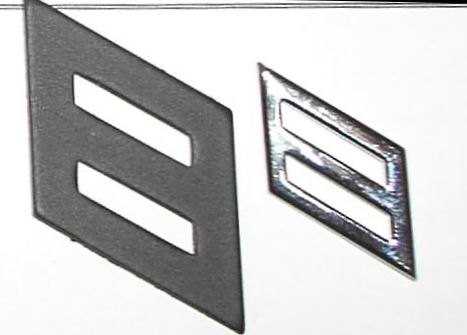
Insignes de col.

### US Air Force(Armée de l'air ou USAF)
Jusqu'au 18 septembre 1947, les United States Army Air Forces (USAAF) dépendaient de l'US Army. Le président Truman décida que l'Air Force devait devenir une armée à part entière et indépendante des deux autres armées existantes alors : l'Armée de terre (US Army) et la Marine (US Navy). Il créa donc l'United States Air Force (USAF) opérationnelle à partir de cette date.
Mêmes grades et insignes que l'Armée de terre pour les officiers, les grades de sous-officiers sont particuliers à l'USAF. Il n'existe plus de warrant officers (officiers brevetés) dans l'Armée de l'air depuis 1959. Les insignes des sous-officiers / hommes du rang comportent une étoile USAF dans un cercle au centre.

#### Officers(officiers)
Les insignes des officiers de l'Air Force (USAF) sont les mêmes que ceux de l'Armée de terre (US Army).

Tableau des insignes des hommes du rang de l'US Air Force
2nd lieutenant
1st lieutenant
Captain
Major
Lieutenant colonel
Colonel
Brigadier general
Major general
Lieutenant general
General
General of the Air Force réservé aux situations de guerre

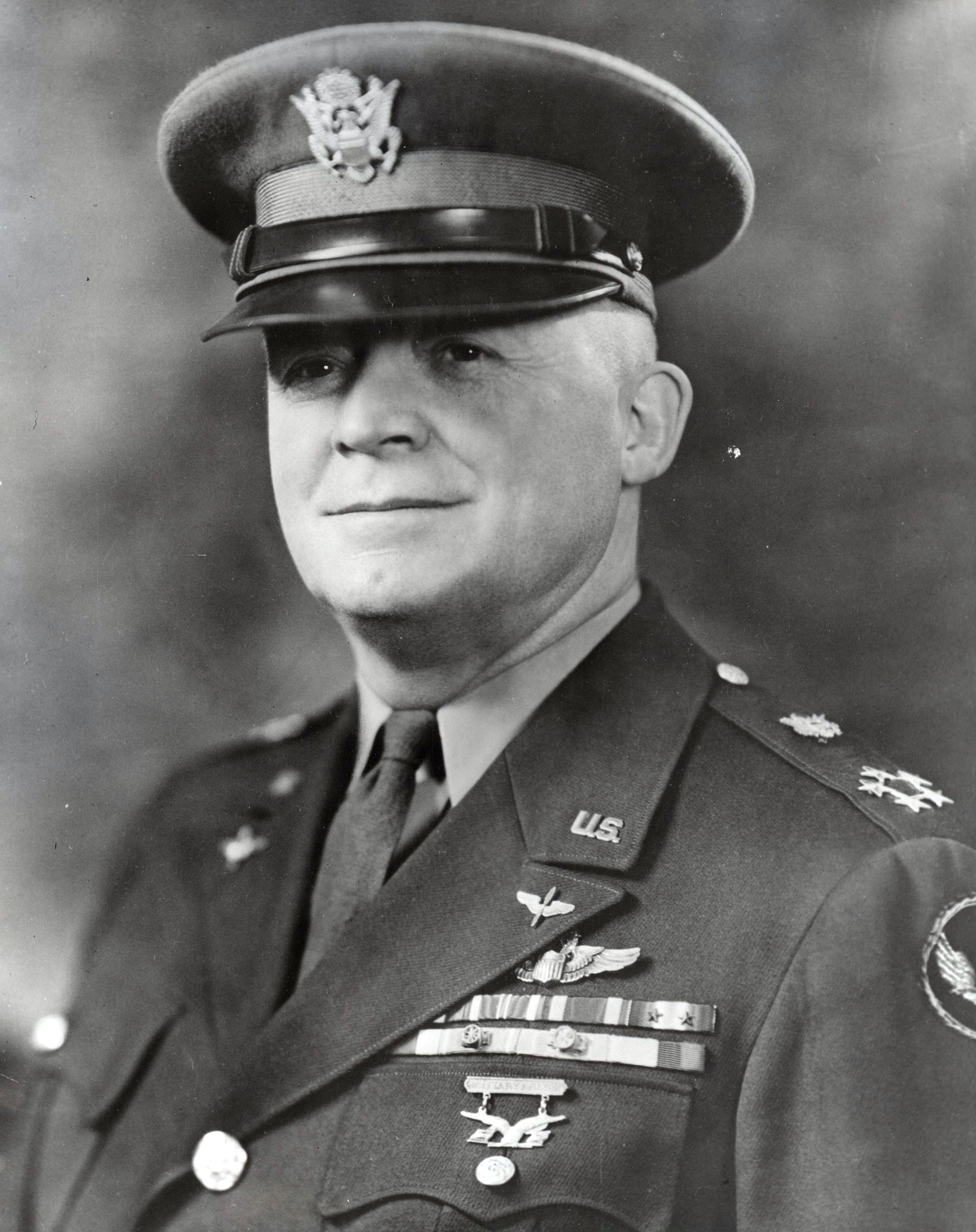
Le General of the Air Force Henry Harley Arnold.
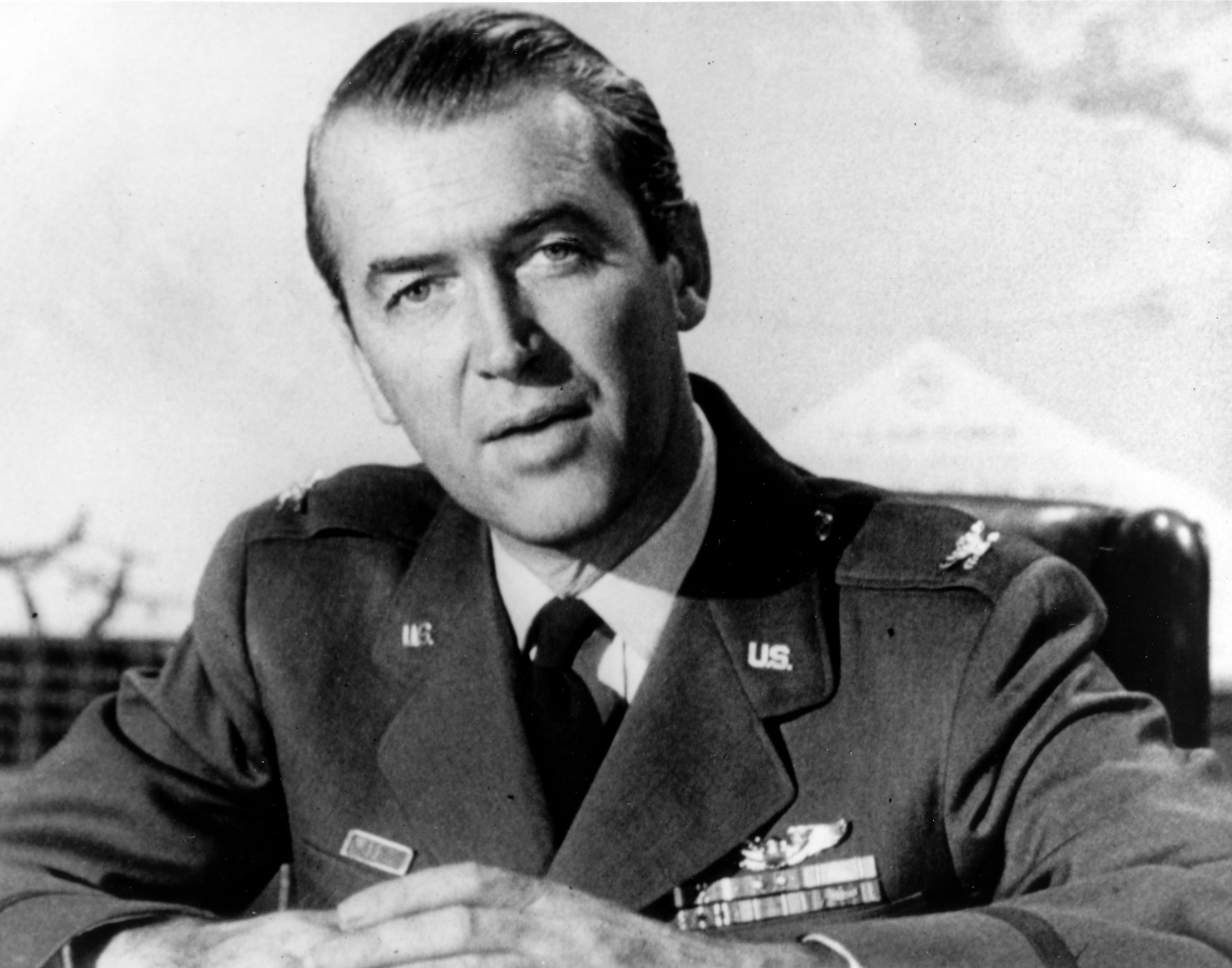
Le colonel de l'USAAF James Stewart.
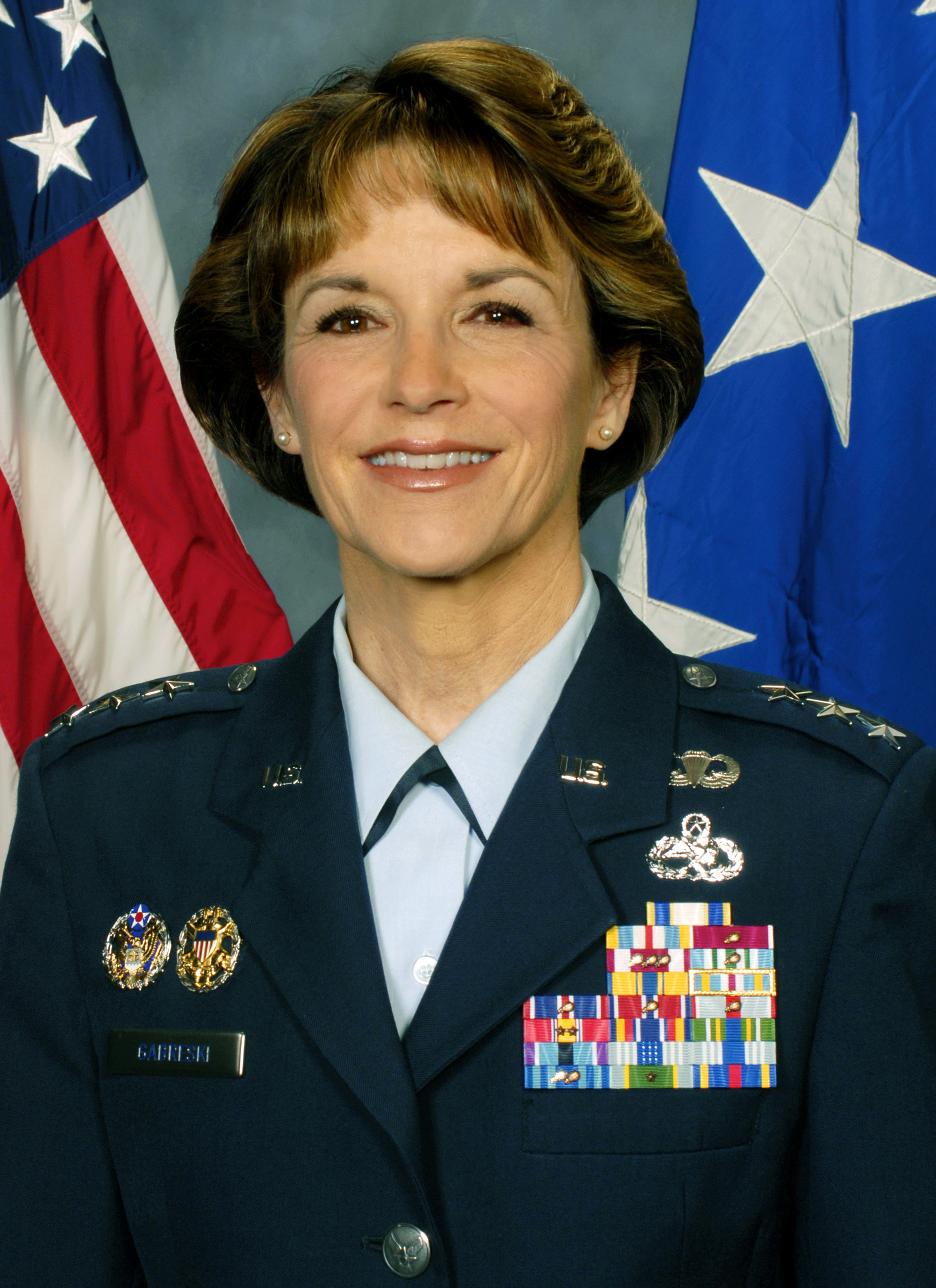
Lieutenant General Terry Walter Gabreski de l'USAF, entrée dans l'Air Force en passant par le Reserve Officers and Training Corps.
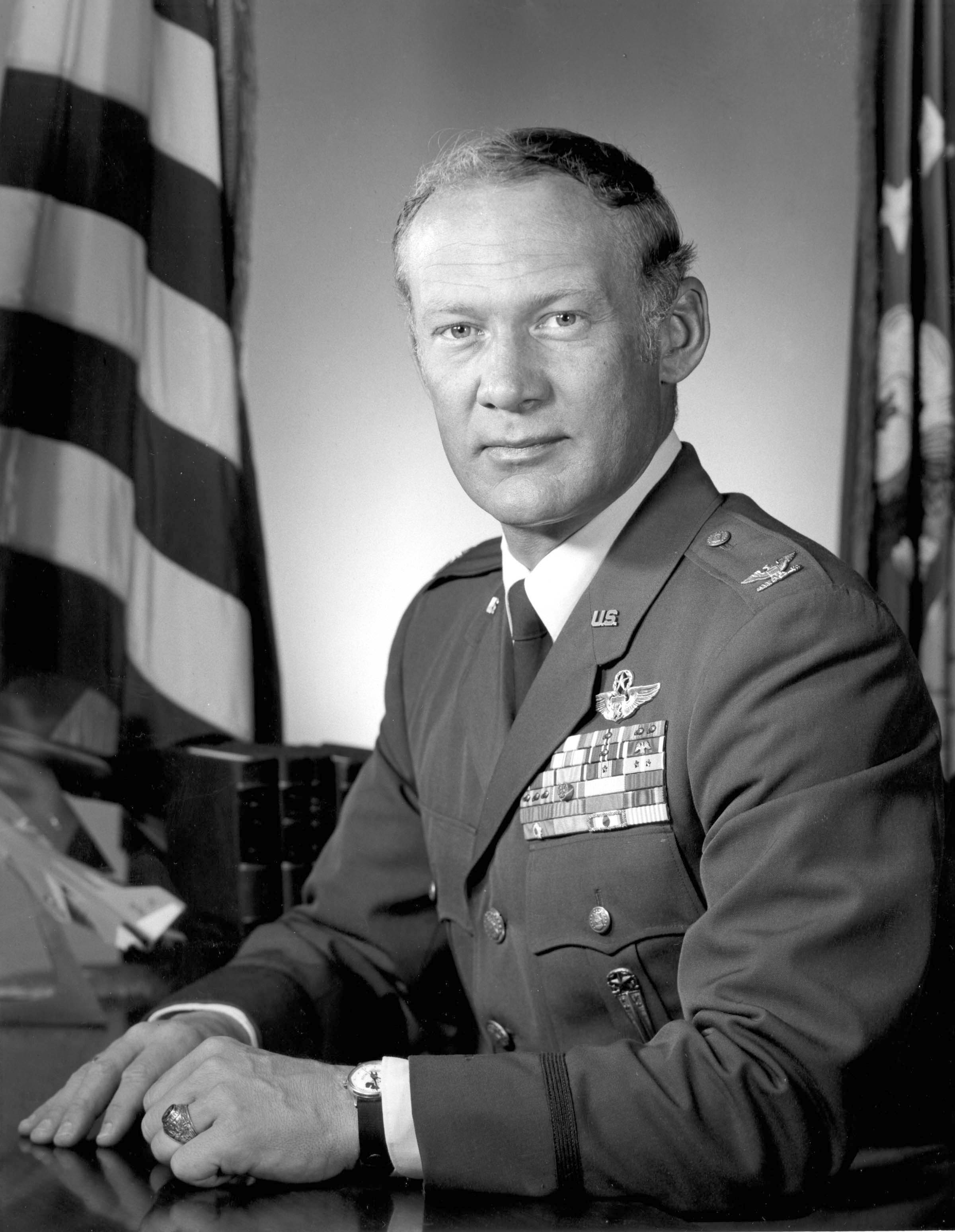
Colonel Edwin Aldrin, le deuxième homme à avoir marché sur la Lune.

#### Warrant officers
Le programme de formation des warrant officers (officiers brevetés) a été supprimé dans l'Air Force depuis 1959.
Le dernier warrant officer de l'USAF, qui était un réserviste, a été promu chief warrant officer 5 et mis à la retraite en 1992. Il fut le seul warrant officer de l'Air Force à avoir été promu au grade de chief warrant officer 5.

#### Non-commissioned officers(sous-officiers)
Les grades des sous-officiers et hommes du rang de l'USAF sont décalés d'un rang vers le bas par rapport à ceux des autres forces armées de cette nation. La traduction en français des grades n'est donc pas littérale, mais indicative de l'équivalence aux grades des autres forces armées des États-Unis.
Tableau des insignes de manche. À noter qu'ils existent aussi en version camouflage (basse visibilité, couleur « désert »…).
| Code USAF | E-5            | E-6                | E-7             | E-7             | E-8                    | E-8                    | E-9                   | E-9                   | E-9                           | E-9 1                                  |
| --------- | -------------- | ------------------ | --------------- | --------------- | ---------------------- | ---------------------- | --------------------- | --------------------- | ----------------------------- | -------------------------------------- |
|           |                |                    |                 |                 |                        |                        |                       |                       |                               |                                        |
| Grade     | staff sergeant | technical sergeant | master sergeant | master sergeant | senior master sergeant | senior master sergeant | chief master sergeant | chief master sergeant | command chief master sergeant | chief master sergeant of the Air Force |
|           |                |                    |                 |                 |                        |                        |                       |                       |                               |                                        |

1 Il n'en existe qu'un seul en fonction, comme le sergeant major of the Army.
Ces insignes de grades existent aussi en passants d'épaule.
Tableau des insignes de col métalliques de l'USAF, ceux-ci sont utilisés par les membres non opérationnels, des insignes « basse visibilité » existent pour les unités opérationnelles et les insignes ACU commencent à apparaître.
|                                           | E-5            | E-6                | E-7                        | E-7                        | E-8                    | E-8                    | E-9                   | E-9                   | E-9                              | E-9 1                                  |  |
| ----------------------------------------- | -------------- | ------------------ | -------------------------- | -------------------------- | ---------------------- | ---------------------- | --------------------- | --------------------- | -------------------------------- | -------------------------------------- |  |
|                                           |                |                    |                            |                            |                        |                        |                       |                       |                                  |                                        |  |
| Grade                                     | staff sergeant | technical sergeant | master sergeant            | master sergeant            | senior master sergeant | senior master sergeant | chief master sergeant | chief master sergeant | command chief master sergeant    | chief master sergeant of the Air Force |  |
| Équivalence                               | sergent        | sergent de section | sergent de première classe | sergent de première classe | sergent maître         | sergent maître         | sergent major         | sergent major         | sergent major d'état-major (RSM) | sergent major de l'Armée de l'air      |  |
| 1Équivalent du sergeant major of the Army |                |                    |                            |                            |                        |                        |                       |                       |                                  |                                        |  |

#### Enlisted men(hommes du rang)
Tableau des insignes de manche
| E-1           | E-2    | E-3                | E-4           |
| ------------- | ------ | ------------------ | ------------- |
| pas d'insigne |        |                    |               |
| airman basic  | airman | airman first class | senior airman |

Tableau des insignes de col
| E-1                 | E-2                  | E-3                      | E-4           |
| ------------------- | -------------------- | ------------------------ | ------------- |
| pas d'insigne       |                      |                          |               |
| airman basic        | airman               | airman first class       | senior airman |
| soldat de 2e classe | soldat de 1re classe | 1er soldat de 1re classe | caporal       |

### US Space Force
Il est annoncé le 20 décembre 2019 la création d'une sixième branche des forces armées des États-Unis destiné à l'espace, la United States Space Force. Le 20 décembre 2020, il est annoncé que ses membres sont appelés des « Gardians », des gardiens. Leurs uniformes ne sont pas totalement définis en septembre 2021.

#### Officers(officiers)
Les insignes de grades des officiers de la Space Force ont la même appellation que ceux de l'Air Force et de l'Army.
Flag Officers (officiers généraux)
| Code USSF   | O-7                | O-8                 | O-9                      | O-10            |
| ----------- | ------------------ | ------------------- | ------------------------ | --------------- |
| Insignes    |                    |                     |                          |                 |
| Grade       | Brigadier general  | Major general       | Lieutenant general       | General         |
| Équivalence | Général de brigade | Général de division | Général de corps d'armée | Général d'armée |
| Abréviation | Brig Gen           | Maj Gen             | Lt Gen                   | Gen             |
| Code OTAN   | OF-6               | OF-7                | OF-8                     | OF-9            |

Field Officers (officiers supérieurs) & Junior Officers (officiers subalternes)
| Code USSF   | O-1               | O-2              | O-3       | O-4   | O-5                | O-6     |  |
| ----------- | ----------------- | ---------------- | --------- | ----- | ------------------ | ------- |  |
| Insignes    |                   |                  |           |       |                    |         |  |
| Grade       | Second lieutenant | First lieutenant | Captain   | Major | Lieutenant colonel | Colonel |  |
| Équivalence | Sous-lieutenant   | Lieutenant       | Capitaine | Major | Lieutenant-colonel | Colonel |  |
| Abréviation | 2d Lt             | 1st Lt           | Capt      | Maj   | Lt Col             | Col     |  |
| Code OTAN   | OF-1              | OF-1             | OF-2      | OF-3  | OF-4               | OF-5    |  |

#### Non-commissioned officers(sous-officiers)
Les grades des sous-officiers de la Space Force sont presque identiques à ceux de l'USAF, seul le grade de Command Chief Master Sergent est absent.
| Code USSF | E-5      | E-6                | E-7             | E-8                    | E-9                   | E-9                                        |
| --------- | -------- | ------------------ | --------------- | ---------------------- | --------------------- | ------------------------------------------ |
|           |          |                    |                 |                        |                       |                                            |
| Grade     | Sergeant | Technical Sergeant | Master Sergeant | Senior Master Sergeant | Chief Master Sergeant | Chief Master Sergeant of the Space Force 1 |
|           |          |                    |                 |                        |                       |                                            |

1 Il n'en existe qu'un seul en fonction, comme le sergeant major of the Army et le chief master sergeant of the Air Force.

#### Enlisted men(hommes du rang)
Les hommes du rang de la Space Force ont tous un grade de spécialiste.
| E-1          | E-2          | E-3          | E-4          |
| ------------ | ------------ | ------------ | ------------ |
|              |              |              |              |
| Specialist 1 | Specialist 2 | Specialist 3 | Specialist 4 |